# 鄭秀文
鄭秀文（英語：Sammi Cheng，1972年8月19日—），香港女歌手及演員。1990年出道以來發行超過40張錄音室專輯，11度在紅磡香港體育館舉行個人大型售票演唱會，在香港舉辦演唱會的場次超過100場，為全港第三位突破紅館100場的女藝人，於海外舉辦逾200場大型世界巡迴演唱會，並獲得九次IFPI香港唱片銷量大獎「全年最高銷量本地女歌手」。她於1997年至2007年一度被媒體稱為香港電影首席票房紀錄女星，她主演的15部電影累積票房達港幣3.7億元，在2001年獨占「年度票房頭十」的三個席位。被媒體評價其具備影響力且引領時尚潮流，也被《Vogue》雜誌評為「能歌擅演，時尚品味同樣絕佳」、「演歌雙棲最成功的模範表率」、「華語樂壇的跨世紀天后」。
鄭秀文多年來在各方面演藝獎項皆有所收獲，她跨域拿下不同歌手和電影「影后」獎項，是香港其中一位「歌影雙后」，並囊括香港電影金像獎「最佳女主角」、香港電影導演會年度大獎「最佳女主角」、香港電影評論學會大獎「最佳女演員」、中美電影節「最佳女主角」，叱咤樂壇流行榜頒獎典禮「叱咤樂壇女歌手金獎」、十大勁歌金曲頒獎典禮「最受歡迎女歌星」、新城勁爆頒獎禮「新城勁爆最傑出至尊女歌手」等個人獎項。

## 概述
鄭秀文1990年出道至今，在全球的唱片總銷量逾2,500萬張，其中於1996年至2003年的7年間，推出的大碟突破全亞洲1,000萬張的總銷售紀錄，7次成為臺灣年度唱片銷量最高的香港女歌手，8次成為新加坡年度唱片銷量最高的香港女歌手，其中2004年更成為全新加坡最高銷量女歌手。在香港，她於1990年代十大中文金曲頒獎音樂會獲得4次「全年最高銷量大獎」的女歌手，也於1990至2010年代獲得合共9次IFPI香港唱片銷量大獎「全年最高銷量本地女歌手」大獎的女歌手。她於2008年被新加坡市民投選為歷年最具代表25位歌手之一。
此外，她於《2010年演藝人協會頒獎禮》拿下「音樂傑出表現女歌手」，為首位奪得此獎的樂壇女歌手，並於2011年度《新城勁爆頒獎禮》獲頒「新城勁爆最傑出至尊女歌手」獎項。2012年憑歌曲《Do Re Mi》獲得台灣金馬獎「最佳原創電影歌曲」獎項。2019年，憑歌曲《我們都是這樣長大的》獲得多個樂壇頒獎禮獎項，包括香港作曲家及作詞家協會主辦的Cash流行音樂頒獎典禮「最佳女歌手演繹」等4個獎項，還有新城勁爆頒獎禮「新城勁爆播放指數歌曲大獎」、十大中文金曲頒獎音樂會「全球華人至尊金曲獎」及「十大中文金曲」，並首次獲得叱咤樂壇頒獎典禮的「至尊歌曲大獎」。2023年，鄭秀文憑電影《流水落花》奪得《第41屆香港電影金像獎》「最佳女主角」獎項，並於同屆憑電影《流水落花》主題曲《我這樣活了一天》奪得「最佳原創電影歌曲」獎項。
此外，從1992年首部主演的《飛虎精英之人間有情》，到1996年至2004年間主演的15部電影，鄭秀文一共在香港市場創下超過3億5,000萬港元的票房紀錄，並且全數為該年度票房排名頭十位，讓鄭秀文成為香港回歸十年（1997年–2007年）香港電影首席票房紀錄女星，其中又以2001年的《瘦身男女》4043萬港元的票房為個人最高。同年，鄭秀文奪得百視達香港及台灣最受歡迎女演員。鄭秀文亦於2002年香港電影金像獎打破歷屆金像獎紀錄，以個人名義於《同居蜜友》、《瘦身男女》、《鍾無艷》三部電影同時提名《香港電影金像獎》「最佳女主角」獎項。隔年，鄭秀文並憑著《鍾無艷》奪得第八屆香港電影評論學會「最佳女演員」獎項，亦是同一年奪得影后及兩座「最受歡迎女歌星」等個人重要獎項。而於2017年，獲《亞洲電影大獎》頒發「卓越亞洲電影人大獎」，《亞洲電影大獎》表示頒獎目的為肯定鄭秀文對亞洲電影業和文化的成就和貢獻。 而早於1997年1月6日，周星馳及蕭芳芳已表示看好鄭秀文在影圈有大發展，成為熱門的女影星。

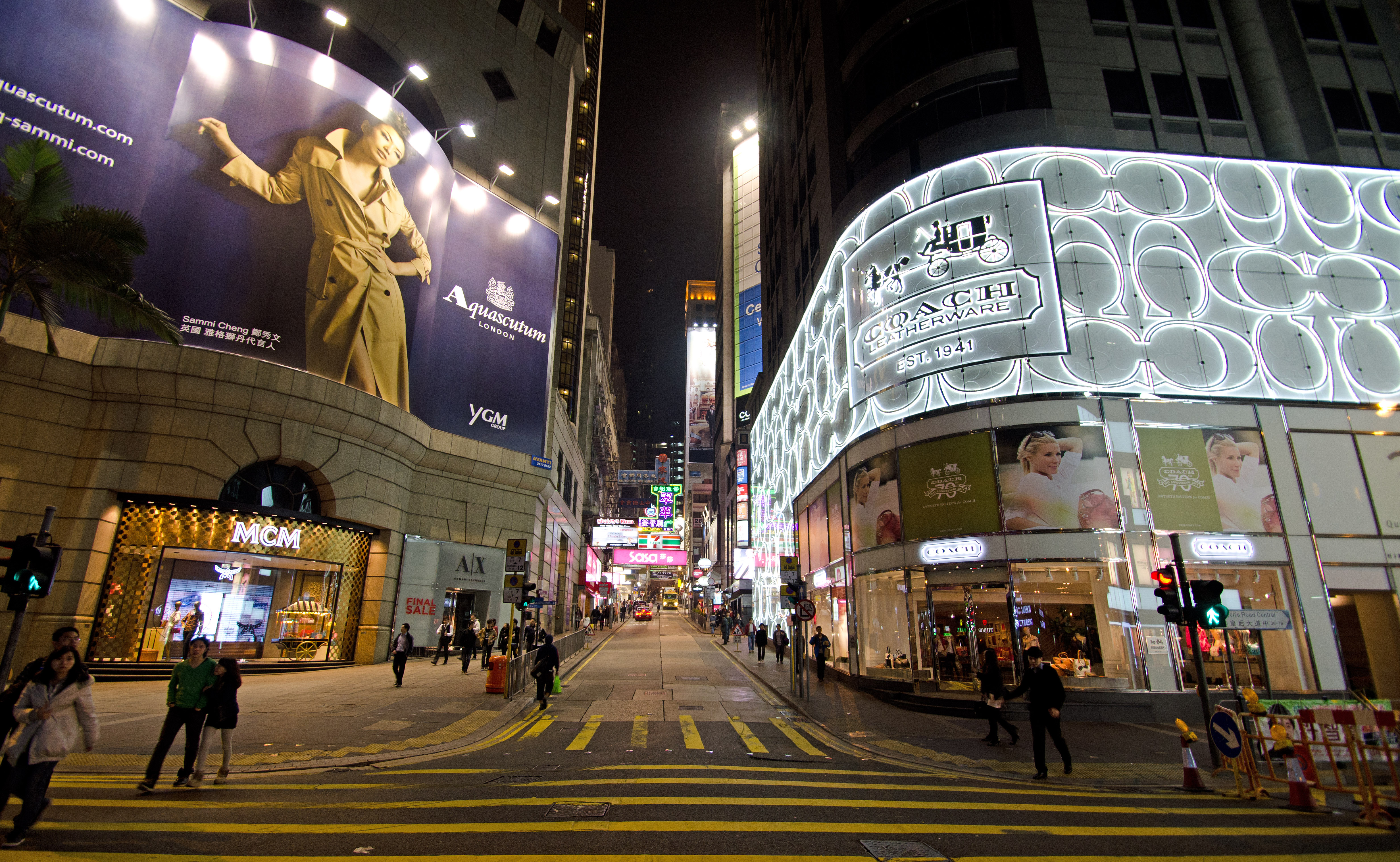
鄭秀文於中環德己立街的大型戶外廣告看板

除歌影雙棲有所表現外，鄭秀文以其百變形象見稱，是香港首位染全金髮的女歌手。她的專輯封面和演唱會造型鮮明大膽，其中1996年香港演唱會中的「Nike眉」造型引起流行。鄭秀文的造型和衣著風格獲評「香港十大傑出衣著人士」，也被媒體稱為「百變天后」。
鄭秀文從出道至今，一共在香港體育館（紅館），開了超過100場的個人大型售票演唱會，鄭秀文同時也是僅次於徐小鳳、梅艷芳之後，共同位居「紅館個人演唱會總場次最多女歌手」前三名的女歌手。鄭秀文的全球個人巡迴演唱會總場次已突破200場，涵蓋多個國家和地區，包括中國上海、廣州、佛山、深圳、澳門、美國奧克蘭、拉斯維加斯、洛杉磯、舊金山、大西洋城、康州、加拿大多倫多、溫哥華、澳洲悉尼、墨爾本、布里斯班、台灣台北、台中、英國倫敦、紐西蘭奧克蘭、馬來西亞吉隆坡、莎亞南及新加坡等。
鄭秀文曾於2005年因抑鬱症休養兩年，2007年全面復出後，不僅再創其事業高峰，並建立起重拾事業的信心。自此後續的演唱會都是以Mi作為主題概念。2009年12月推出的復出跨年大碟《Faith 信》打破以往的情歌以及電子舞曲路線，改以流行福音歌曲作為主題，該專輯創下香港自2007年以來最暢銷的唱片紀錄，發行首日已突破5萬張銷量，發行兩週後突破雙白金銷量，專輯亦連續七週位居香港HMV唱片銷量排行榜冠軍，並登上香港唱片商會銷量榜冠軍。專輯發行三個月後突破10萬張銷量，其後成為香港全年銷量最高的專輯，以及2010年香港HMV年度專輯銷量榜季軍跟亞洲專輯銷量榜冠軍。及後截至2010年下半年，專輯累積銷量已突破15萬張，2020年統計超過15萬。
另外，鄭秀文於2009年12月首推個人書叢《值得》，此書集結鄭秀文於《明報週刊》專欄撰寫的文章、個人分享及自畫圖畫。《值得》一書推出後直至2011年3月，在香港已推出至第17版，並登上2010年度商務印書館暢銷書排行榜冠軍。
除了歌唱和演藝事業外，鄭秀文也積極參與慈善工作，曾多次隨世界宣明會探訪貧困國家並助養兒童，關注支援世界各地地震災情，及多次捐款予無國界醫生等機構。 

## 演藝歷程

### 早年生活及出道歷程
鄭秀文於1984年在聖公會聖彼得小學畢業，後就讀位於灣仔的鄧肇堅維多利亞工業中學（今鄧肇堅維多利亞官立中學）。
1988年，16歲的鄭秀文因為參加了無綫電視及華星唱片合辦的第七屆新秀歌唱大賽，憑一首葉蒨文的《乾一杯》奪得季軍，並加入華星唱片。其後，鄭秀文返校繼續完成學業至1989年畢業，1990年正式踏入香港流行樂壇。

### 華星唱片時期（1989-1995年）
1989年，推出與呂方合唱的電視劇《連城訣》主題曲《菊花淚》及插曲《珍惜這一刻》。
1990年10月，推出首張大碟《Sammi》。第一主打《思念》改編自台灣女歌手陳淑樺的名作《夢醒時分》；第二主打為《仍是你》；第三主打為《迷情》；第四主打為《幻滅》改編自英文歌曲《A Long and Lasting Love》；第五主打為《離別》改編自竹內瑪莉亞的《シングル・アゲイン》。
1991年6月18日，推出大碟《Holiday》，第一主打《不來的季節》令鄭秀文得到叱吒樂壇流行榜的冠軍位置；第二主打《Valentino》則成為勁歌金曲的勁歌推介；第三主打為《Friends》；第四主打為《情斷維也納》。因為出演電視劇《浪族闊少爺》，從而帶動了唱片銷量，獲認證為白金，總銷量達7萬。此外，鄭秀文亦因在香港人氣急升，名聲初次傳到台灣人耳邊，被民生報的記者麥若愚作廣泛報導，稱讚鄭秀文有出色演出，新專輯登上排行榜冠軍，人紅後逐漸散發出星味，是花旦新秀中一塊璞玉。該粵語專輯亦有發行台灣版盒帶，令台灣樂迷有機會初步認識其音樂作品。同時，該專輯亦受到新加坡媒體好評，稱讚她有一副好嗓音，唱得有韻味，能掌握每一首歌曲的感情，歌路流暢，使小小年紀的鄭秀文，在芸芸新秀中脫穎而出。
1992年7月，推出大碟《Never Too Late》，第一主打為《Say U'll Be Mine》；第二主打為《娃娃看天下》；第三主打為《這夜我不願離開》；第四主打為無綫電視日劇配音劇《新紮俏警花》的主題曲《2gether》；第五主打為電視劇《壹號皇庭》插曲《如愛我》。同年9月，與同公司的歌手郭富城、許志安和梁漢文推出合輯《火熱動感》，當中包括鄭秀文主唱的歌曲《不可一世》。四人合唱的主打歌《火熱動感La La La》為鄭秀文增加不少知名度。由於鄭秀文在出道初期皆以唱抒情慢歌為主，在公司的打造下走清純玉女的路線，但鄭秀文乘著《火熱動感La La La》的成功，在下一年的事業開始尋求突破，有了第一個轉折和變化。在1992年12月，香港新城電台舉辦 《膚之欲出》麗人大賞，鄭秀文獲得「勁爆青春麗人」大賞。
1993年1月與許志安首次合唱歌曲《其實你心裡有沒有我》，收錄於許志安的大碟《喜歡妳是妳》，這首歌為鄭秀文囊括各大樂壇頒獎禮的獎項。同年6月，推出大碟《鄭秀文的快樂迷宮》，第一主打為電視劇《大頭綠衣鬥殭屍》主題曲《痴心等待》；第二主打為《Chotto等等》，這是鄭秀文的第一首快歌，亦是一首對鄭秀文往後的音樂事業有著關鍵性影響的歌曲；第三主打為《一水隔天涯》。大碟《鄭秀文的快樂迷宮》一經發行後，因為《Chotto等等》的走紅也開始熱賣起來，最終成為鄭秀文第一張賣過雙白金的唱片。同年12月，推出首張新曲+精選大碟《大報復》，第一主打為快歌《大報復》；第二主打為快歌《叮噹》，這首歌曲惹來很多非議。同年年底，華星為鄭秀文舉辦了個人第一次的兩場《勁爆狂歡大報復音樂會》。同時，由於形象及曲風的轉變使鄭秀文人氣急增，年僅21歲的鄭秀文在這一年首次入選十大勁歌金曲頒獎典禮最受歡迎女歌手五強之列。
1994年7月，推出大碟《十誡》，此大碟封面設計大膽，造型以探討情慾為主題，當中《十誡》的Remix版《十誡(禁忌的遊戲)》，引起電台及電視台的禁播風波。往後主打同樣以快歌系列為主如《熱愛島》、《失憶》等，確立了她百變叛逆小天后的位置。其後還推出一首《十誡(Indiana Jones Mix)》，收錄於鄭秀文下一張新曲+精選+Remix大碟《時間 地點 人物》中，迴響沒有《十誡(禁忌的遊戲)》那麼大。同年10月，推出新曲+精選+Remix大碟《時間 地點 人物》，第一主打為《時間地點人物》，這首歌曲為商業二台廣播劇《蘭茜夫人劇場之向愛情出發》主題曲；第二主打為《可愛可恨》。同年12月，推出大碟《SAMMI》，第一主打為鄭秀文第一次填詞的作品《苦戀》，這首歌曲改編自中國男歌手孫楠的《留什麽給你》，亦是電影《旺角的天空》插曲；第二主打為快歌《失憶》；第三主打《給最傷心的人》改編自李玟的《我依然是你的情人》。其後，鄭秀文因為選擇轉投華納唱片不與華星唱片續約，而被華星唱片雪藏了八個月。
1995年，推出商業二台廣播劇《青春奇怪劇場之四條恐龍》主題曲《不要》。同年8月，推出在華星唱片最後一張大碟《其後》，第一主打為快歌《折翼天使》；第二主打為《內心戲》；第三主打為《再見》，代表著與華星唱片說聲再見，正式轉投華納唱片。

### 華納唱片時期（1995-2004年）
1995年尾，鄭秀文正式加盟華納唱片。同年11月，推出大碟《捨不得你》，第一主打《男仕今天你很好》在四個電台及電視台的流行榜同時登上冠軍位置；第二主打《捨不得你》是電業集團Panasonic手提CD機電視廣告歌，鄭秀文同時擔任該廣告的女主角；第三主打為《秋冬愛的故事》；第四主打《愛的輓歌》為電視劇《刑事偵緝檔案II》插曲；第五主打為《Tequila一杯》。此專輯推出後在一星期便取得白金銷量(5萬張)，之後登上香港IFPI唱片銷量榜冠軍寶座，僅香港銷量就超過兩白金(13萬張)，及後達到三白金(15萬張)，截至1996年11月，經核實總銷量約17萬5千。碟內多首歌曲亦成為香港卡拉OK熱播歌曲，《捨不得你》更成為點播榜榜首長達16個星期。華納亦順勢推出了《捨不得你 (珍藏版)》3吋CD，收錄了《捨不得你 (Unplugged Version)》及《迷城 (Black Cat City)》，當中《迷城 (Black Cat City)》從未收錄在其粵語大碟中。同年12月，推出首張EP《捨不得你Remix》，除收錄了全新灌錄的Remix版本外，還收錄了鄭秀文第一首國語歌曲《捨不得你 (國語版)》；早於11月，國語版就已收錄在《捨不得你》新馬台版專輯內，且市場的反應非常好，迅速成為卡拉OK點唱的熱門歌曲，這讓鄭秀文在新馬台的知名度大大提高，亦為她在下一年進軍國語市場打了強心針。
1996年5月，推出大碟《放不低》，第一主打《小心女人》一推出即在香港掀起一股熱播潮，鄭秀文為此歌設計的新潮造型更成為城中討論話題；第二主打《放不低》是與Panasonic再次合作的廣告歌。專輯推出後不久，已認證為雙白金，幾週後，銷售超過13萬張，再經過三個月的持續熱賣，成功獲得三白金。截至1996年11月，經核實總銷量約17萬5千，為當年女歌手之中最高銷量的粵語大碟。另外，該專輯亦兩度入圍臺灣《金曲龍虎榜》的候選名單，分別在秋季第4周以及秋季第5周入圍。不久，鄭秀文擔任女主角演出的電影《百分百感覺》上映，由鄭秀文主唱的電影主題曲《不拖不欠》及《問我》更迅速大熱起來，尤其同時作為《放不低》專輯第三主打的《不拖不欠》更再度佔據卡拉OK點播榜榜首位置長達8週。同年6月，推出第二張EP《小心女人卡拉EP Remix》。
在1996這年鄭秀文更以「香港新天后」和「天后接班人」的頭銜進軍台灣市場，9月推出首張國語大碟《值得》，進佔華語地區多個歌曲流行榜及KTV點唱榜冠軍位置。此專輯推出後即在台灣IFPI銷量榜獲得冠軍，並佔據榜首達6星期之久。專輯發行後不久，10月11日即被台灣IFPI認證為1白金+1金，銷量為309,489張，在同年12月初已達50萬張，成為台灣1996年銷量最好的唱片之一。在1997年初更累積為60萬，及後，全台總銷量超過70萬。1997年年初統計，《值得》在台灣、新加坡、馬來西亞及美加地區（不包括香港及大陸地區）共有一百萬銷售成績，而在美加華人地區亦佔有廿多萬的銷量，多次上了維珍唱片店的十大唱片銷量排行榜。在同年10月15日，鄭秀文破紀錄：她的8場處女個唱《鄭秀文X 空間演唱會》，門票在演唱會前一個月己全部售罄，締造出1996年女歌手在紅館開個唱的最佳記錄。主辦單位張耀榮透露，3天內便賣出9成門票，還稱反應理想，但由於檔期所限，未能再加場，但會在1997年內，為鄭秀文開16場個唱。在10月21日，因為首張國語專輯《值得》成為台灣IFPI成立以來首位獲得排行榜冠軍證書的歌手，在鄭秀文本人得知獲得這項殊榮時，感嘆道初時連自己都不看好《值得》的銷量，只預算能賣到幾千張，沒想到悄悄地竄到卅幾萬張。同年11月，新加坡大肆報道鄭秀文擊敗三天王，首張國語專輯《值得》榮登新加坡唱片銷量排行榜榜首，並在蟬聯榜首之際，透露鄭秀文於獅城人氣急升，新舊專輯銷售節節上升，除了《值得》蟬聯榜首，銷量增進到三萬多張之外，連帶其兩張近期的廣東專輯《捨不得你》和《放不低》的銷售亦急升，每個禮拜亦有幾千張銷售量的增進，兩張廣東專輯的總銷量各約三萬張。而《值得》最終在新加坡銷量榜上連續五週冠軍，銷量截至1997年1月達四萬五千張，總銷量超過五萬多張。在1997年1月中，《值得》截至1996年12月1日，經統計以五十萬打入1996年台灣年度十大銷售排行榜，排行第四名，乃唯一一個香港女歌手入榜。1996年底，鄭秀文再推出另一張廣東大碟《濃情》，亦再次獲得IFPI認證為雙白金，超過13萬張，及後突破三白金，為香港樂壇女歌手之中，其中一張銷量最好的跨年大碟。主打歌《默契》於年尾在香港熱播。同年12月，推出第三張限量EP《X派對Remix Kara EP》。與此同時，鄭秀文在香港紅磡體育館舉行首場個人大型售票演唱會《Sammi X Live 96 鄭秀文X空間演唱會》，自11月10日開始舉辦，連開8場，在新館開三面台，每晚可容納七千多名觀眾，8場全告爆滿，每晚還增加了三排觀眾席，8場下來，約有6萬觀眾觀看鄭秀文的演出。及後推出演唱會原聲大碟，總銷量超過九萬，獲得IFPI白金認證，為九十年代香港女歌手之中，銷量最高的演唱會原聲大碟。此外，鄭秀文更憑該演唱會，獲得由三萬多名觀眾投出的我最愛的演唱會獎項。同年12月27日《明報周刊》報道，1996年十大收入最高藝人聲稱鄭秀文排第10名，是唯一上榜的女星，圖文並茂指她年賺1200萬港幣。但在同年12月31日，鄭秀文在受訪之時便否認其事，並無奈地說如說沒錢賺是騙人的，但資料和真實有出入，更形容報章為她計算全年收益，就像揭開內衣讓人看一樣，這是個人隱私，作為藝人，提起這件事也感到尷尬。
1997年初，鄭秀文首度奪得十大勁歌金曲頒獎典禮的「最受歡迎女歌星」獎項殊榮，正式穩坐香港樂壇天后寶座。此外，在1月5日，於新加坡至尊排行榜中，以一首《值得》獲得全年表現最佳女歌手銀獎。而《值得》這首歌曲，在新加坡金曲至尊排行榜榜中榜，排行第六，排名位置是女歌手之中最高的。此外，鄭秀文獲得全年最高銷量歌手大獎（最後三強），經香港唱片商會核實及ifpi認證，其中《捨不得你》+《放不低》共35萬，兩張唱片均超過三白金。在1月6日，周星馳及蕭芳芳表示看好鄭秀文在影圈有大發展，成為熱門的女影星。鄭本人於1月8日表示開心過入勁歌女歌手五強，希望日後有機會遇上有發揮的角色，又希望有機會與芳芳姐等好戲之人合作。在1月26日，鄭秀文於新加坡SPVA排行榜破紀錄，成為第一個擁有3張專輯同時上榜的歌手，除了於該榜擁有五周冠的《值得》在此週排行第五之外，還有排第10名，第一次上榜的《濃情》及連續兩周排第八的 《是時候@ 不要新舊對照35首》，該專輯乃舊東家華星時所錄的舊歌，由藝能動音重新包裝推出。同年3月，香港華納唱片推出一張沒有任何新歌的精選集《華納超極品音色系列》，引起了不少話題，首先在香港及新加坡大肆報道鄭秀文的舊歌精選集壓倒華星天后的新專輯，登上ifpi銷量榜冠軍，然後在新加坡大肆報道該精選集上榜，銷量佳，獅城多歌迷，及後再大肆報道該精選集壓倒香港天王的粵語專輯及中國歌手的迷你專輯，登上新加坡SPVA十大暢銷唱片榜第二位，十分暢銷，還提及該精選集一度斷貨。此外，該精選集在香港十分暢銷，華納同系列的精選集，以鄭秀文的最賣，成為香港1997年十大暢銷唱片之一，銷量高達十二萬，得到香港ifpi雙白金認證。 而在新加坡亦十分暢銷，成為該年度女歌手之中，最高銷量的粵語唱片。自這一張精選集成功之後，無論是華納唱片，甚至乎舊東家華星唱片都不斷為鄭秀文推出各式各樣的精選集，而且均達金唱片或以上的銷量，鄭秀文成為擁有最多高銷量精選集的香港歌手，堪稱「精選集銷量天后」。
在1997年鄭秀文一如往年推出一國兩粵的專輯。4月推出第二張國語大碟《為你等》，此專輯在台灣銷量突破65萬張。在1998年1月2日統計，新馬港台總銷量合共一百萬，新加坡售出五萬張，但由於專輯推出的時候，屬於新加坡盜版高峰期，故搶走了不少銷量。主打歌《痴痴為你等》成為1997年新加坡電台全年五大流行歌曲之一，排行第二，是唯一一個女歌手有歌曲能進榜。同年7月，推出廣東大碟《我們的主題曲》，此專輯獲得巨大的成功，推出後48小時內已超越雙白金唱片銷量10萬張，僅7週銷量就超過兩白金(14萬5千張)，總銷量達15萬張。另外，在台灣的金曲龍虎榜銷售排行榜入榜五週，最高排名為第八，創下女歌手粵語唱片在台灣地區的銷售新紀錄。此外，該專輯在新加坡銷量亦不錯，在新加坡十大銷量排行榜上，作為粵語唱片，亦能首周空降第8名，第二週更直衝第三名，反應頗為熱烈，專輯總銷量約31,000張。同時鄭秀文又和天王黎明主演電影《愛你愛到殺死你》，其演唱的《我們的主題曲》及插曲《最後一次》亦大受歡迎。另外，在新加坡以「反映時下年輕人的聽歌口味」為節目定位的動力88.3的「新電信金曲至尊排行榜」，《我們的主題曲》破紀錄，成為停留榜上最久的歌曲，長達18週。同年7月24日，華納唱片公司為鄭秀文舉行了銷量祝捷會，稱當時五張唱片（《捨不得你》、《放不低》、《值得》、《濃情》及《為你等》）在港台以及東南亞地區，總銷量超過三百萬張。同年8月中旬，新加坡調查樂迷最想看那個歌手的演唱會，結果鄭秀文以1015張票數高居榜首。進行市場調查的娛樂公司分別是Lex Productions和OPUS Productions。同年10月，鄭秀文推出《我們的主題曲》卡拉OK影音精選集，收錄了24首歌曲的音樂錄影帶，此激光影碟在香港推出後反應熱烈，已再版多次，LD版及2VCD版，銷量一共達雙白金，創下女歌手卡拉OK影音專輯的銷售紀錄。同年11月，推出大碟《生活語言》，第一主打《星秀傳說》為《Texwood Sammi Star Show鄭秀文97演唱會》主題曲，銷量依舊獲得雙白金的成績。此外，該專輯在新加坡銷量亦不錯，在新加坡十大銷量排行榜上，作為粵語唱片，亦能首周空降第7名，最高排名為第二，總銷量約28,000張。承接著1996年演唱會成功的優勢，鄭秀文在紅館舉行一連16場的第二次個人演唱會《Texwood Sammi Star Show鄭秀文97演唱會》。同年12月，香港電台為一項名為《金曲二十戰與香港流行文化》的研討會做問卷調查，訪問330位人士。其中一項為《20年來最受歡迎的歌手》，結果鄭秀文排第八位，擊敗了眾多同期女歌手，成為新生代最受歡迎女歌手，是唯一一個九十年代女歌手能夠入選該榜單。在1997年12月底，新加坡華納唱片公司表示鄭秀文會來舉行首次演唱會，日期為1998年3月20日及21日，主辦單位透露她雖然沒在新加坡開過個唱，然而她的號召力卻很強大，在本地擁有無數歌迷，唱片的銷售量也賣得很好，而且之前做過調查，鄭秀文成為最想看那個歌手的演唱會第一名；在新加坡至少有2間以上的娛樂公司，極力要爭取鄭秀文演唱會的主辦權，經過一番“龍爭虎鬥”，最後由OPUS奪得主辦權。
鄭秀文人氣維持高企，更以大熱姿態在1998年初蟬聯1997年度的「最受歡迎女歌星」獎項，並以三張雙白金唱片、一張白金唱片及一張金唱片的驕人佳績，成為當年IFPI香港唱片銷量大獎頒獎禮上得獎最多的女歌手。此外，鄭秀文在《1997年度唱片封套設計大賞》上，憑《生活語言》奪得「最佳女歌手形象獎」。1998年1月10日，鄭秀文憑藉四首熱門歌曲《癡癡為你等》、《舊項鏈》、《承諾》及《值得》成為新加坡933醉心頻道的 “龍虎榜”最受歡迎女歌手亞軍，乃唯一一個香港女歌手打入頭三甲。而當中上榜16週，得分237的《癡癡為你等》更成為十大金曲第六位，乃唯一一個香港女歌手有歌曲獲獎。同時亦成為加州紅卡拉OK「最高點唱率的女歌手」。隔天1月11日，鄭秀文奪得飛躍大獎女歌手金獎。 1998年3月  鄭秀文經新加坡唱片業協會核實唱片總銷量超過二十萬張，獲頒發13白金唱片。鄭連續兩年成為新加坡全年最高銷量香港女歌手。不過鄭秀文在1998年只推出一張大碟，即是7月發行的《Feel So Good》，第一主打為《理想對象》，第二主打為《哭泣遊戲》，第三主打為《祝大家好過》；此專輯還收錄了與當年美國頂級歌唱組合All-4-One合唱的歌曲《I Cross My Heart》，銷量超過雙白金，為當年女歌手之中，最高銷量的大碟。此外，該專輯在新加坡銷量亦不錯，在新加坡十大銷量排行榜上，作為粵語唱片，亦能首周空降第三名，總銷量約25,000張。
然而在這一年鄭秀文因遭遇經紀合約問題，導致進軍國語市場停擺。原訂1998年12月推出的大碟《聽聞》亦延至1999年1月才出版，此專輯第一主打為《祝你快樂》，第二主打為《寵物》，第三主打《愛你是我一生中理想》為翻唱歌手吳國敬之舊作；另外亦收錄了與古天樂出演的電視劇《寵物情緣》主題曲《真命天子》的兩個版本。專輯推出後連續兩週高據香港IFPI銷量排行榜冠軍位置 ，並停留榜上達10週，銷量達到雙白金。此外，該專輯在新加坡銷量亦不錯，在新加坡十大銷量排行榜上，作為粵語唱片，亦能首周空降第二名，總銷量約30,000張。另外，在1998年經過認證，鄭秀文在華納過去三年的專輯累計銷量，粵語為150萬張，國語為180萬張，不包括在中國大陸的授權銷售（銷量只計算港台兩地，除了沒有算上大陸地區的銷量之外，亦沒有算上東南亞地區及美加地區的銷量。）
1999年5月，推出睽違2年的第三張國語大碟《我應該得到》，此專輯推出後在台灣IFPI銷售榜上停留14週（其中有9週皆位居前十），也在金曲龍虎榜該年度總排行中排名女歌手第四。同年6月中據Billboard透露，此專輯在台灣銷量已達30萬張，及後銷量超過55萬張，亞洲總銷量更超過190萬張。此外，該專輯在新加坡銷量亦不錯，在新加坡十大銷量排行榜上連續幾週冠軍，

亦打入新加坡RIAS全年十大唱片銷量榜，排名第七，是唯一一個香港本土女歌手能夠入榜，總銷量超過5萬張。新加坡媒體還報道，鄭秀文雖然已經好一陣子沒來新加坡宣傳，但她的《缺席》還是得到歌迷們的支持，以167分的佳績，成為了「動力至尊排行榜」第三季「十大至尊金曲」的榜首歌曲。在1999年5月26日蘋果日報大肆報道，鄭與某一位叛逆偶像私下幽會。翌日鄭接受訪問時謂：「我一睇到篇報道，簡直覺得好恐怖，點解依家報紙可以作料作到咁，完全係同事實不符！其實我唔係第一次畀人咁屈，但今次除咗不滿佢咁過分外，仲覺得佢用詞好傷我自尊心，所以我會保留追究權利。」而當時華納市場總監黎智傑就此事作出聲明道：「對於呢篇不實報道，華納唱片絕對會保留法律權利，皆因對方除直接影響了Sammi的聲譽外，更有礙Sammi日後事業的發展，故特以此聲明表明立場。」自這一宗新聞後，鄭的聲譽及發展有損害，但很快便修復失地。同年9月，推出廣東大碟《很愛很愛》，第一主打《發熱發亮》為《Sammi i Concert 99》主題曲；第二主打為《插曲》，鄭秀文憑這首歌打破四大天王壟斷的局面，勇奪1999年度十大勁歌金曲頒獎典禮的「金曲金獎」獎項，此外，這首歌曲在東南亞亦有傳唱度，特別在越南及泰國，而在印尼，其國語版亦甚為流行，許多印尼人因其而進一步認識鄭秀文這位香港歌手；第三主打為《宿命主義》。該專輯在ifpi銷量榜上連續兩周獲得冠軍，香港銷量突破雙白金，亞洲銷量突破四十五萬。此外，在新加坡的銷量亦不錯，在新加坡十大銷量排行榜上，作為粵語唱片，亦能首周空降第三名，總銷量超過二萬九千張。同年10月，鄭秀文在紅館舉辦了因反應熱烈而加埸的第三次個人演唱會《Sammi I Concert 99》，這次演唱會更首次使用四面台舉行。同年12月，推出新曲+精選大碟《多謝》，收錄了《Arigatou》、《失戀有根據》和《插曲 (Acoustic Version)》三首新歌。這張精選大碟銷量為白金，如再加上2006年再版銷量，便突破雙白金，在台灣首周便空降《歡樂龍虎榜》銷售榜第二名，是唯一以粵語專輯登上該榜的香港女歌手，在新加坡，亦打入了新加坡SPVA中文唱片排行榜。與《多謝》同步推出的，是鄭秀文的首張國語+粵語新曲精選大碟《愛情故事》。此專輯在新加坡的銷量頗佳，在新加坡十大唱片銷量排行榜，連續幾週冠軍，亦打入了新加坡RIAS全年十大唱片銷量榜，排行第十，是唯一一個香港女歌手上榜。同年12月蘋果日報又造謠生事，再一次用假消息攻擊鄭秀文，大肆報道鄭秀文奪魁惹爭拗，惟所謂爭拗純屬該報章虛構。報道指唱片經銷商發佈了歌手全年唱片總銷量，聲稱鄭秀文全年唱片總銷量為13萬5千。另外，又聲稱唱片業內人士稱唱片經銷商的唱片總銷量，不代表實際銷量，之後便斷章取義的寫成鄭秀文奪魁惹爭拗。此外該報章所提供的銷量亦不正確，故意寫少其銷量，單是連續兩週ifpi銷量榜冠軍並且連續上榜10週的《聽聞》已經達雙白金，總銷量為十一萬，而《很愛很愛》亦突破雙白金，且甫推出已是ifpi銷量榜冠軍，並蟬聯冠軍兩周，而到第三週《很愛很愛》仍是亞軍。 惟香港全年唱片總銷量，乃由香港唱片商會核實及公佈，並非由報章虛構的唱片經銷商。
踏入2000年，鄭秀文的演藝事業再邁向另一座高峰，5月發行第四張國語專輯《去愛吧》，在新加坡成績頗佳，首週就便空降新加坡十大唱片銷量排行榜冠軍，亦憑此專輯，成為新加坡上半年銷量最佳女歌手。在台灣，此專輯獲得由中國時報娛樂周報主辦的「二○○○娛樂周報年度十大」中的十大華語專輯獎項。在香港沒有作大量宣傳，銷量仍達四萬張。而在這一年鄭秀文與劉德華主演的電影《孤男寡女》，以及與任賢齊主演的電影《夏日的麼麼茶》均令人讚嘆不已，其中更憑著《孤男寡女》中出色的演技首度提名金馬獎最佳女主角。同年8月，推出廣東大碟《Ladies First》，收錄了《孤男寡女》的主題曲《感情線上》、《夏日的麼麼茶》主題曲《快樂不快樂》與插曲《如果我們不再見》，還有大受歡迎的Disco改編歌曲《煞科》，此專輯的銷量超過10萬。在同年12月底更獲頒發雙白金唱片，證實其銷量。另外，此專輯在2001年5月經華納唱片證實銷量高達13萬。2000年11月，鄭秀文推出第二張國語新曲+精選大碟《眉飛色舞》，據《台北時報》透露，截至同年12月中，銷量達到廿萬張。該專輯亦入選2001年全年總銷量，排名為61位（榜單統計期間為2000年12月1日至2001月11月30日。）在香港沒作大量宣傳，銷量仍達五萬張，成績不俗，為當年最高銷量的香港女歌手國語唱片。而且還備受好評，獲樂評人稱讚可聽性高。專輯同名主打《眉飛色舞》為《煞科》的國語版，該曲為當年台灣大型連鎖卡拉OK店錢櫃與好樂迪年度點唱冠軍歌，連續20週 KTV 點播冠軍鄭秀文並首次在台灣舉行台北、台中共兩場大型演唱會《鄭秀文眉飛色舞演唱會2000》。同年12月28日，華納公司宣布鄭秀文在2000年亞洲區的七張唱片包括《多謝》，《愛情故事》、《Sammi I Concert 99》、《去愛吧!》、《孤男寡女電影原聲AVCD》、《Ladies First》及《眉飛色舞》總銷量多達100萬張。。同時亦推出廣東大碟《Love Is…》，第一主打為《如何掉眼淚》；連續兩個月成為大聯盟卡拉OK十大熱唱榜榜首，第二主打《獨家試唱》承接《煞科》的成功，令鄭秀文開始得到「電音女皇」、「Dancing Queen」等美譽，亦被樂評人譽為「90年代中後期以來香港女歌手中的舞曲第一人」。此專輯甫出即成為ifpi銷量榜冠軍，更高踞冠軍達多個星期，一週內就賣了超過5萬張，衝破雙白金的數字，第一版銷量為十一萬，之後在2001年1月20日，為了配合電影《鍾無艷》的宣傳，少量加印了一批附上鍾無艷電影原聲大碟的特別版本，但旋即售罄，第二版銷量約兩萬多，另外，由於第二主打歌《獨家試唱》反應熱烈，同年3月香港華納唱片再少量加印多一批，附上獨家試唱混音版本及附加Vcd的特別版本，第三版銷量約一萬多，最後該專輯在2001年5月經華納唱片證實銷量高達14萬。
2001年5月，鄭秀文推出國語大碟《完整》，此專輯不僅在台灣賣破20萬張和香港賣破10萬張，全亞洲的銷量更達65萬張。這張國語專輯是鄭秀文的成績大滿貫，因為在香港、台灣及新加坡均入了全年銷售榜，在香港是IFPI十大國語唱片銷量之一，亦是當年香港最高銷量的女歌手國語唱片，在台灣入選玫瑰唱片全年二十大銷量榜排名第13，為當年最高銷量的香港女歌手國語唱片，而在2001年新加坡RIAS十大唱片銷量榜上排名第7，是唯一一位香港女歌手打入此榜。6月，舉行首次拉闊音樂會《鄭秀文903拉闊音樂會2001》。同時鄭秀文推出由其主演的賣座電影《瘦身男女》主題曲《終身美麗》，此曲不僅再成為其代表作，更成為香港電影金像獎最佳原創歌曲，收錄於鄭秀文7月推出的廣東大碟《Shocking Pink》，此專輯亦收錄了《電訊盈科Trendy Eye鄭秀文Shocking Colors演唱會2001》主題曲《螢光粉紅》及其主演電影《同居蜜友》的主題曲《醫生與我》。《Shocking Pink》甫推出即成為HMV中文流行銷量榜第一位，四日內就賣了逾7萬張，連續4周冠軍，其後由於第一版已賣出十二萬多張的佳績， 故此，香港華納唱片便於香港2001年8月29日推出第二版， 加送兩個新的音樂錄影帶，總銷量超過三白金，  為當年HMV最高銷量的粵語唱片，亦為該年度新加坡最暢銷的粵語唱片，多週登上新加坡rias十大銷量排行榜，銷量為一萬多張。另一方面，在同年8月14日，新加坡媒體大肆報道，鄭秀文大敗中國歌手，優頻道首播《寵物情緣》收視創9點檔第一，指出另一位中國歌手的日劇，收視不理想，而鄭秀文歌影視發展更勝一籌，而在8月15日更指，《寵物情緣》收視繼續攀升，鄭秀文成為新加坡新傳媒U頻道的收視天后。同年9月，鄭秀文在紅館舉行第四次個人演唱會《電訊盈科Trendy Eye鄭秀文Shocking Colors演唱會2001》，因演唱會反應熱烈，再度於新加坡、馬來西亞及澳洲三地演出。同年9月14日，鄭秀文推出《鄭秀文903拉闊音樂會2001》原聲大碟，及後在2002年5月17日推出VCD版， 而DVD版在2002年06月12日推出，累計銷量達三白金，成為香港樂壇史上最高銷量的拉闊音樂會原聲專輯。同年11月16日，推出混音專輯《SammiX Dance Collection》 新曲+精選19首 ，澳洲華納唱片亦同時將其引進發售，更為該專輯建立專屬網頁作宣傳，而台灣則在同年12月發行，將其中兩首歌換作國語版，並更名為唯舞獨尊新曲+精選19首，在台灣玫瑰唱片銷量榜上榜1周，排名為第12位，為當年最高銷量的香港女歌手粵語唱片。此專輯累計銷量突破雙白金。同年年底，再推出廣東大碟《溫柔》，主要由名音樂人陳輝陽監製，此專輯在HMV亞洲唱片銷量榜3周冠軍，香港銷量達13萬張。此外，此專輯在新加坡的銷量亦不錯，作為粵語唱片，亦能多個星期在新加坡rias十大銷量排行榜上，總銷量達萬多張。鄭秀文於2000年底推出的《Love Is…》、2001年推出的《完整》及《Shocking Pink》三張大碟在這一年均獲得IFPI香港唱片銷量大獎的「十大最高銷量國、粵語唱片」大獎。
2002年初，鄭秀文憑《終身美麗》再度奪得2001年度十大勁歌金曲頒獎典禮的「最受歡迎女歌星」獎項，在這之後，鄭秀文便不再參與香港四大樂壇頒獎禮。同年1月18日，推出《Shocking Colors Live 2001》原聲大碟，銷量達13萬張。同年3月，推出國語大碟《捨得》，此專輯港台兩地銷量一共廿萬張，香港銷量突破6萬張，台灣銷量突破14萬張，並拿下三週冠軍。 鄭秀文無論在電影或是音樂方面，都是天后級的人馬；由她主唱自己主演電影的主題曲，更是大受歡迎。故此，香港華納唱片在同年4月，推出《電影金曲精選》，收錄了17首由她主唱的電影歌曲，包括《瘦身男女》、《同居密友》以至《百分百感覺》系列的電影歌曲。此精選專輯反應不俗，在沒作大量宣傳下，加上沒有任何新歌，但在香港的銷量仍達5萬張。其後該精選專輯在新馬台發行，新台兩地改收錄8首國語版電影歌曲，當中以馬來西亞反應最為熱烈，停留在當地唱片銷量榜上長達十多週，而在新台兩地銷量亦不俗，新加坡銷量約2萬多張，十多個星期在新加坡rias十大銷量排行榜上。同年7月，推出廣東大碟《Becoming Sammi》，此專輯再度由陳輝陽主力監製，當中主打歌《回來我身邊》為其主演電影《我左眼見到鬼》的主題曲。此專輯在HMV亞洲唱片銷量榜連續2周冠軍，總銷量直衝三白金。同年11月，再推出廣東大碟《Wonder Woman》，第一主打為《相信自己》；第二主打為《實不相瞞》；第三主打《神奇女俠》為第一屆亞洲遊戲展主題曲；第四主打《喜歡憎你》為其主演電影《百年好合》的主題曲。該專輯甫出便達白金銷量，亦即五萬張，總銷量突破雙白金。雖然四首派台歌曲在樂壇流行榜上成績不算好，但在卡拉OK點播率卻又甚高，《實不相瞞》及《喜歡憎你》分別在各大卡拉OK熱唱榜中，連續數週冠軍 。
2003年6月，推出新曲+精選大碟《完全擁有》，收錄了三首新歌《落錯車》、《戀上你的床》及《大暴走》，值得一提的是此次還加插了一些華星時期的歌曲。此專輯在HMV亞洲唱片銷量榜連續2周冠軍，成為年度銷量第二大碟，總銷量直衝四白金，為當年女歌手單碟銷量冠軍。此外，在新加坡的銷量亦不錯，在新加坡十大銷量排行榜上，作為粵語唱片，亦能首周空降第六名，銷量約萬多張，為該年度新加坡最暢銷的粵語唱片。同年10月，推出國語大碟《美麗的誤會》，香港版本還特別加收了一首廣東歌曲《每天愛你少一些》。在2003年12月19日，鄭秀文以兩張唱片《完全擁有》及《美麗的誤會》，成為2003年香港唱片商會全年唱片總銷量的排行榜第五名，唱片總銷量為24萬。。
2004年初，推出國語新曲+精選大碟《Mi Century 鄭秀文登峰造極世紀精選》，為鄭秀文自1995年加入華納唱片以來推出的國語專輯做階段性的總結。此專輯登上新馬台港各大唱片銷量榜，當中以新加坡成績最好，十多個星期在新加坡rias十大銷量排行榜上，亦打入了新加坡RIAS全年十大唱片銷量榜，排行第五，不僅是唯一一個香港歌手上榜，亦是唯一一個女歌手打入前五名，成為該年度新加坡最暢銷的女歌手。而在台灣G-MUSIC銷量榜上榜共11周，最高名次為亞軍，而在2010年再次上榜一周。同年2月，推出廣東大碟《La La La》，此專輯收錄了電影《魔幻廚房》主題曲及2004百事賀歲廣告主題曲《調情》，甫上市銷量即超過2萬張。同年7月，鄭秀文在紅館舉行第五次個人演唱會《景福How Collection Sammi VS Sammi鄭秀文04演唱會》。同年8月，推出首張翻唱大碟《Sammi vs Sammi》，此專輯由鄭秀文歌唱導師杜麗莎監製，當中更有收錄與離合多年的男友許志安的訂情歌曲。由於與香港華納唱片將近約滿，故此，公司在宣傳方面亦不算得上十分積極，但甫出仍登上香港唱片銷量榜第二名，不久亦登上冠軍寶座，成績不俗。此外，此專輯在新加坡的銷量亦不錯，作為粵語唱片，亦能多個星期在新加坡rias十大銷量排行榜上。同年10月，鄭秀文離開華納唱片公司，並於隔年的6月11日，宣佈加入新唱片公司東亞唱片。

### 事業低潮時期（2005-2007年）
2005年，鄭秀文首次接拍以國語拍攝的文藝片《長恨歌》。關於《長恨歌》觀眾的期待很高，鄭秀文也希望藉此機會證明自己，然而《長恨歌》卻一波三折。因為鄭秀文患腮腺炎的緣故阻慢了拍攝進度，錯過了康城影展。在拍攝途中鄭秀文抑鬱症爆發，最後決定在拍攝後休養兩年，消失在公眾的視線之中，稍作休整。但鄭秀文在假期中依然透過明報周刊的專欄中與公眾溝通，亦展開了其專欄《輕描淡寫》，專欄進行至2018年7月14日 。在此兩年的悠長假期，鄭秀文接觸了基督教，並透過信仰令自己慢慢走出抑鬱症的陰霾。在鄭秀文休養期間，亦是香港唱片銷量低迷期間，華納唱片突於2006年9月發行了一張精選集《Sammi Ultimate Collection》，發行量不多，售價高，沒作大量宣傳，但仍多週登上香港HMV亞洲唱片銷量榜冠軍，以及奪得2006年ifpi十大銷量廣東唱片獎，
亦在當年香港唱片商會全年銷量榜中，排行第三，成為最高銷量的女歌手唱片，銷量超過白金（注：由於2006年香港唱片銷量低迷，故香港ifpi將白金銷售數字改為30,000。）

### 復出時期（2007-2010年）

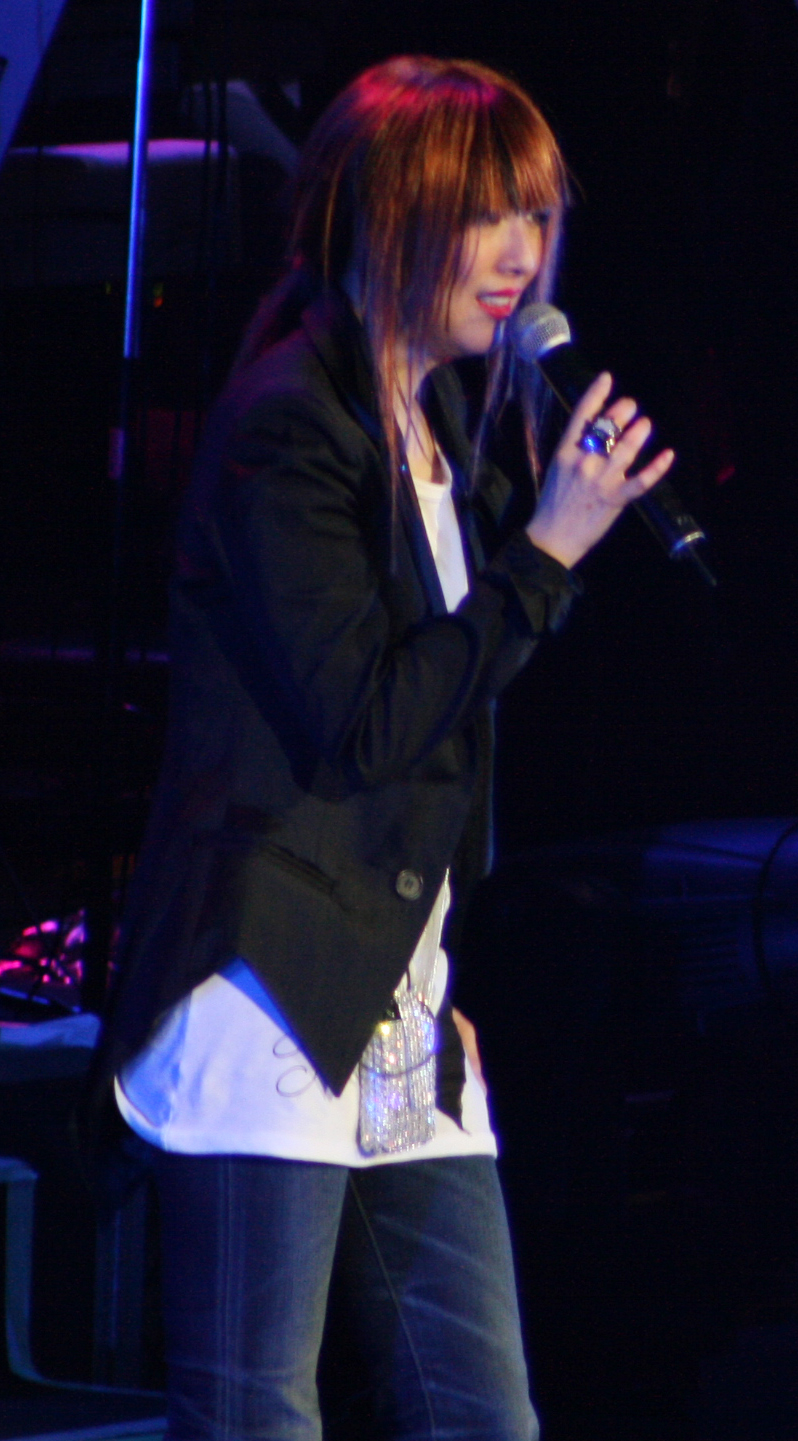
2007年，鄭秀文在《Show Mi 鄭秀文演唱會》多倫多站

2007年2月27日，推出復出單曲《愛情萬歲》。同年4月30日，推出《景福Show Mi鄭秀文2007演唱會》主題曲《Mi》。同年5月18日，於紅館舉行一連八場的復出演唱會《景福Show Mi鄭秀文2007演唱會》，場數由原定四場一加再加至八場，而演唱會上的兩首快歌Medley被傳媒譽為「香港演唱會女歌手舞曲表演最高水準」。同年8月3日，推出《景福Show Mi鄭秀文2007演唱會》珍藏版CD。同年10月20日，鄭秀文舉行首次上海演唱會《恆生銀行Show Mi鄭秀文2007上海演唱會》。同年10月24日，推出《景福Show Mi鄭秀文2007演唱會》限量版DVD。同年11月16日，推出《景福Show Mi鄭秀文2007演唱會》VCD版。同年11月29日，推出《景福Show Mi鄭秀文2007演唱會》Blu-Ray天碟，此碟更是全球首張紅館Blu-Ray天碟。截至12月，VCD版本以及DVD版本己取得雙白金銷量(注：2006年開始香港ifpi雙白金改為六萬）各版本(CD/VCD/DVD/Blu-Ray)累計突破四白金，CD版在香港HMV由八月熱賣到一月中，各影音版本(VCD/DVD/Blu-Ray)更長年在HMV影音銷量榜中，成為香港樂壇史上最高銷量的演唱會原聲專輯之一。同年12月7日，推出與何韻詩合唱歌曲《劍雪》，這首歌曲為「2007亞洲遊戲展」主題曲。其後，鄭秀文只憑《景福Show Mi鄭秀文2007演唱會》的各版本產品，輕易於IFPI頒獎禮勁奪2007年最高銷量廣東唱片、全年最高銷量本地女歌手，亦為IFPI頒獎歷史上唯一憑藉一張唱片就獲得「全年最高銷量歌手」的藝人及首位同時囊獲此兩項最高殊榮的藝人。同年，鄭秀文展開了世界巡迴演唱會《Show Mi鄭秀文演唱會》，獲邀遠赴雲頂、多倫多、拉斯維加斯、新加坡、上海、奧克蘭、墨爾本、悉尼等地演出。
2008年01月17日，香港華納唱片發行了一張精選集 《鄭秀文極品精選 LPCD Mastering》，此精選專輯反應不俗，發行量不多，售價高，在沒宣傳下，加上沒有任何新歌，但仍登上香港HMV亞洲唱片銷量榜。此外，日本HMV及tower records，亦有將其引進販售。同年2月，推出與群星合唱賑災歌曲《雪中送暖》。同年3月28日，推出「宣明會助養兒童歌曲」《有一種快樂》。同年5月，推出與劉德華、許志安、楊千嬅、何韻詩、任賢齊、林一峰、劉浩龍、藍奕邦、王菀之、方皓玟、農夫、at17合唱歌曲《最好的朋友》。同年8月10日，推出歌曲《捉迷藏》，這首歌曲為電影《大搜查之女》主題曲。同年12月13日及12月15日，與東亞群星演出《東亞華星演唱會》。
2009年，鄭秀文把曲風稍作更改，推出年度計劃「信、望、愛」，包括福音大碟《信 Faith》、精選BOXSET《望 Hope》(限量1000套收益作慈善用途)以及演唱會主題《愛》，以新潮的「鄭秀文風格」歌頌福音，反應奇佳。同年9月26日，在澳門威尼斯人度假村酒店金光會展參與軒尼詩炫音之樂音樂會演出。同年10月3日，舉行首次網上音樂會《Moov Live》。同年12月10日，首張福音大碟《信Faith》問世，此專輯收錄了《Johnnie Walker Black Label Love Mi鄭秀文世界巡迴演唱會》主題曲《信者得愛》，還有作為第一主打的歌曲《罪與罰》，專輯發售首日即取得白金銷量(50000張)，三個月已賣出超過十萬張，成績絕對是近年香港樂壇來最優秀的。另外，此專輯更奪下了HMV七連冠、上榜共31週、及香港唱片商會六週冠、上榜共15週的佳績。而整個計劃在香港獲得五白金銷量（即15萬張）。同年12月24日，鄭秀文開始舉行第7次個人演唱會《Johnnie Walker Black Label Love Mi鄭秀文世界巡迴演唱會(2009-2010)－香港站》。並同步推出首本個人著作《值得》，書本推出後火速售罄，於四個月內加印至第13版，高鋸各大書店的銷售榜第一位。鄭秀文也於年底跨年演唱會前夕推出「信、望、愛」計劃二部曲《望 Hope》新曲加超級精選輯。
2010年1月，馬來西亞網站Life TV 舉行了「你最想看誰的個唱？」的票選活動，結果民調·鄭秀文狂勝中國歌手，以總票數40487 票數，戰勝中國歌手的17369 票數，成為馬來西亞網迷最想看的演唱會的歌手。同年2月9日，鄭秀文推出《Love Mi鄭秀文世界巡迴演唱會香港站》DVD，首批推出兩星期即賣出超過50,000張。同日，推出「信·望·愛」年度計劃·慈善 Super Box Set，Boxset所有收益將撥捐香港紅十字會、AIDS Concern及播道兒童之家，限量1,000套，在HMV發售。同年2月28日，《信望愛》計劃至推出以來銷量直逼5白金，15萬張。同年3月25日，推出《Love Mi鄭秀文世界巡迴演唱會－香港站》Blu-Ray天碟及珍藏終極版2CD+3DVD。同年6月23日，鄭秀文回歸台灣樂壇推出首張國語福音大碟《信者得愛》，發片5天即取得20,000張的銷量，亦為5年以來唯一登上玫瑰大眾榜冠軍位置的香港女歌手唱片。同年7月3日於台北小巨蛋舉行《Love Mi鄭秀文世界巡迴演唱會－台北站》，並把香港站的四面台直接搬上台北小巨蛋，成為首位在台北小巨蛋以四面台形式表演的歌手。同年7月17日，於上海大舞台舉行《Love Mi鄭秀文世界巡迴演唱會－上海站》。同年8月，鄭秀文推出為全球最大型之水上匯演《The House of Dancing Water》以七位數以上的酬勞所演唱之主題曲《Water Of Love》。同年10月，鄭秀文推出單曲《Water Of Love》，收錄水上匯演《The House of Dancing Water》之主題曲《Water Of Love》及兩首Remix。同年10月26日，鄭秀文再度獲邀在澳門威尼斯人度假村酒店金光會展參與軒尼詩炫音之樂音樂會演出。12月20日，鄭秀文應澳門特別行政區政府邀請舉行《Love Mi鄭秀文世界巡迴演唱會－澳門站》作為慶祝澳門特別行政區成立11週年之體藝滙演。同年，鄭秀文展開了自己的世界巡迴演唱會《Love Mi鄭秀文世界巡迴演唱會 2009-2011》，橫跨中港台美星馬澳洲等地演出。鄭秀文也憑著復出後的個人大碟計劃於當年IFPI香港唱片銷量大獎獨佔鰲頭，以大熱姿態橫掃6個銷量大獎，包括「全年最高銷量本地女歌手」、「十大銷量國語唱片」、「全年最高銷量廣東唱片」及「最暢銷本地現場錄製音像出品」等，當中十首最高點擊次數MV鄭秀文更是囊括其中9首，再次刷新IFPI歷史上單屆頒獎禮得獎最多的女歌手紀錄。

### 音樂、電影兼顧（2011年-至今）
2011年6月，鄭秀文為梁基爵的《電紫兔/克－新媒體音樂實驗》推出了歌曲《Feels Like It's Natural》。同年12月10日，再次於澳門舉行《Love Mi More鄭秀文世界巡迴演唱會—澳門站》作為《Love Mi鄭秀文世界巡迴演唱會》的最後一站。同年12月19日，鄭秀文推出電影《高海拔之戀II》主題曲《Do Re Mi》。
2012年，鄭秀文憑歌曲《Do Re Mi》於台灣第49屆金馬獎獲得最佳原創電影歌曲獎項。
2013年2月26日，華納唱片突然發行了一張精選集 《True Legend》 (6CD)，發行量不多，售價高，沒作大量宣傳，但仍登上香港HMV亞洲唱片銷量榜長達10週，連續兩周第四，曾一度斷貨。同系列的精選，以鄭秀文的最暢銷，市面上或網上平台己無法購買。 6月5日，鄭秀文推出與劉德華合唱電影《盲探》主題曲《盲愛》以及國語版主題曲《不盲不愛》。10月22日，推出為好友卓韻芝執導之電影《爆3俏嬌娃》演唱的主題曲《原始武器》。12月2日，推出名為《本可改變的結局》的微電影主題曲《一追再追》，此歌為張國榮歌曲《追》的延續篇。同年12月23日，鄭秀文推出睽違4年的廣東大碟《Love Is Love》，甫登陸iTunes即成為iTunes熱門專輯No.1，並連續四星期榮登2013年第52週至2014年第3週以及2014年第5週香港唱片商會銷量榜合共五星期的銷量冠軍。承接銷量熱潮，《Love Is Love》於2014年2月14日推出限量加強版，追加收錄《朝聖 (Holy remix)》、《天生一半》國語版及《火宅之人 (The Sacrifice)》。
2014年，鄭秀文宣佈舉行睽違5年的第八次個人演唱會《Ageas 富通保險 Touch Mi鄭秀文世界巡迴演唱會－香港站》。承接票房熱潮，演唱會加開至十二場。8月11日，推出《Ageas 富通保險 Touch Mi鄭秀文世界巡迴演唱會》主題曲《Bang Bang Bang》。12月15日，推出與C AllStar的陳健安合作重唱的歌曲《時間之光》。12月19日，推出全新新曲加精選大碟《Miracle Best Collection》，該專輯銷量頗佳，在少量宣傳下，發行首周已登上各大銷量榜冠軍，並且超過金唱片數字，在往後幾週數度貨源不足，甚至乎出現斷貨的情況，及後在2015年絕版。直到2020年因應需求，才經華納唱片重新發行它。該專輯獲得ifpi全年最高銷量廣東唱片獎項。 同年12月20日至2015年1月2日，於紅磡體育館舉行睽違5年的第二次個人跨年演唱會《Ageas 富通保險 Touch Mi鄭秀文世界巡迴演唱會－香港站》。
2015年3月，鄭秀文憑《Love Is Love》於IFPI香港唱片銷量大獎奪下「十大銷量廣東唱片」及「全年最高銷量廣東唱片」兩項獎項。3月17日，推出翻唱林奕匡的作品《高山低谷》。3月31日推出《鄭秀文 TOUCH mi WORLD TOUR LIVE (2CD)》，甫推出即成為Yesasia銷量榜冠軍以及2015年第14周香港唱片商會銷量榜的銷量冠軍。並於4月17日推出《鄭秀文 TOUCH mi WORLD TOUR LIVE (2DVD+KARAOKE)》。6月12日，推出全球首張運用Dolby Atmos技術製作的《鄭秀文 TOUCH mi WORLD TOUR LIVE (Bluray)》演唱會專輯，並憑此專輯獲得「YesAsia 2015上半年華語音樂銷售榜」的季軍以及「YesAsia 華語音樂銷售榜2015」十大華語演唱會第一位。12月20日，將第三度應澳門特別行政區政府邀請作慶祝成立16週年之體藝滙演，舉行《Touch Mi鄭秀文世界巡迴演唱會－澳門站》。
2016年3月7日，鄭秀文推出衛生署「好心情@HK」主題曲《衝過去》，此歌是鄭秀文第二次作曲的作品（與盧凱彤合寫）。3月29日，憑《Miracle Best Collection》獲得香港國際唱片業協會「十大銷量廣東唱片」及「全年最高銷量廣東唱片」；《Touch Mi World Tour Live》獲得國際唱片業協會「最暢銷本地現場錄製音像出品」及「全年最高銷量本地現場錄製音像出品」，並勇奪「全年最高銷量本地女歌手」，再次於香港IFPI頒獎禮上獨佔鰲頭，奪六獎成為大贏家。
2016年4月4日，在代言的渣打銀行亞洲萬里通信用卡以及毛記電視合作下，推出了改編自她的作品《不要驚動愛情》的歌曲《不要驚動阿盈》，並拍攝惡搞廣告，短片在100毛Facebook專頁上載兩小時內，點擊率已逾四十萬。因為網上惡搞廣告的熱潮下，在2017年亦因應Reenex及渣打銀行與毛記電視的合作，陸續拍攝更多同類型廣告影片。
2016年9月，鄭秀文再度於香港紅磡體育館舉行《Touch Mi 2鄭秀文世界巡迴演唱會2016》作為Touch Mi演唱會的尾站，八場門票迅速售罊。7月4日，推出演唱會宣傳歌曲《犀利》。同年9月，在演唱會前一日發行EP《Fabulous》，在少量宣傳下，一推出即成為多間唱片商銷量榜的銷量冠軍。然而在演唱會開演前夕，鄭秀文忽然於社交平台公佈自己因同事感染而生病。因為病情問題，原預定於11月推出的國語專輯亦需要暫時擱置。對於此演唱會的失聲事件，在網上引起不少討論。其後於12月完全痊癒，正式回歸工作。
2017年2月14日，推出睽違多年的國語迷你專輯《裸》，主打曲為《我就是愛你不害怕》及《裸體早餐》，還有同日上映的主演電影《合約男女》主題曲《理智與感情》，此國語迷你專輯，沒有作大量宣傳，仍榮獲Sky Music 天空銷量榜冠軍 銷售日期:[27-02-2017至05-03-2017]，HMV亞洲唱片銷量榜連續三星期冠軍以及空降台灣五大唱片銷量榜冠軍，亦打進中廣i Radio華語金曲榜冠軍。同時，此專輯在香港唱片商會銷量榜停留達7周。此外，該專輯以一個版本，成為海外華人網上購買平台YesAsia 2017華語音樂銷售榜十大銷量之一，排行第四。同年5月，鄭秀文分別在台北和北京舉辦音樂會《鄭秀文「裸」音樂會 NUDE LIVE》。同日，鄭秀文宣布重組其歌迷會，命名為三米飯團。其已加入歌迷會的歌迷也可透過其歌迷會登記免費門票，先到先得。北京站亦在5月27日舉行，門票不作公開發售，只限透過歌迷會免費登記及主辦機構門票抽獎活動取得門票。鄭秀文也於此年內分別接拍新電影《聖荷西謀殺案》、《午夜慢車》、《八個女人一台戲》、《花椒之味》，因此原定於此年舉行的Side Track演唱會，延後至2018年舉辦。
2017年7月初，鄭秀文確定出演電影《聖荷西謀殺案》。鄭秀文完成這部電影不足一個月，便確認出演電影《午夜慢車》，電影題材亦有別過往。在11月舉辦演唱會《鄭秀文VIP音樂私享會》後便立即確認拍攝電影《八個女人一台戲》。2018年，亦確認拍攝電影《花椒之味》。鄭秀文在十個月內先後拍攝四部電影，是入行以來最高的紀錄。2018年3月，鄭秀文接受訪問時表示這一年主演的電影與以往的題材非常不同。過往大家一想起鄭秀文，就想起愛情電影，而她希望能突破這個框架。
2018年7月12日，推出歌曲《千年如一日》，更到台灣秘景南雅奇岩拍攝MV，MV於8月推出。亦於同年8月17日推出新曲+其首張Side Track精選《Believe In Mi》，亦於同日推出新歌「Creo En Mi」。唱片推出一日後已經率先登上CD Warehouse銷量排行榜冠軍寶座，一周後在各大唱片銷量榜亦登上榜首，此時，在CD Warehouse銷量榜上，己經連續兩周冠軍，及後在香港唱片商會銷量榜，共有五週冠軍，並停留在銷量榜長達九週，銷量超過雙白金。此外，該專輯以一個版本，成為海外華人網上購買平台YesAsia 2018華語音樂銷售榜十大銷量之一，排行第五。
同年在8月19日，即其46歲生日當天舉行其首次Side Track演唱會，命名為《Sammi By My Side Birthday Gig》，但此演唱會只為其歌迷會「三米飯團 Sammi Fan Club」而設，不作任何公開發售。同年12月20日，推出演唱會Live DVD及CD，2019年1月推出Live Blu-Ray。此專輯成為YesAsia 華語音樂銷售榜2019十大華語演唱會第一位。
2019年3月，鄭秀文睽違3年，宣佈舉行第十次個人演唱會《#FOLLOWMi鄭秀文世界巡迴演唱會－香港站》，4月9日渣打銀行信用卡優先訂票活動推出時，全部門票一小时内均迅速售罄，承接票房熱潮，並於發怖會順勢加開兩場至十三場,而最後兩場演唱會作為慈善場歌酬會將全數捐给慈善機構。
2019年6月，鄭秀文推出新歌《我們都是這樣長大的》，推出後佔據多個音樂平台單曲冠軍位置，更獲得KKBOX全年本地單曲第一位及JOOX全年全球單曲第二位。MV在YouTube不到一個月亦突破200萬點擊率。
2019年7月，鄭秀文推出新曲+精選《我們都是這樣長大的》。除收錄專輯同名新歌《我們都是這樣長大的》及首次與重金屬樂隊鐵樹蘭合作的重金屬歌曲《Power Of Love》外，還收錄了其歷年演唱會的主題曲。此專輯停留在香港唱片商會銷量榜五週 （三星期冠軍），推出幾週內己售罄，而且並沒有加印多一批，在市面上已經絕版。 除此之外，該專輯以一個版本，成為海外華人網上購買平台YesAsia 華語音樂銷售榜十大銷量之一，排行第九。
在同月鄭秀文正式舉行第十次個人演唱會《#FOLLOWMi鄭秀文世界巡迴演唱會香港站》。其後於同年12月20日推出演唱會Live DVD，只發售不足數天便登上
YesAsia 華語音樂銷售榜2019十大華語演唱會第四位，更成為十大暢銷歌手第一位。2020年1月此專輯推出Live Blu-Ray，6月推出Live 4K UHD Blu-Ray，9月推出Live CD。
2019年8月，電影《花椒之味》發布主題曲《好好説》MV，舊拍檔劉德華與任賢齊抽空客串。
2019年12月，鄭秀文在第十九屆Cash金帆音樂奬中，勇奪「最佳女歌手演繹」大奬，在新城勁爆頒獎禮2019獲得「勁爆播放指數歌曲」，在第四十二屆十大中文金曲頒獎音樂會獲得「全球華人至尊金曲獎」及「十大中文金曲」，並在叱咤樂壇流行榜頒獎典禮2019獲得「叱咤樂壇至尊歌曲大獎」，此奬項更是鄭秀文出道多年來首度奪得該奬項。
2020年9月8日，鄭秀文推出歌曲《如何忍眼淚》，佔據多個音樂平台單曲冠軍位置。歌曲投放極大資源製作動畫音樂影片。鄭秀文亦憑此歌曲首次入圍Chill Club 推介榜並登上冠軍位置。
2021年8月，鄭秀文在音樂串流平台Spotify「EQUAL Global Music Program」企劃中，獲選為該月份的香港代表，肖像登在美國紐約時代廣場屏幕上。
2021年8月18日，鄭秀文推出迷你專輯《Listen To Mi》，收錄六首全新單曲，並於發行日當天在九展Star Hall舉行歌迷專屬音樂會《Sammi Listen To Mi Birthday Gig》。
2022年9月，鄭秀文推出與馮德倫合唱電影《世間有她》主題曲歌曲《對不起我忘了我愛你》。
2023年3月6日，鄭秀文推出歌曲《愛是… 2.0》，邀請哲學團體「好青年荼毒室」合作。
2023年4月16日，鄭秀文憑藉電影《流水落花》歷經十次提名首度獲得第41屆香港電影金像獎最佳女主角，並於同屆憑電影《流水落花》主題曲《我這樣活了一天》二度奪得「最佳原創電影歌曲」獎項。
2023年4月18日，鄭秀文睽違4年，宣佈於7月14至16日﹑18至19日﹑21至23日舉行第十一次個人演唱會《You & Mi 鄭秀文世界巡迴演唱會》。原定8場優先訂票售罄後隨即宣佈加開25至26日和28日至30日，合共13場演出。惟鄭秀文於5月確診2019新型冠狀病毒病，後遺症於7月仍未好轉，一直身體虛弱而且有聲沙情況，她不希望勉強完成演出，認為此舉如蒙混過關，希望以最佳狀態不令大家失望。最後，於6月30日宣布決定忍痛將演唱會全數延期，並沙啞聲音錄製自己12分鐘的感想及致歉，於11月宣布演唱會將順延一年至2024年7月12日起舉行。
2023年7月14日，推出迷你專輯《Dream》，該專輯沒有作大量宣傳，但仍連續三星期奪得「香港唱片商會銷量榜」冠軍，銷量突破雙白金。  此外，該專輯成為海外華人網上購買平台YesAsia 2023華語音樂銷售榜十大銷量之一，排行第四。
2024年5月，休息多月的鄭秀文推出新歌《心魔》。
2024年7月，鄭秀文推出新歌《盲盒》。
2024年7月12日，鄭秀文睽違5年，正式舉行第十一次個人紅館演唱會《You & Mi 鄭秀文世界巡迴演唱會》的十三場補場演出，並於同日推出迷你專輯《SOUND OF MI》，收錄五首全新歌曲，包括《天下看娃娃》、《從前的我們》。
2025年1月1日，鄭秀文於2024年度叱咤樂壇流行榜頒獎典禮奪得「叱咤樂壇我最喜愛的女歌手」，是她相隔23年再度奪得「我最喜愛的女歌手」，她亦相隔23年後再度出席叱咤頒獎典禮。
2025年6月12日，鄭秀文成為2025年第一季十大IG吸金KOL季軍。
2025年7月9日 鄭秀文的專輯 《You & Mi 鄭秀文世界巡迴演唱會 (2 Blu-ray + 2CD)》成為海外華人網上購買平台 YesAsia 2025上半年華語音樂銷售榜十大銷量之一，排行第三，為上半年女歌手之中，最高銷量的大碟。
2025年7月22日，鄭秀文成為2025年第二季十大IG吸金KOL第6位。

## 慈善工作
2007年，鄭秀文為慈善團體藝術在醫院擔任榮譽大使，親手繪畫了畫作聯同醫院病人繪畫的畫一同砌出併圖作慈善。同年，鄭秀文將《景福Show Mi鄭秀文2007演唱會》的第7場演唱會的歌酬全數捐予三個不同慈善機構並捐出一幅親手繪畫的作品「花開」，而此畫以港幣8萬8千元競投售出作慈善用途。演唱會紀念品之中，鄭秀文自畫的指紋Tee及環保袋，兩項產品的收益捐給「Art in Hospital」。同年12月，鄭秀文以香港癌症基金會大使身份，與4500名癌症康復者及家人出席香港海洋公園的活動，當晚籌得80萬元善款，用於資助該基金會各項免費的癌症支援服務。
2008年2月，鄭秀文以宣明會「饑饉助養使者」身份，去老撾進行探訪。同年10月，鄭秀文跟隨世界宣明會到蒙古探訪，關注街童情況，至2008年，鄭秀文助養的兒童已達22人。鄭秀文亦關注四川汶川地震情況，除了個人捐款外，鄭秀文更捐出了一幅親手繪畫的作品「傷悼」，這幅畫最後以港幣20萬售出，款項全捐地震災民。同年，鄭秀文為玩具大王蔡志明舉辦的活動做表演嘉賓，提議把歌酬捐給宣明會，最後蔡志明捐了一筆巨款，鄭秀文形容款項之大可以幫助整個山區的窮人。同時，鄭秀文默默為瑪嘉烈醫院做義工，更出席「鄭秀文與您真情分享活出真我」活動。
2009年4月，鄭秀文隨教會跑到雲南偏遠山區，為彝族小孩教書9天。同年9月，鄭秀文跟隨宣明會到非洲埃塞俄比亞當義工及探訪探愛滋病貧童。同年，鄭秀文推出的福音大碟《信Faith》、精選大碟《望Hope》以及限售 1000套的慈善「信、望、愛」Box Set，各籌得超百萬的善款。當中《信Faith》的個人版稅，鄭秀文分別捐予無國界醫生及兒童癌症基金會；而「信、望、愛」Box Set及精選大碟《望Hope》的個人版稅則捐予兒童癌症基金會以及世界宣明會。
2010年，鄭秀文把推出的福音大碟《信者得愛》所有的個人版稅全數捐助給台灣世界展望會和紅十字會。 作為無國界醫生日2010的榮譽行動大使，除了義務拍攝宣傳短片外，鄭秀文4年多來一直都有以「捐薪水」的方式──捐出自己每週為雜誌《明報週刊》寫專欄的稿費支援無國界醫生。早前，將廣東大碟《信Faith》的一半版稅捐，至今的捐款已累積達七位數字之多。同年11月，鄭秀文捐出一幅親手繪畫的作品予「仁美儷影新一頁」慈善籌款晚宴，以港幣12萬售出作慈善用途。
另外，鄭秀文多次出席本地慈善特備賑災節目以及親自前往災區進行探訪，如為四川汶川地震災區籌募善款的《演藝界512關愛行動》和為玉樹籌款的《演藝界情繫玉樹關愛行動》。除參與表演呼籲捐款外，鄭秀文亦以身作則，於四川大地震、青海玉樹地震以及日本311大地震捐出善款，支持災區救援工作。
2013年1月，鄭秀文跟隨宣明會到尼泊爾探訪受助兒童。同年4月，跟隨小母牛慈善組織到雲南貧困山區進行實地探訪觀察。
2019年，鄭秀文將其第10次個人紅館演唱會《#FOLLOWMi 鄭秀文世界巡迴演唱會香港站2019》最後兩場（7月26及27日）的歌酬全數分別捐予給「靈實恩光成長中心」、「無國界醫生」及「世界宣明會」三個不同機構作慈善用途，她指：「我希望今次演唱會更有意義，決定將最後兩場嘅歌酬捐出，我都驚體力應付唔到13場，但諗到做慈善，就多咗信心做。」
2020年，由於2019冠状病毒病疫情關係，鄭秀文由二月起大約每周都跟隨不同社福機構包括「劉鑾雄慈善基金會」及「禧福協會」等走進社區及上樓逐戶派發口罩及飯盒予長者及露宿者等等，並幫助機構運送物資。她表示這些經歷能令自己了解更多基層的生活狀況，學會活得貼地，並希望能繼續為社區服務。 
2022年，由於疫情關係，大量市民急需快速測試套裝作不同用途。有見及此，鄭秀文透過《健康·旦》捐贈5000盒快速測試套裝，協助有需要的市民。

## 音樂作品
鄭秀文自出道以來，共發行超過60張唱片（粵語專輯、國語專輯、精選專輯）与演唱會原聲專輯。曾九次獲得IFPI香港唱片銷量大獎全年最高銷量本地女歌手獎，其2007年的演唱會原聲專輯《Show Mi 鄭秀文2007 演唱會》，2009年的粵語專輯《信 Faith》，2013年的粵語專輯《Love Is Love》及2014年的精選專輯《Miracle Best Collection》均為當年最高銷量廣東唱片。

## 派台歌曲成績
| 派台歌曲成績（四台）             | 派台歌曲成績（四台）                   | 派台歌曲成績（四台） | 派台歌曲成績（四台） | 派台歌曲成績（四台） | 派台歌曲成績（四台） | 派台歌曲成績（四台） | 派台歌曲成績（四台） |      |
| -------------------------------- | -------------------------------------- | -------------------- | -------------------- | -------------------- | -------------------- | --- | --- | ---- |
| 唱片                             | 歌曲                                   | 903                  | RTHK                 | 997                  | TVB                  | 備註 | 備註 |      |
| 1990年                           |                                        |                      |                      |                      |                      | | |      |
| sammi                            | 思念                                   | 16                   | 13                   |                      | 8                    | OT：陳淑樺 ~ 夢醒時份 | OT：陳淑樺 ~ 夢醒時份 |      |
| sammi                            | 仍是你                                 | 20                   | -                    |                      | -                    | OT：小比類巻かほる ~ Blame It On The Night | OT：小比類巻かほる ~ Blame It On The Night |      |
| sammi                            | 迷情                                   | -                    | -                    |                      | 7                    | | |      |
| 1991年                           |                                        |                      |                      |                      |                      | | |      |
| Holiday                          | 不來的季節                             | 1                    | 4                    |                      | 1                    | 首支冠軍歌 OT：竜童組 ~ Oriental Moon | 首支冠軍歌 OT：竜童組 ~ Oriental Moon |      |
| Holiday                          | 情斷維也納                             | 30                   | -                    |                      | -                    | OT：Linda Eder ~ Vienna | OT：Linda Eder ~ Vienna |      |
| Holiday                          | Friends                                | 5                    | 10                   |                      | x                    | | |      |
| Holiday                          | Valentino                              | -                    | -                    |                      | 6                    | | |      |
| 1992年                           |                                        |                      |                      |                      |                      | | |      |
| Never Too Late                   | Say U'll Be Mine                       | 6                    | 9                    |                      | -                    | OT：West End Girls ~ Say You'll Be Mine | OT：West End Girls ~ Say You'll Be Mine |      |
| Never Too Late                   | 娃娃看天下                             | 10                   | 4                    |                      | 8                    | | |      |
| Never Too Late                   | 這夜我不願離開                         | 24                   | -                    |                      | x                    | | |      |
| 火熱動感                         | 火熱動感La La La                       | 5                    | 4                    |                      | 1                    | 與郭富城、許志安、梁漢文合唱 OT：爆風Slum ~ 東京ラテン系セニョリータ | 與郭富城、許志安、梁漢文合唱 OT：爆風Slum ~ 東京ラテン系セニョリータ |      |
| 喜歡妳是妳                       | 其實你心裡有沒有我                     | 30                   | -                    |                      | 8                    | 跨年上榜 與許志安合唱 OT：高明駿、陳艾湄 ~ 誰說我不在乎 | 跨年上榜 與許志安合唱 OT：高明駿、陳艾湄 ~ 誰說我不在乎 |      |
| 1993年                           |                                        |                      |                      |                      |                      | | |      |
| 鄭秀文的快樂迷宮                 | 痴心等待                               | 15                   | 18                   |                      | 3                    | TVB電視劇《大頭綠衣鬥殭屍》主題曲 | TVB電視劇《大頭綠衣鬥殭屍》主題曲 |      |
| 鄭秀文的快樂迷宮                 | Chotto等等                             | 4                    | 1                    |                      | 1                    | OT：大黑摩季 ~ チョット | OT：大黑摩季 ~ チョット |      |
| 鄭秀文的快樂迷宮                 | 一水隔天涯                             | -                    | -                    |                      | 9                    | 原唱者為韋秀嫻 | 原唱者為韋秀嫻 |      |
| 火熱動感93勁秋版                 | 愛情傻戀La La La                       | 4                    | -                    |                      | 1                    | 與許志安、梁漢文、車沅沅、李玟、陳浩民、張崇基、張崇德合唱 OT：KATSUMI ~ 君と出会えたこの場所 | 與許志安、梁漢文、車沅沅、李玟、陳浩民、張崇基、張崇德合唱 OT：KATSUMI ~ 君と出会えたこの場所 |      |
| 大報復                           | 大報復                                 | 12                   | 11                   |                      | -                    | | |      |
| 大報復                           | 叮噹                                   | 6                    | 3                    | -                    | 1                    | 跨年上榜 OT：南方之星 ~ Ding Dong | 跨年上榜 OT：南方之星 ~ Ding Dong |      |
| 1994年                           |                                        |                      |                      |                      |                      | | |      |
| 大報復                           | 熱脹冷縮                               | 5                    | 5                    | -                    | -                    | | |      |
| 十誡 / Unique                    | 非一般愛火                             | 2                    | 2                    | 1                    | 1                    | 與許志安合唱 | 與許志安合唱 |      |
| 十誡                             | 十誡                                   | 5                    | 4                    | -                    | 7                    | OT：KATSUMI ~ Shining in the Night | OT：KATSUMI ~ Shining in the Night |      |
| 十誡                             | 熱愛島                                 | 3                    | 2                    | -                    | -                    | | |      |
| 十誡                             | 薩拉熱窩的羅密歐與茱麗葉                 | 29                   | -                    | -                    | 8                    | OT：中島美雪 ~ With | OT：中島美雪 ~ With |      |
| 時間 地點 人物                   | 時間 地點 人物                         | 4                    | ×                    | ×                    | -                    | 叱咤903「蘭茜夫人劇場」《向愛情出發》主題曲 | 叱咤903「蘭茜夫人劇場」《向愛情出發》主題曲 |      |
| 時間 地點 人物                   | 可愛可恨                               | 18                   | 6                    | -                    | -                    | | |      |
| SAMMI                            | 苦戀                                   | -                    | 19                   | -                    | 9                    | OT：孫楠 ~ 留甚麼給你 同曲曲目：李克勤 ~ 後悔 | OT：孫楠 ~ 留甚麼給你 同曲曲目：李克勤 ~ 後悔 |      |
| SAMMI                            | 失憶                                   | 4                    | 1                    | -                    | 9                    | OT：access ~ Jewelry Angel | OT：access ~ Jewelry Angel |      |
| 1995年                           |                                        |                      |                      |                      |                      | | |      |
| SAMMI                            | 給最傷心的人                           | -                    | 6                    | -                    | -                    | OT：李玟 ~ 我依然是你的情人 | OT：李玟 ~ 我依然是你的情人 |      |
| 其後                             | 折翼天使                               | 8                    | 12                   | -                    | 10                   | | |      |
| 其後                             | 內心戲                                 | 16                   | 15                   | -                    | -                    | | |      |
| 捨不得你                         | 男仕今天你很好                         | 1                    | 1                    | 1                    | 1                    | 首支四台冠軍歌 | 首支四台冠軍歌 |      |
| 捨不得你                         | 捨不得你                               | 1                    | 1                    | 1                    | 1                    | 四台冠軍歌 1995年Panasonic電視廣告歌 | 四台冠軍歌 1995年Panasonic電視廣告歌 |      |
| 1996年                           |                                        |                      |                      |                      |                      | | |      |
| 捨不得你                         | 秋冬愛的故事                           | 7                    | 9                    | -                    | -                    | Featuring Boney James | Featuring Boney James |      |
| 捨不得你                         | 愛的輓歌                               | -                    | 10                   | -                    | 6                    | TVB電視劇《刑事偵緝檔案II》插曲 OT：中島美雪 ~ 孤獨の肖像1st | TVB電視劇《刑事偵緝檔案II》插曲 OT：中島美雪 ~ 孤獨の肖像1st |      |
| 捨不得你                         | Tequila一杯                            | 5                    | 11                   | -                    | -                    | | |      |
| 放不低                           | 小心女人                               | 1                    | 1                    | 1                    | 1                    | 四台冠軍歌 | 四台冠軍歌 |      |
| 放不低                           | 放不低                                 | 6                    | 1                    | 1                    | 1                    | 1996年Panasonic電視廣告歌 | 1996年Panasonic電視廣告歌 |      |
| 放不低                           | 不拖不欠                               | 7                    | -                    | 1                    | -                    | 電影《百分百感覺》主題曲 | 電影《百分百感覺》主題曲 |      |
| 值得                             | 值得                                   | 4                    | 5                    | -                    | -                    | | |      |
| 濃情                             | X派對                                  | 1                    | 1                    | 1                    | 3                    | 《TCBY Sammi X Live 96》演唱會主題曲 加拿大至 HIT 中文歌曲排行榜：1 | 《TCBY Sammi X Live 96》演唱會主題曲 加拿大至 HIT 中文歌曲排行榜：1 |      |
| 濃情                             | 默契                                   | 2                    | 1                    | 1                    | 1                    | 電影《百分百啱Feel》主題曲 | 電影《百分百啱Feel》主題曲 |      |
| 1997年                           |                                        |                      |                      |                      |                      | | |      |
| 濃情                             | 加爾各答的天使－德蘭修女               | -                    | -                    | -                    | -                    | | |      |
| 濃情 / True                      | 談情說愛                               | 2                    | 1                    | -                    | 1                    | 與葉蒨文合唱 | 與葉蒨文合唱 |      |
| 為你等                           | 癡癡為你等                             | 10                   | 1                    | 1                    | 1                    | | |      |
| 我們的主題曲                     | 非男非女                               | 3                    | 1                    | 1                    | 1                    | 電影《愛你愛到殺死你》插曲 | 電影《愛你愛到殺死你》插曲 |      |
|                                  | 十個太陽                               | ×                    | 10                   | ×                    | ×                    | 與郭富城合唱 香港電台太陽計劃1997主題曲 | 與郭富城合唱 香港電台太陽計劃1997主題曲 |      |
| 我們的主題曲                     | 我們的主題曲                           | 1                    | 1                    | 1                    | 1                    | 四台冠軍歌 電影《愛你愛到殺死你》主題曲 | 四台冠軍歌 電影《愛你愛到殺死你》主題曲 |      |
| 我們的主題曲                     | 最後一次                               | 4                    | 11                   | -                    | 10                   | 電影《愛你愛到殺死你》插曲 | 電影《愛你愛到殺死你》插曲 |      |
| 我們的主題曲                     | 一夜成名                               | 2                    | -                    | -                    | -                    | | |      |
| 生活語言                         | 星「秀」傳說 (Everyone is a Superstar) | 3                    | 1                    | 1                    | 1                    | 《Texwood Sammi Star Show》演唱會主題曲 | 《Texwood Sammi Star Show》演唱會主題曲 |      |
| 生活語言                         | 親密關係                               | 1                    | 1                    | 1                    | 1                    | 四台冠軍歌 電影《行運一條龍》主題曲 | 四台冠軍歌 電影《行運一條龍》主題曲 |      |
| 1998年                           |                                        |                      |                      |                      |                      | | |      |
| 生活語言                         | 表演時間                               | 9                    | 3                    | -                    | 1                    | 電影《行運一條龍》插曲 | 電影《行運一條龍》插曲 |      |
| 生活語言                         | 忘記巴黎                               | 12                   | 15                   | -                    | 9                    | | |      |
| 生活語言                         | 為何又是這樣錯                         | -                    | 12                   | -                    | -                    | 電影《行運一條龍》插曲 | 電影《行運一條龍》插曲 |      |
| Feel So Good                     | 理想對象                               | 5                    | 1                    | 1                    | 1                    | | |      |
| Feel So Good                     | 哭泣遊戲                               | 1                    | 1                    | 1                    | 1                    | 四台冠軍歌 | 四台冠軍歌 |      |
| Feel So Good                     | 祝大家好過                             | 12                   | 3                    | 6                    | 2                    | | |      |
| 聽聞                             | 祝你快樂                               | 18                   | 1                    | 4                    | 1                    | | |      |
| 1999年                           |                                        |                      |                      |                      |                      | | |      |
| 聽聞                             | 寵物                                   | 1                    | 1                    | 1                    | 1                    | 四台冠軍歌 | 四台冠軍歌 |      |
| 聽聞                             | 真命天子                               | 14                   | -                    | 10                   | 5                    | TVB電視劇《寵物情緣》主題曲 | TVB電視劇《寵物情緣》主題曲 |      |
| 聽聞                             | 愛你是我一生中理想                     | 12                   | -                    | 5                    | 6                    | 原唱者為吳國敬 加拿大至 HIT 中文歌曲排行榜：1 | 原唱者為吳國敬 加拿大至 HIT 中文歌曲排行榜：1 |      |
| 我應該得到                       | 缺席                                   | -                    | 8                    | 1                    | 6                    | | |      |
| 我應該得到                       | 出界                                   | 8                    | -                    | 3                    | -                    | | |      |
| 很愛很愛                         | 發熱發亮                               | 1                    | 1                    | 1                    | 1                    | 四台冠軍歌 《Chase Sammi I Concert 99》演唱會主題曲 | 四台冠軍歌 《Chase Sammi I Concert 99》演唱會主題曲 |      |
| 很愛很愛                         | 插曲                                   | 1                    | 1                    | 1                    | 1                    | 四台冠軍歌 | 四台冠軍歌 |      |
| 很愛很愛                         | 宿命主義                               | 20                   | -                    | -                    | -                    | | |      |
| 多謝                             | Arigatou                               | 5                    | 1                    | 2                    | 1                    | OT：KOKIA ~ ありがとう | OT：KOKIA ~ ありがとう |      |
| 2000年                           |                                        |                      |                      |                      |                      | | |      |
| 多謝                             | 失戀有根據                             | 9                    | 3                    | 4                    | 1                    | | |      |
| 去愛吧                           | 至理名言                               | 14                   | 1                    | 3                    | 1                    | | |      |
| Ladies First                     | 感情線上                               | 3                    | 1                    | 1                    | 1                    | 電影《孤男寡女》主題曲 | 電影《孤男寡女》主題曲 |      |
| Ladies First                     | Ladies First                           | 15                   | 3                    | 2                    | 3                    | | |      |
| Ladies First                     | 煞科                                   | 5                    | 1                    | 1                    | 1                    | Featuring MC仁 OT：李貞賢 ~ 改變（바꿔） | Featuring MC仁 OT：李貞賢 ~ 改變（바꿔） |      |
| Love Is…                         | 如何掉眼淚                             | 1                    | 1                    | 1                    | 1                    | 四台冠軍歌 | 四台冠軍歌 |      |
| Love Is…                         | 獨家試唱                               | 1                    | 2                    | 3                    | 1                    | 跨年上榜 OT：李貞賢 ~ Wa!（와） | 跨年上榜 OT：李貞賢 ~ Wa!（와） |      |
| 2001年                           |                                        |                      |                      |                      |                      | | |      |
| Love Is…                         | 情無獨鍾                               | 13                   | -                    | 15                   | -                    | 電影《鍾無艷》主題曲粵語版 | 電影《鍾無艷》主題曲粵語版 |      |
| Love Is…                         | 愛是…                                  | (1)                  | 1                    | 1                    | 1                    | 四台冠軍歌 與LMF合唱 | 四台冠軍歌 與LMF合唱 |      |
| Love Is…                         | 蕭邦寫過的歌                           | 11                   | -                    | -                    | -                    | | |      |
| 完整                             | 完整                                   | -                    | -                    | -                    | -                    | 全球華語歌曲排行榜: 1連續三星期冠軍歌 | 全球華語歌曲排行榜: 1連續三星期冠軍歌 |      |
| Shocking Pink                    | 醫生與我                               | 4                    | -                    | 3                    | -                    | 電影《同居蜜友》主題曲 | 電影《同居蜜友》主題曲 |      |
| Shocking Pink                    | 終身美麗                               | 1                    | (1)                  | 5                    | 1                    | 電影《瘦身男女》主題曲 | 電影《瘦身男女》主題曲 |      |
| Shocking Pink                    | 螢光粉紅                               | 5                    | 7                    | 1                    | 2                    | 《Trendy Eye Shocking Colors Live 2001》演唱會主題曲 | 《Trendy Eye Shocking Colors Live 2001》演唱會主題曲 |      |
| 溫柔                             | 交換溫柔                               | 2                    | 2                    | 2                    | 1                    | | |      |
| 2002年                           |                                        |                      |                      |                      |                      | | |      |
| 溫柔                             | 跳傘                                   | 1                    | 1                    | 1                    | 1                    | 四台冠軍歌 | 四台冠軍歌 |      |
| 溫柔                             | 玻璃鞋                                 | 4                    | -                    | -                    | -                    | 電影《嫁個有錢人》主題曲 | 電影《嫁個有錢人》主題曲 |      |
| With                             | 單身女人                               | 5                    | -                    | 7                    | -                    | 與梅艷芳合唱 | 與梅艷芳合唱 |      |
| 捨得                             | 808                                    | 18                   | 8                    | -                    | 6                    | | |      |
| Becoming Sammi                   | 上一次流淚                             | 1                    | 1                    | 1                    | 1                    | 四台冠軍歌 | 四台冠軍歌 |      |
| Becoming Sammi                   | 輸得漂亮                               | 12                   | x                    | x                    | x                    | 903廣播劇《巴治奧》主題曲 | 903廣播劇《巴治奧》主題曲 |      |
| Becoming Sammi                   | 心肝命椗                               | 4                    | -                    | 6                    | -                    | 百事可樂廣告主題曲 | 百事可樂廣告主題曲 |      |
| Wonder Woman                     | 相信自己                               | 14                   | 19                   | 8                    | 8                    | | |      |
| Wonder Woman                     | 實不相瞞                               | -                    | 12                   | 4                    | 8                    | | |      |
| 2003年                           |                                        |                      |                      |                      |                      | | |      |
| Wonder Woman                     | 神奇女俠                               | 3                    | 10                   | 10                   | 6                    | 2002年亞洲遊戲展主題曲 | 2002年亞洲遊戲展主題曲 |      |
| Wonder Woman                     | 喜歡憎你                               | -                    | -                    | 13                   | -                    | 電影《百年好合》主題曲 | 電影《百年好合》主題曲 |      |
| 完全擁有                         | 落錯車                                 | 3                    | 3                    | 2                    | 2                    | | |      |
| 完全擁有                         | 大暴走                                 | 2                    | 5                    | 4                    | -                    | | |      |
| 完全擁有                         | 仙樂都                                 | 5                    | ×                    | ×                    | ×                    | 903廣播劇《仙樂都》主題曲 | 903廣播劇《仙樂都》主題曲 |      |
| 香港廣播75年金曲銀禧紀念CD       | 越吻越傷心                             | ×                    | 20                   | ×                    | ×                    | 原唱者為蘇永康 | 原唱者為蘇永康 |      |
| 美麗的誤會                       | 每天愛你少一些                         | -                    | 6                    | 10                   | -                    | | |      |
| 大人的情歌                       | 同行                                   | -                    | 1                    | -                    | -                    | 與劉德華合唱 | 與劉德華合唱 |      |
| 2004年                           |                                        |                      |                      |                      |                      | | |      |
| La La La                         | 調情                                   | 1                    | 1                    | 5                    | 2                    | 電影《魔幻廚房》主題曲 | 電影《魔幻廚房》主題曲 |      |
| La La La                         | 世界之最（你願意）                     | 14                   | 1                    | 9                    | 3                    | | |      |
| La La La                         | 傷                                     | -                    | -                    | -                    | -                    | | |      |
| Sammi vs. Sammi                  | 多得他                                 | 14                   | 16                   | -                    | -                    | Featuring 方大同 原唱者為王菲 | Featuring 方大同 原唱者為王菲 |      |
| Sammi vs. Sammi                  | 喜歡戀愛                               | 19                   | -                    | -                    | -                    | 原唱者為盧巧音 【澳門電台華語歌曲排行榜】22004年 第39周亞軍 | 原唱者為盧巧音 【澳門電台華語歌曲排行榜】22004年 第39周亞軍 |      |
| 2005年                           |                                        |                      |                      |                      |                      | | |      |
| 長恨歌電影原聲大碟               | 長恨歌                                 | 13                   | 8                    | 9                    | 9                    | 電影《長恨歌》主題曲 【澳門電台華語歌曲排行榜】2005年 第39周 第7名 | 電影《長恨歌》主題曲 【澳門電台華語歌曲排行榜】2005年 第39周 第7名 |      |
| 2006年                           |                                        |                      |                      |                      |                      | | |      |
| Sammi Ultimate Collection        | 回味無窮                               | -                    | 12                   | -                    | -                    | 串燒歌曲remix | 串燒歌曲remix |      |
| 2007年                           |                                        |                      |                      |                      |                      | | |      |
| Show Mi 07香港演唱會紀念精裝專輯 | 愛情萬歲                               | 1                    | 1                    | 1                    | ×                    | 三台冠軍歌 復出單曲 加拿大至 HIT 中文歌曲排行榜：1 【全球華語歌曲排行榜】 2007年 第15周冠軍 【澳門電台華語歌曲排行榜】2007年 第17周冠軍 | 三台冠軍歌 復出單曲 加拿大至 HIT 中文歌曲排行榜：1 【全球華語歌曲排行榜】 2007年 第15周冠軍 【澳門電台華語歌曲排行榜】2007年 第17周冠軍 |      |
| Show Mi 07香港演唱會紀念精裝專輯 | Mi                                     | 3                    | 1                    | 2                    | ×                    | 《Show Mi Live 2007》演唱會主題曲 【澳門電台華語歌曲排行榜】2007年 第24周冠軍 | 《Show Mi Live 2007》演唱會主題曲 【澳門電台華語歌曲排行榜】2007年 第24周冠軍 |      |
| Goomusic Collection 2004-2008    | 劍雪                                   | 4                    | 3                    | 1                    | ×                    | 與何韻詩合唱> 【澳門電台華語歌曲排行榜】2008年 第7周冠軍 | 與何韻詩合唱> 【澳門電台華語歌曲排行榜】2008年 第7周冠軍 |      |
| 2008年                           |                                        |                      |                      |                      |                      | | |      |
| Faith                            | 有一種快樂                             | 2                    | 13                   | -                    | ×                    | 宣明會助養兒童歌曲 加拿大至 HIT 中文歌曲排行榜：1 【澳門電台華語歌曲排行榜】2008年 第20周亞軍 | 宣明會助養兒童歌曲 加拿大至 HIT 中文歌曲排行榜：1 【澳門電台華語歌曲排行榜】2008年 第20周亞軍 |      |
| Hope                             | 捉迷藏                                 | 9                    | 5                    | 4                    | ×                    | 電影《大搜查之女》主題曲 </ref> 【雪碧·我的選擇·中國原創音樂流行榜】 2009年 第 6 週 亞軍 【澳門電台華語歌曲排行榜】2009年 第5周 第5名 | 電影《大搜查之女》主題曲 </ref> 【雪碧·我的選擇·中國原創音樂流行榜】 2009年 第 6 週 亞軍 【澳門電台華語歌曲排行榜】2009年 第5周 第5名 |      |
| 2009年                           |                                        |                      |                      |                      |                      | | |      |
| Hope                             | 叮叮噹                                 | 10                   | 3                    | 3                    | ×                    | 加拿大至 HIT 中文歌曲排行榜：1 【澳門電台華語歌曲排行榜】2009年 第37周 第7名 | 加拿大至 HIT 中文歌曲排行榜：1 【澳門電台華語歌曲排行榜】2009年 第37周 第7名 |      |
| Faith                            | 罪與罰                                 | 1                    | 2                    | 2                    | ×                    | 與廿四味合唱 【澳門電台華語歌曲排行榜】2009年 第48周 第5名 | 與廿四味合唱 【澳門電台華語歌曲排行榜】2009年 第48周 第5名 |      |
| Faith                            | 信者得愛                               | 2                    | 1                    | 1                    | ×                    | OT：Jessi ~ Life Is Good (인생은 즐거워) Featuring MC仁 【988最好聽音樂榜】 2010年 第7周冠軍 加拿大至 HIT 中文歌曲排行榜：1 【澳門電台華語歌曲排行榜】2010年 第3周冠軍 | OT：Jessi ~ Life Is Good (인생은 즐거워) Featuring MC仁 【988最好聽音樂榜】 2010年 第7周冠軍 加拿大至 HIT 中文歌曲排行榜：1 【澳門電台華語歌曲排行榜】2010年 第3周冠軍 |      |
| 2010年                           |                                        |                      |                      |                      |                      | | |      |
| Faith                            | 不要驚動愛情                           | 8                    | 1                    | 2                    | ×                    | 原唱者為高皓正 加拿大至 HIT 中文歌曲排行榜：1 【澳門電台華語歌曲排行榜】2010年 第9周冠軍 | 原唱者為高皓正 加拿大至 HIT 中文歌曲排行榜：1 【澳門電台華語歌曲排行榜】2010年 第9周冠軍 |      |
| Faith                            | 上帝早已預備                           | 17                   | 6                    | -                    | ×                    | | |      |
| 信者得愛                         | 一步一步愛                             | 2                    | 1                    | 3                    | ×                    | 與陳奐仁合唱 【全球華語歌曲排行榜】 2010年 第30周冠軍 第31周冠軍 【音樂先鋒榜】2010年 第35周冠軍 【澳門電台華語歌曲排行榜】2010年 第29周冠軍 | 與陳奐仁合唱 【全球華語歌曲排行榜】 2010年 第30周冠軍 第31周冠軍 【音樂先鋒榜】2010年 第35周冠軍 【澳門電台華語歌曲排行榜】2010年 第29周冠軍 |      |
| Water Of Love                    | Water Of Love                          | 1                    | 5                    | 2                    | ×                    | 另派House Of Love Remix版本 《水舞間》主題曲 | 另派House Of Love Remix版本 《水舞間》主題曲 |      |
| 2011年                           |                                        |                      |                      |                      |                      | | |      |
| Love is Love                     | Do Re Mi                               | 2                    | 9                    | 3                    | ×                    | 電影《高海拔之戀II》主題曲 | 電影《高海拔之戀II》主題曲 |      |
| 2013年                           |                                        |                      |                      |                      |                      | | |      |
| 《盲探》原聲專輯                 | 盲愛                                   | 1                    | 1                    | 1                    | ×                    | 三台冠軍歌 與劉德華合唱 電影《盲探》主題曲 【全球華語歌曲排行榜】2013第29周周冠軍倫敦國際廣播電台【至尊金曲流行榜】2013第27周冠軍 【雪碧·我的選擇·中國原創音樂流行榜】 2013年 第 33 週 冠軍 【廣東廣播電視台音樂之聲·粵語歌曲排行榜】 2013年 第28周 冠軍                                    | 三台冠軍歌 與劉德華合唱 電影《盲探》主題曲 【全球華語歌曲排行榜】2013第29周周冠軍倫敦國際廣播電台【至尊金曲流行榜】2013第27周冠軍 【雪碧·我的選擇·中國原創音樂流行榜】 2013年 第 33 週 冠軍 【廣東廣播電視台音樂之聲·粵語歌曲排行榜】 2013年 第28周 冠軍                                    |      |
| 《盲探》原聲專輯                 | 不盲不愛                               | -                    | -                    | -                    | ×                    | 與劉德華合唱 《盲愛》國語版 fm169【華語音樂排行榜】2013 第204期 冠軍 | 與劉德華合唱 《盲愛》國語版 fm169【華語音樂排行榜】2013 第204期 冠軍 |      |
| Love is Love                     | 荒漠甘泉                               | 1                    | 1                    | 1                    | ×                    | 三台冠軍歌 【988最好聽音樂榜】2014年第2周冠軍 【廣東廣播電視台音樂之聲·粵語歌曲排行榜】 2013年 第48周 冠軍 | 三台冠軍歌 【988最好聽音樂榜】2014年第2周冠軍 【廣東廣播電視台音樂之聲·粵語歌曲排行榜】 2013年 第48周 冠軍 |      |
| Love is Love                     | 原始武器                               | -                    | -                    | -                    | ×                    | 電影《爆3俏嬌娃》主題曲 【澳門電台華語歌曲排行榜】2013第49周冠軍 【988最好聽音樂榜】 2013年 第48周冠軍 | 電影《爆3俏嬌娃》主題曲 【澳門電台華語歌曲排行榜】2013第49周冠軍 【988最好聽音樂榜】 2013年 第48周冠軍 |      |
| Love is Love                     | 天生一半                               | 2                    | 4                    | 1                    | ×                    | Featuring MastaMic 2013年派台、2014年上榜 【澳門電台華語歌曲排行榜】2014第7周冠軍 【MOOV本地榜】 2014年第2周冠軍第5周冠軍 【one FM勁爆30排行榜】 2014年 第262期 冠軍 【雪碧·我的選擇·中國原創音樂流行榜】 2014年 第 7 週 冠軍 【廣東廣播電視台音樂之聲·粵語歌曲排行榜】 2014年 第 9 週 冠軍 | Featuring MastaMic 2013年派台、2014年上榜 【澳門電台華語歌曲排行榜】2014第7周冠軍 【MOOV本地榜】 2014年第2周冠軍第5周冠軍 【one FM勁爆30排行榜】 2014年 第262期 冠軍 【雪碧·我的選擇·中國原創音樂流行榜】 2014年 第 7 週 冠軍 【廣東廣播電視台音樂之聲·粵語歌曲排行榜】 2014年 第 9 週 冠軍 |      |
| Love is Love                     | 一追再追                               | -                    | 13                   | -                    | ×                    | 微電影《本可改變的結局》主題曲 2013年派台、2014年上榜 【華語金曲榜】2024年 第111期 季軍 | 微電影《本可改變的結局》主題曲 2013年派台、2014年上榜 【華語金曲榜】2024年 第111期 季軍 |      |
| 2014年                           |                                        |                      |                      |                      |                      | | |      |
| Love is Love                     | 火宅之人                               | -                    | -                    | -                    | ×                    | 【華語金曲榜】2024年 第100期冠軍歌 | 【華語金曲榜】2024年 第100期冠軍歌 |      |
| Miracle Best Collection          | Bang Bang Bang                         | 1                    | 8                    | -                    | ×                    | Radio Edit版本 「Touch Mi鄭秀文世界巡迴演唱會」主題曲 【Channel[V]榜】2015年 第13周亞軍 【華語金曲榜】2014年 第133期 季軍 【廣東廣播電視台音樂之聲·粵語歌曲排行榜】 2014年 第45周 冠軍 | Radio Edit版本 「Touch Mi鄭秀文世界巡迴演唱會」主題曲 【Channel[V]榜】2015年 第13周亞軍 【華語金曲榜】2014年 第133期 季軍 【廣東廣播電視台音樂之聲·粵語歌曲排行榜】 2014年 第45周 冠軍 |      |
| Miracle Best Collection          | 時間之光                               | 2                    | 3                    | 1                    | ×                    | 與On@C AllStar合唱 翻唱鄭秀文2002年同名作品 【華語金曲榜】2015年 第149期 亞軍 【華語音樂動聽榜】2015年 第4周 【港台榜】 季軍 【廣東廣播電視台音樂之聲·粵語歌曲排行榜】 2015年 第5周 冠軍 | 與On@C AllStar合唱 翻唱鄭秀文2002年同名作品 【華語金曲榜】2015年 第149期 亞軍 【華語音樂動聽榜】2015年 第4周 【港台榜】 季軍 【廣東廣播電視台音樂之聲·粵語歌曲排行榜】 2015年 第5周 冠軍 |      |
| Miracle Best Collection          | 戰勝自己                               | -                    | 7                    | 5                    | ×                    | 與廿四味合唱 【澳門電台華語歌曲排行榜】2015年第4周冠軍 【988精彩聲勢排行榜】2015年第13周冠軍2015年第14周冠軍 【全球華語歌曲排行榜】2015年 第758期 冠軍2015年第14周冠軍 【華語金曲榜】2015年 第157期 冠軍 廣州新音樂【亞洲新音樂流行榜】2015年 5第6週 冠軍                                   | 與廿四味合唱 【澳門電台華語歌曲排行榜】2015年第4周冠軍 【988精彩聲勢排行榜】2015年第13周冠軍2015年第14周冠軍 【全球華語歌曲排行榜】2015年 第758期 冠軍2015年第14周冠軍 【華語金曲榜】2015年 第157期 冠軍 廣州新音樂【亞洲新音樂流行榜】2015年 5第6週 冠軍                                   |      |
| 2015年                           |                                        |                      |                      |                      |                      | | |      |
| Miracle Best Collection          | 總有一個人                             | -                    | -                    | 4                    | ×                    | | |      |
| Miracle Best Collection          | 生命中不能承受之悲                     | -                    | -                    | -                    | ×                    | TVB8: 2 | TVB8: 2 |      |
| Touch Mi World Tour Live         | 高山低谷                               | 16                   | 5                    | -                    | ×                    | 翻唱林奕匡作品 【988精彩聲勢排行榜】2015年 第17周冠軍 【華語音樂動聽榜】2015年 第16周【港台榜】 亞軍 | 翻唱林奕匡作品 【988精彩聲勢排行榜】2015年 第17周冠軍 【華語音樂動聽榜】2015年 第16周【港台榜】 亞軍 |      |
| 2016年                           |                                        |                      |                      |                      |                      | | |      |
| Fabulous                         | 衝過去                                 | 2                    | 1                    | 1                    | ×                    | 衛生署《好心情@HK》主題曲 DBC華語歌曲流行指數：11 另派Powerful Mix版本 【廣東廣播電視台音樂之聲 粵語歌曲排行榜】2016第18周 冠軍 【華語金曲榜】2016年 第204期 亞軍 | 衛生署《好心情@HK》主題曲 DBC華語歌曲流行指數：11 另派Powerful Mix版本 【廣東廣播電視台音樂之聲 粵語歌曲排行榜】2016第18周 冠軍 【華語金曲榜】2016年 第204期 亞軍 |      |
| Fabulous                         | 犀利                                   | 1                    | 11                   | 3                    | ×                    | DBC華語歌曲流行指數：9 【廣東廣播電視台音樂之聲·粵語歌曲排行榜】 2016年 第37周 冠軍 | DBC華語歌曲流行指數：9 【廣東廣播電視台音樂之聲·粵語歌曲排行榜】 2016年 第37周 冠軍 |      |
| Fabulous                         | 八公里                                 | 6                    | 8                    | -                    | ×                    | | |      |
| Fabulous                         | 我不是歌手                             | -                    | 12                   | 5                    | ×                    | | |      |
| 裸                               | 我就是愛你不害怕                       | -                    | -                    | -                    | ×                    | TVB8: 1 全球華語歌曲排行榜: 1 【新鮮音樂流行歌曲榜 華語流行歌曲榜】2016 第196期 冠軍 【中國公告牌Top 10音樂單曲榜】2017 第12周 冠軍 【魅力金榜華語榜】2016 第93期 冠軍 【衢州交通廣播FM97.5 全球華語流行音樂金曲榜】2016 第77期港台榜單 冠軍                                                | TVB8: 1 全球華語歌曲排行榜: 1 【新鮮音樂流行歌曲榜 華語流行歌曲榜】2016 第196期 冠軍 【中國公告牌Top 10音樂單曲榜】2017 第12周 冠軍 【魅力金榜華語榜】2016 第93期 冠軍 【衢州交通廣播FM97.5 全球華語流行音樂金曲榜】2016 第77期港台榜單 冠軍                                                |      |
| 2017年                           |                                        |                      |                      |                      |                      | | |      |
| 裸                               | 理智與感情                             | -                    | -                    | -                    | ×                    | 電影《合約男女》主題曲 電影版本 | 電影《合約男女》主題曲 電影版本 |      |
| 裸                               | 裸體早餐                               | 10                   | 3                    | -                    | ×                    | | |      |
| 裸                               | 痛入心扉                               | -                    | -                    | -                    | ×                    | TVB8: 1 騰訊網 【中國音樂聯播榜-中聯榜】2017 第603期 港台榜 冠軍第606期 港台榜 冠軍 iRadio全國聯播網 【最愛音樂榜 港台榜】2017 第10期 港台榜 冠軍第14期 港台榜 冠軍 | TVB8: 1 騰訊網 【中國音樂聯播榜-中聯榜】2017 第603期 港台榜 冠軍第606期 港台榜 冠軍 iRadio全國聯播網 【最愛音樂榜 港台榜】2017 第10期 港台榜 冠軍第14期 港台榜 冠軍 |      |
| 2018年                           |                                        |                      |                      |                      |                      | | |      |
| Believe In Mi                    | 千年如一日                             | 5                    | 14                   | 2                    | ×                    | 加拿大至 HIT 中文歌曲排行榜：5 2018 AEG Music Channel 第三十六期歌曲排行榜：1 | 加拿大至 HIT 中文歌曲排行榜：5 2018 AEG Music Channel 第三十六期歌曲排行榜：1 |      |
| Believe In Mi                    | Creo en Mi                             | 1                    | 3                    | -                    | ×                    | Featuring 王嘉爾 另派Jackson BOYTOY Remix版本 加拿大至 HIT 中文歌曲排行榜：1 【廣東廣播電視台音樂之聲·粵語歌曲排行榜】 2018年 第44周 冠軍 | Featuring 王嘉爾 另派Jackson BOYTOY Remix版本 加拿大至 HIT 中文歌曲排行榜：1 【廣東廣播電視台音樂之聲·粵語歌曲排行榜】 2018年 第44周 冠軍 |      |
| 2019年                           |                                        |                      |                      |                      |                      | | |      |
| 我們都是這樣長大的               | 我們都是這樣長大的                     | 1                    | 1                    | 1                    | ×                    | 三台冠軍歌 「FOLLOWMi 鄭秀文世界巡迴演唱會」主題曲 903廣播劇《我們都是這樣長大的2019》主題曲 加拿大至 HIT 中文歌曲排行榜：{1} 2019 AEG Music Channel 第二十五期歌曲排行榜：1 | 三台冠軍歌 「FOLLOWMi 鄭秀文世界巡迴演唱會」主題曲 903廣播劇《我們都是這樣長大的2019》主題曲 加拿大至 HIT 中文歌曲排行榜：{1} 2019 AEG Music Channel 第二十五期歌曲排行榜：1 |      |
| Dream                            | 好好說                                 | -                    | -                    | -                    | ×                    | 電影《花椒之味》主題曲 | 電影《花椒之味》主題曲 |      |
| 派台歌曲成績（五台）             |                                        |                      |                      |                      |                      | | |      |
| 唱片                             | 歌曲                                   | 903                  | RTHK                 | 997                  | TVB                  | ViuTV | 備註 | 備註 |
| 2020年                           |                                        |                      |                      |                      |                      | | |      |
| Listen To Mi                     | 如何忍眼淚                             | 5                    | 2                    | 2                    | ×                    | 1 | 加拿大至 HIT 中文歌曲排行榜：1 2020 AEG Music Channel 歌曲排行榜：1 |      |
| 2021年                           |                                        |                      |                      |                      |                      | | |      |
| Listen To Mi                     | 萬物有時                               | 1                    | 2                    | 1                    | 5                    | 3 | 加拿大至 HIT 中文歌曲排行榜：4 2021 AEG Music Channel 歌曲排行榜：1 |      |
| Listen To Mi                     | 新造的人                               | 14                   | 8                    | 2                    | -                    | - | Featuring SHIMICA 加拿大至 HIT 中文歌曲排行榜：2 【華語金曲榜】2021 第494期 冠軍 2021 AEG Music Channel 歌曲排行榜：1 |      |
| Listen To Mi                     | 螢                                     | -                    | -                    | -                    | -                    | - | 加拿大至 HIT 中文歌曲排行榜：2 |      |
| Listen To Mi                     | 無人島                                 | -                    | -                    | 2                    | -                    | - | 加拿大至 HIT 中文歌曲排行榜：15 【新鮮音樂流行歌曲榜 華語流行歌曲榜】2021 第490期 第11名 |      |
| 2023年                           |                                        |                      |                      |                      |                      | | |      |
| Dream                            | 我這樣活了一天                         | -                    | -                    | -                    | ×                    | × | 電影《流水落花》主題曲 加拿大至 HIT 中文歌曲排行榜：1 【新鮮音樂流行歌曲榜 華語流行歌曲榜】2023 第490期 亞軍 |      |
| Dream                            | 愛是… 2.0                              | 4                    | ×                    | 2                    | -                    | 2 | Featuring 好青年荼毒室 加拿大至 HIT 中文歌曲排行榜：6 【新鮮音樂流行歌曲榜 華語流行歌曲榜】2023 第491期 冠軍 |      |
| Dream                            | 致我們的夢想                           | 1                    | ×                    | 3                    | 11                   | 2 | Featuring 魏浚笙 「You & Mi 鄭秀文世界巡迴演唱會」主題曲 加拿大至 HIT 中文歌曲排行榜：1 【新鮮音樂流行歌曲榜 華語流行歌曲榜】2023 第501期 冠軍 |      |
| Dream                            | 吃掉悲傷                               | -                    | -                    | 3                    | 12                   | - | 加拿大至 HIT 中文歌曲排行榜：2 【新鮮音樂流行歌曲榜 華語流行歌曲榜】2023 第512期 冠軍 【勁歌王榜單】2023年 第44周 冠軍 |      |
| 2024年                           |                                        |                      |                      |                      |                      | | |      |
| SOUND OF MI                      | 心魔                                   | 1                    | -                    | 12                   | 2                    | - | 加拿大至 HIT 中文歌曲排行榜：18 【LINE TODAY本地歌曲榜】2024 第26周 冠軍 【新鮮音樂流行歌曲榜 華語流行歌曲榜】2024 第550期 冠軍 【華語音樂排行榜】2024 第26週 冠軍 |      |
| SOUND OF MI                      | 盲盒                                   | 16                   | -                    | 1                    | -                    | - | 加拿大至 HIT 中文歌曲排行榜：1 【新鮮音樂流行歌曲榜 華語流行歌曲榜】2024 第555期 冠軍 【勁歌王榜單】2024年 第39周 冠軍 |      |
| SOUND OF MI                      | 從前的我們                             | ×                    | ×                    | ×                    | ×                    | - | 【LINE TODAY本地歌曲榜】2024 第34周 冠軍 【華語音樂動聽榜】2024 第35周 亞軍 【新鮮音樂流行歌曲榜 華語流行歌曲榜】2024 第563期 第五名 |      |

| 各台冠軍歌總數 | 各台冠軍歌總數 | 各台冠軍歌總數 | 各台冠軍歌總數 | 各台冠軍歌總數 | 各台冠軍歌總數     | 各台冠軍歌總數     | 各台冠軍歌總數 |
| -------------- | -------------- | -------------- | -------------- | -------------- | ------------------ | ------------------ | -------------- |
| 四台a          | 903            | RTHK           | 997            | TVB            | 備註               | 備註               | 備註           |
| 四台a          | 30             | 41             | 37             | 36             | 四台冠軍歌總數：13 | 四台冠軍歌總數：13 |                |
| 四台a          | 31             | 42             | 37             | 36             | 冠軍週數           | 冠軍週數           |                |
| 五台b          | 903            | RTHK           | 997            | TVB            | ViuTV              | 備註               |                |
| 五台b          | 3              | 0              | 2              | 0              | 1                  | 五台冠軍歌總數：0  |                |

- （*）上榜中
- （-）未能上榜
- （×）沒有派往該台
- （(1)）兩週冠軍
- （{1}）五週冠軍
- ^  注解a：包括2020年後的冠軍歌曲
- ^  注解b：2020年起

## 演唱會

### 個人售票大型香港演唱會
| 日期                                         | 演唱會名稱                        | 場數 | 主題曲                                      | 備註                                           |
| 紅磡香港體育館                               |                                   |      |                                             |                                                |
| 1996年11月10—17日                            | Sammi X Live 96 鄭秀文X空間演唱會 | 8    | 〈X派對〉                                   | 首次紅館個人演唱會                             |
| 1997年11月1—16日                             | Sammi Star Show 鄭秀文97演唱會    | 16   | 〈星「秀」傳說（Everyone is a Superstar）〉 | 個人記錄最高場次演唱會 首次個人巡迴演唱會      |
| 1999年10月21—27、30日                        | Sammi iConcert 99                 | 8    | 〈發熱發亮〉                                | 第四場發生停電事故 首次舉行紅館四面台演唱會    |
| 2001年9月7—18日                              | 鄭秀文 Shocking Colors演唱會 2001 | 12   | 〈螢光粉紅〉                                |                                                |
| 2004年7月22—25、29—31日                      | Sammi VS Sammi 鄭秀文演唱會 2004  | 7    | 不適用                                      |                                                |
| 2007年5月18—25日                             | Show Mi 鄭秀文演唱會 2007         | 8    | 〈Mi〉                                      | 推出全球首張紅館演唱會藍光光碟                 |
| 2009年12月24—29、31日—2010年1月3日           | Love Mi鄭秀文世界巡迴演唱會       | 10   | 〈信者得愛〉                                | 首次跨年倒數演唱會                             |
| 2014年12月20—22、24—28、30日—2015年1月2日    | Touch Mi 鄭秀文世界巡迴演唱會     | 12   | 〈Bang Bang Bang〉                          | 推出全球首張杜比全景聲演唱會藍光光碟           |
| 2016年9月16—19、21—22、24—25日               | Touch Mi 2 鄭秀文世界巡迴演唱會   | 8    | 〈Fabulous〉                                | 推出亞洲首張4K Ultra HD演唱會藍光光碟          |
| 2019年7月12—16、18—21、23—24、26—27日        | #FOLLOWMi 鄭秀文世界巡迴演唱會    | 13   | 〈我們都是這樣長大的〉                      | 推出全球首張以60P運行的4K Ultra HD藍光光碟     |
| 2024年7月12—14、16—17、19—21、23—24、26—28日 | You & Mi 鄭秀文世界巡迴演唱會     | 13   | 〈致我們的夢想〉                            | 因受2019新型冠狀病毒影響而由2023年延期至2024年 |

| 紅磡香港體育館個人演唱會總場數 | 紅磡香港體育館個人演唱會總場數 | 紅磡香港體育館個人演唱會總場數 | 紅磡香港體育館個人演唱會總場數 | 紅磡香港體育館個人演唱會總場數 |
| ------------------------------ | ------------------------------ | ------------------------------ | ------------------------------ | ------------------------------ |
| 1990年代                       | 2000年代                       | 2010年代                       | 2020年代                       | 備註                           |
| 32                             | 34                             | 36                             | 13                             | 總場數：115                    |

### 大型世界巡迴演唱會
| 年份        | 演唱會名稱                    | 总場數 |
| ----------- | ----------------------------- | ------ |
| 1997 - 1999 | Sammi Star Show 鄭秀文演唱會  | 34     |
| 1999 - 2000 | Sammi iConcert                | 19     |
| 2001 - 2002 | 鄭秀文Shocking Colors演唱會   | 16     |
| 2004        | Sammi Vs Sammi 鄭秀文演唱會   | 10     |
| 2007 - 2008 | Show Mi 鄭秀文演唱會          | 21     |
| 2009 - 2011 | Love Mi鄭秀文世界巡迴演唱會   | 31     |
| 2014 - 2016 | Touch Mi鄭秀文世界巡迴演唱會  | 38     |
| 2019        | #FOLLOWMi鄭秀文世界巡迴演唱會 | 13     |
| 2024 - 2025 | You & Mi 鄭秀文世界巡迴演唱會 | 21     |

鄭秀文勁爆狂歡大報復演唱會 共2場
| 时间           | 城市 | 場地            | 備註 | 嘉賓                   |
| 1993年12月24日 | 香港 | 大學會堂AC Hall | 1場  | 梁漢文、車婉婉         |
| 1993年12月25日 | 香港 | 大學會堂AC Hall | 1場  | 許志安、張崇基、張崇德 |

Sammi Star Show鄭秀文97演唱會 共34場
| 时间                    | 城市           | 場地                                    | 備註\| |
| 1997年11月1日至11月16日 | 香港           | 紅磡體育館                              | 16場   |
| 1998年3月13-14          | 马来西亚莎阿南 | Shah Alam Stadium 莎阿南体育场          | 2場    |
| 1998年3月20-21          | 新加坡         | 新加坡室內體育館                        | 2場    |
| 1998年4月1日            | 加拿大溫哥華   | Queen Elizabeth Theatre                 | 1場    |
| 1998年4月4-5日          | 加拿大多倫多   | Massey Hall                             | 2場    |
| 1998年4月12-14          | 美国大西洋城   | 印度宮殿大賭場                          | 3場    |
| 1998年4月17日           | 美国奥克兰     | Henry J. Kaiser Arena                   | 1場    |
| 1998年4月18日           | 美国洛杉磯     | Shrine Auditorium                       | 1場    |
| 1998年6月19日           | 墨爾本         | Melbourne Entertainment Center          | 1場    |
| 1998年6月20日           | 悉尼           | Sydney Entertainment Center             | 1場    |
| 1998年6月22日           | 布里斯班       | Brisbane Convention & Exhibition Centre | 1場    |
| 1998年6月24日           | 新西兰 奥克兰  | Logon Campbell Theatre                  | 1場    |
| 1999年5月29日           | 美国拉斯維加斯 | Mandalay Bay Resort & Casino            | 1場    |
| 1999年7月31日           | 中国廣州       | 廣州天河體育場                          | 1場    |

Sammi I Concert 99 共19場
| 时间                               | 城市           | 場地                          | 備註                                                    | 嘉賓                   |
| 1999年10月21日至10月27日、10月30日 | 香港           | 紅磡體育館                    | 8場                                                     |                        |
| 2000年2月18-19日                   | 马来西亚吉隆坡 | 雲頂雲星劇場                  | 2場                                                     |                        |
| 2000年8月20日                      | 美国大西洋城   | Trump Taj Mahal Casino Resort | 2場                                                     |                        |
| 2000年8月21-22日                   | 加拿大多倫多   | 華瑪娛樂演奏廳                | 2場                                                     |                        |
| 2000年8月26日                      | 美国洛杉磯     | Shrine Auditorium             | 1場                                                     |                        |
| 2000年8月27日                      | 美国三藩市     | SF Masonic Auditorium         | 1場                                                     |                        |
| 2000年9月2日                       | 新加坡         | 新加坡室內體育館              | 1場                                                     |                        |
| 2000年12月9日                      | 臺灣台中       | 台中體育場                    | 首位港星在台中開演唱會 命名為台中His＆Her眉飛色舞演唱會 | 孫燕姿、陳珊妮、陳綺貞 |
| 2000年12月16日                     | 臺灣台北       | 台北市立體育場                | 命名為鄭秀文台北His＆Her眉飛色舞演唱會                  | 孫燕姿、陳珊妮、陳綺貞 |

鄭秀文Shocking Colors演唱會 共16場
| 时间                  | 城市           | 場地                 | 備註 | 嘉賓 |
| 2001年9月7日至9月18日 | 香港           | 紅磡體育館           | 12場 | 許志安、張衛健、梁詠琪、任賢齊、梁漢文、謝霆鋒、李克勤、陳啟泰、鄭裕玲、梅艷芳、何超儀、汪明荃、古天樂、郭富城 |
| 2002年3月16日         | 马来西亚吉隆坡 | 武吉加里尔国家体育场 | 1場  | 阿牛 |
| 2002年3月22日         | 新加坡         | 新加坡室內體育館     | 1場  | 阿牛 |
| 2002年3月28日         | 悉尼           |                      | 1場  | 阿牛 |
| 2002年3月30日         | 墨爾本         | Palladium at Crown   | 1場  | 阿牛 |

Sammi Vs Sammi鄭秀文演唱會 共10場
| 时间                                     | 城市         | 場地             | 備註 | 嘉賓 |
| 2004年7月22日至7月25日、7月29日至7月31日 | 香港         | 紅磡體育館       | 7場  | 何韻詩（固定嘉賓）、麥浚龍、盧巧音、陳冠希、陳文媛、楊千嬅、言承旭、薛凱琪、盧巧音、劉浩龍、林一峰、林海峰、趙頌茹、陳奕迅、梁詠琪 |
| 2004年8月13-14日                         | 马来西亚雲頂 | 雲頂雲星劇場     | 2場  | |
| 2004年8月27日                            | 新加坡       | 新加坡室內體育館 | 1場  | 何韻詩 |

Show Mi 鄭秀文演唱會 共21場
| 时间                   | 城市           | 場地                        | 備註                        | 嘉賓         |
| 2007年5月18日至5月25日 | 香港           | 紅磡體育館                  | 8場                         |              |
| 2007年6月22-23日       | 马来西亚雲頂   | 雲頂雲星劇場                | 2場                         | 張敬軒       |
| 2007年6月29日          | 加拿大多倫多   | Air Canada Center           | 1場                         | 鄭融         |
| 2007年7月7日           | 美国拉斯維加斯 | MGM Grand Garden Arena      | 1場                         |              |
| 2007年10月13日         | 新加坡         | 新加坡室內體育館            | 1場                         | 孫燕姿、MC仁 |
| 2007年10月20日         | 中国上海       | 上海虹口足球場              | 1場                         | MC仁、任賢齊 |
| 2008年3月23日          | 美国康州       | 金神大賭場體育館            | 2場                         | 劉浩龍       |
| 2008年3月28日          | 新西兰奧克蘭   | Trusts Stadium Arena        | 1場                         | 劉浩龍       |
| 2008年5月2日           | 墨爾本         | Vodafone Arena              | 1場                         | 劉浩龍       |
| 2008年5月4日           | 悉尼           | Sydney Entertainment Centre | 1場                         | 劉浩龍       |
| 2008年9月26-27日       | 马来西亚雲頂   | 雲頂雲星劇場                | 2場 Part 2（Show Mi Again） | 劉浩龍       |

Love Mi鄭秀文世界巡迴演唱會 共31場
| 时间                                             | 城市           | 場地                        | 備註                                               | 嘉賓 |
| 2009年12月24日至12月29日、12月31日至2010年1月3日 | 香港           | 紅磡體育館                  | 10場                                               | 12/24 劉德華 12/25 鄭伊健、葛民輝 12/26 許志安 12/27 李克勤 12/28 張學友、梁詠琪 12/29 王菀之、鍾欣潼 12/31 林海峰 1/1 鄧萃雯 1/2 任賢齊、何韻詩 1/3 Big Four |
| 2010年3月19-20日                                 | 马来西亚雲頂   | 雲頂雲星劇場                | 2場                                                | 陳奐仁、MC Jin |
| 2010年4月2日                                     | 新加坡         | 新加坡室內體育館            | 1場                                                | 陳奐仁、MC Jin |
| 2010年4月30日                                    | 悉尼           | Sydney Entertainment Centre | 1場                                                | 陳奐仁、MC仁 |
| 2010年7月3日                                     | 臺灣台北       | 台北小巨蛋                  | 第一位登上台北小巨蛋開四面台演唱會的香港女歌手 1場 | 蕭敬騰、吳建豪、MC Hotdog |
| 2010年7月17日                                    | 中国上海       | 上海大舞台                  | 1場                                                | 陳奐仁、何韻詩、MC Hotdog |
| 2010年8月14日                                    | 中国佛山       | 嶺南明珠體育館              | 1場                                                | 陳奐仁、何韻詩、MC Jin |
| 2010年8月21日                                    | 中国廣州       | 廣州體育館                  | 1場                                                | 陳奐仁、何韻詩、MC Jin |
| 2010年11月6日                                    | 新加坡         | 新加坡室內體育館            | 1場 Part 2（Love Mi More）                         | 陳奐仁 |
| 2010年12月20日                                   | 澳門           | 澳門奧林匹克體育運動場      | 澳門回歸日1場                                      | 陳奐仁、MC Jin |
| 2011年3月18-19日                                 | 马来西亚雲頂   | 雲頂雲星劇場                | 2場 Part 2（Love Mi More）                         | 陳奐仁 |
| 2011年7月9-10日                                  | 澳門           | 澳門威尼斯人金光綜藝館      | 2場                                                | 陳奐仁 |
| 2011年10月21-22日                                | 中国廣州       | 廣州體育館                  | 2場 Part 2（Love Mi More）                         | 陳奐仁 |
| 2011年11月24日                                   | 美国大西洋城   | Borgata Event Center        | 1場                                                | MC仁、MC Jin |
| 2011年11月26日                                   | 美国拉斯維加斯 | Mirage Event Center         | 1場                                                | MC仁 |
| 2011年11月30日                                   | 加拿大多倫多   | 華瑪娛樂演奏廳              | 1場                                                | MC仁 |
| 2011年12月3日                                    | 加拿大溫哥華   | Rogers Arena                | 1場                                                | MC仁 |
| 2011年12月10日                                   | 澳門           | 澳門威尼斯人金光綜藝館      | 1場 Part 3（Love Mi More）                         | MC仁 |

Touch Mi鄭秀文世界巡迴演唱會 共38場
| 时间                                                         | 城市         | 場地                                   | 備註              | 嘉賓 |
| 2014年12月20日至22日、12月24日至28日、12月30日至2015年1月2日 | 香港         | 紅磡體育館                             | 12場              | （固定嘉賓：MastaMic、CAllStar、MC仁、24 Herbs） 12/20 古天樂 12/21 黃偉文 12/22 陳奕迅 12/24 黃浩然 12/25 卓韻芝 12/26 黎明 12/27 杜琪峯 12/28 張學友 12/30 張家輝 12/31 谷德昭 1/1 鄭伊健 1/2 劉德華 |
| 2015年4月24至25日                                            | 马来西亚雲頂 | 雲頂雲星劇場                           | 2場               | On @ C All Star、MC仁 |
| 2015年5月15至16日                                            | 澳門         | 金光綜藝館                             | 2場               | 林奕匡（Day 1）、C All Star（Day 2）、MC仁 |
| 2015年8月1日                                                 | 新加坡       | 新加坡室內體育館                       | 1場               | On @ C All Star、MC仁 |
| 2015年8月7-8日                                               | 中国廣州     | 廣州體育館                             | 2場               | C All Star、MastaMic |
| 2015年9月26日                                                | 中国佛山     | 嶺南明珠體育館                         | 1場               | C All Star、MastaMic |
| 2015年12月20日                                               | 澳門         | 奧林匹克體育中心運動場                 | 1場（澳門回歸日） | 側田、MC仁 |
| 2016年4月20日                                                | 墨爾本       | Margaret Court Arena                   | 1場               | MC仁 |
| 2016年4月22-23日                                             | 悉尼         | The Star Event Centre                  | 2場               | MC仁 |
| 2016年4月30日                                                | 中国深圳     | 深圳灣體育中心                         | 1場               | MastaMic、C All Star |
| 2016年5月27-28日                                             | 马来西亚雲頂 | 雲頂雲星劇場                           | Round 2，2場      | MC仁、On@C All Star |
| 2016年5月31日                                                | 英国倫敦     | 溫布利體育館                           | 1場               | MC仁 |
| 2016年7月9-10日                                              | 新加坡       | 聖淘沙名勝世界會議中心，名勝世界宴會廳 | Round 2，2場      | MC仁、On@C All Star |
| 2016年9月16-19日、21-22、24-25日                             | 香港         | 紅磡體育館                             | Part 2，8場       | （固定嘉賓：蕭煌奇、MC仁、24 Herbs） 16/9 劉德華 17/9 黃子華 18/9 張衛健 19/9 杜德偉 21/9 黎明 / 林日曦 22/9 林海峰 24/9 吳鎮宇 25/9 古天樂                                                            |

鄭秀文「裸」音樂會 共2場
| 时间          | 城市     | 場地               | 備註 | 嘉賓           |
| 2017年5月24日 | 臺灣台北 | ATT SHOWBOX        | 1場  |                |
| 2017年5月26日 | 中国北京 | 雍和宮糖果星光現場 | 1場  | 蘇運瑩、任素汐 |

Sammi By My Side Birthday Gig 共1場
| 时间          | 城市 | 場地           | 備註 | 嘉賓 |
| 2018年8月19日 | 澳門 | 新濠影匯綜藝館 | 1場  |      |

#FOLLOWMi 鄭秀文世界巡迴演唱會 共13場
| 时间                                          | 城市 | 場地       | 備註 | 嘉賓 |
| 2019年7月12日-16日、18-21日、23-24日、26-27日 | 香港 | 紅磡體育館 | 13場 | （固定嘉賓：鐵樹蘭、SHIMICA） 7/12 鄭欣宜、薛凱琪 7/13 李蕙敏 7/14 葉蒨文 7/15 梁詠琪 7/16 謝安琪 7/18 鄭融 7/19 盧巧音 7/20 MIRROR 7/21 李玟 7/23 吳少芳 7/24 莫文蔚 7/26 陳慧琳 7/27 古天樂、王嘉爾 |

Sammi Listen To Mi Birthday Gig 共1場
| 时间          | 城市 | 場地                             | 備註 | 嘉賓    |
| 2021年8月18日 | 香港 | 九龍灣國際展貿中心匯星 Star Hall | 1場  | SHIMICA |

You & Mi 鄭秀文世界巡迴演唱會 共21場
| 时间                                                   | 城市 | 場地           | 備註 | 嘉賓 |
| 2024年7月12日-14日、16-17日、19-21日、23-24日、26-28日 | 香港 | 紅磡體育館     | 13場 | （固定嘉賓：JB、豬文@好青年荼毒室、白水@好青年荼毒室、Matt Force、廿四味、KALAI、 許志安） 7/12 Serrini 7/13 林家謙 7/14 張敬軒 7/16 陳凱詠 7/17 謝雅兒 7/19 鄧麗欣 7/20 COLLAR 7/21 周殷廷 7/23 林峯 7/24 柳應廷 7/26 Dear Jane 7/27 岑寧兒 7/28 魏浚笙 |
| 2025年5月9日-11日、16-18日、24-25日                    | 澳門 | 威尼斯人綜藝館 | 8場  | |

### 其他演出及迷你音樂會

#### 1990年代
1993年
- 勁爆狂歡大報復

1994年
- 火熱動感

1997年
- 亞洲天馬行空音樂之旅（香港中天地Pop TV Arena）（歌曲：一夜成名、非男非女、唉聲嘆氣）
- 鄭秀文葉蒨文談情說愛慈善演唱會（6月7日，紅磡香港體育館）（歌曲：談情說愛、放不低、默契、非男非女、值得、捨不得你、乾一杯、滿灑走一回、迷惑、女人的眼淚、千個太陽、Memory、X派對、熱愛島、海旁獨唱、Cha Cha Cha、Chotto 等等、從頭開始、叮噹、信自己、談情說愛）

1998年
- Hit Radio 997鄭秀文迷你演唱會
- 香港電台《打擊毒品和犯罪》（歌曲：哭泣遊戲、理想對象、祝大家好過、祝你快樂）
- 喜力音樂會98（Join hands with Julian Lennon & Boyz II Men）（2場）（歌曲：哭泣遊戲、默契、值得、祝大家好過、星秀傳說、親密關係、唯獨你是不可取替）紅磡體育館
- 新城電台「八月之星」之 鄭秀文 Feel Good Show（香港伊利沙伯體育館）

1999年
- 鄭秀文南港迷你演唱會（台灣）
- 新奇士鄭秀文發熱發亮演唱會（廣州）（歌曲：Medley:一夜成名/星秀傳說、放不低、依靠、我們的主題曲、永遠都不夠、理想對象、愛我別走、問我、Woman In Love、談情說愛、寵物、不拖不欠、哭泣遊戲、默契、越吻越傷心 (With 吳國敬)、Medley:X派對/熱愛島/表演時間/叮噹、親密關係、值得、唯獨你是不可取替、捨不得你）
- EXTRA醒字派演唱會（香港會議展覽中心）（歌曲：Medley：X派對/熱愛島、永遠都不夠、明明白白我的心（李克勤合唱）、寵物、親密關係（梁漢文合唱）、男仕今天你很好（雷頌德合唱）、不拖不欠）
- 歡樂滿東華（12月，TVB）（歌曲：Arigatou）

#### 2000年代
2000年
- 台湾TVBS Super Live（台灣）（歌曲：沉默的縱容、至理名言、你要我勇敢）
- CCTV音乐盛典（7月，北京）
- I Concert美加場 （8月21-22，加拿大）

（Day Two曲目：發熱發亮、寵物、我們的主題曲 、永遠都不夠、理想對象、插曲、愛你是我一生的理想Medley：非男非女/男士今天你很好、感情線上、出界、哭泣游戲、Medley：活的比你好/執迷不悔/明天我要嫁給你/如何可以不愛她
/幸運是我、Encore愛你、值得、默契）
（Day One Del 活的比你好、值得 Inc 如何可以不愛她 With Two Fans）
- TVB 星光熠熠耀保良（9月9日 香港红磡体育馆）（歌曲：煞科、真命天子）
- 全球华人新秀歌唱大赛（9月，马来西亚云顶）（歌曲：煞科、感情线上）
- 鄭秀文眉飛色舞演唱會（I Concert改版 12/9 台中市立体育场）

（Day One歌曲：發熱發亮、永遠都不夠、一直到春天過去、Medley：缺席/癡癡為你等/背叛/愛情故事/承諾/依靠/我應該得到、Medley：非男非女/男仕今天你很好、志明與春嬌 With Fans、至理名言 With 陳珊妮、還是會寂寞 With 陳珊妮 陳綺貞、天黑黑 With 孫燕姿、零缺點 孫燕姿、Medley：眉飛色舞/Chotto等等/American Pie、不傷心、出界、很愛很愛你
、捨不得你、 Encore上弦月、如果我是你、值得）     
- 鄭秀文眉飛色舞演唱會（I Concert改版 12/21 台北市立体育场）

（Day Two歌曲：發熱發亮、永遠都不夠、出界、Medley缺席/痴痴為你等/愛情故事/依靠/我應該得到、我們的主題曲、Medley非男非女/男仕今天你很好、至理名言 With 陳珊妮、還是會寂寞 With陳珊妮、陳綺貞、天黑黑 With孫燕姿、零缺點 孫燕姿、Medley眉飛色舞/Chotto等等/American Pie、不傷心、如果我是你、捨不得你、很愛很愛你、Encore上弦月、志明與春嬌 With Fans、值得）
2001年
- 台湾中原大学校园演唱（5月15日，台湾中原大学）（歌曲：完整、魅力燃烧）
- 高感度演唱会（5月，台湾) (歌曲：完整、魅力燃烧）
- CCTV音乐盛典（7月20日，北京）（歌曲：我只在乎你）
- 夏日Fiesta刘德华演唱会2001（9月1日，香港红磡体育馆）（歌曲：终身美丽、浪子心声）
- 第九届全运会主会场落成庆典晚会（9月22日，广州）（歌曲：终身美丽）
- 禁毒灭罪耀北区（11月17日，粉岭游乐场）（歌曲：终身美丽、交换温柔）
- 郭富城新城好友音乐会（11月25日，香港会展）（歌曲：感情线上、终身美丽、交换温柔）
- TVB欢乐满东华（12月8日，TVB电视城）（歌曲：交换温柔）

2002年
- Fancl 梁咏琪G For Girl Live 2002（1月3日，香港红磡体育馆）（歌曲：终身美丽、跳伞）
- 台湾TVBS Super Live音乐会（3月，台北南港）（歌曲：舍得、半空中）
- 任贤齐世界巡回演唱会（5月，香港红磡体育馆）（歌曲：终身美丽）
- CCTV音乐盛典（7月26日，北京）（歌曲：808）
- 庆祝香港回归五周年演唱会（7月27日，北京工人体育场）（歌曲：半空中、终身美丽）
- 二人之重唱2002演唱会（7月28日，伊利沙伯体育馆）（歌曲：终身美丽）
- TVB 星光熠熠耀保良（9月8日，香港红磡体育馆）（歌曲：感情线上、终身美丽、上一次流泪）

2003年
- 百事Blue Power慈善演唱会2003（3月8日，香港红磡体育馆）（歌曲：心肝命碇、神奇女侠、月亮代表我的心、终身美丽、喜欢憎你、Ask for More）
- 高妹梁咏琪FunnyFace演唱会（3月14日，香港红磡体育馆）（歌曲：问我、花火）
- 1:99 音乐会（5月24日，香港大球场）（歌曲：终身美丽、浪子心声）
- 汪明荃明荃明曲明星2003演唱会（5月30日，香港红磡体育馆）（歌曲：用爱将心偷、终身美丽）
- 吴国敬好友敬演唱会（6月10日，香港红磡体育馆）（歌曲：我们的主题曲、亲密关系）
- 华纳音乐十周年中国慈善演唱会（10月24日，北京工人体育场）（歌曲：眉飞色舞、值得）
- 第38届金钟奖颁奖典礼（11月5日，台北市国父纪念馆）（歌曲：美丽的误会）
- 陈宝珠演唱会（12月5日，香港红磡体育馆）（歌曲：烟雨红船）

2006年
- 何韵诗Live In Unity演唱会（10月28日，香港红磡体育馆）（歌曲：再见…露丝玛莉、终身美丽、叮当）

2007年
- 同一首歌-走进温哥华（2月12日，温哥华）（歌曲：值得、终身美丽、欢乐年年）
- 庆祝澳门特别行政区成立八周年《迎奥运万人演唱会》（12月20日，澳门运动场）（Show Mi Dance Medley、剑雪）

2008年
- IFPI香港唱片銷量大獎頒獎禮2008（3月19日，香港會議展覽中心）（歌曲：終身美麗）
- 旭日国际Annual Dinner（4月5日，香港会展）（歌曲：终身美丽）
- 饥馑三十闭幕礼音乐会（4月20日，香港仔运动场）（歌曲：喝采、有一种快乐）
- 演艺界512关爱行动“与众同诺”义卖福袋活动（5月25日，香港海港城）（歌曲：喝采）
- 《以生命的名义》四川省抗震救灾大型特别节目（5月30日，四川成都）（歌曲：承诺）
- 演艺界512关爱行动大汇演（6月1日，香港西九）（歌曲：月亮代表我的心）
- 澳门万人体艺拉阔大汇演（12月20日，澳门运动场）（歌曲：热爱岛、CHOTTO等等、叮当、捉迷藏）

2009年
- 8.8水灾关爱行动（8月17日，亚洲博览馆）（歌曲：喝采（合唱：刘德华））
- 澳门威尼斯轩尼诗炫音之乐（9月26日，澳门威尼斯人）（歌曲：叮叮当、终身美丽、爱是…、值得）
- 郑秀文 MOOV Live（10月3日，兆基创意书院）（歌曲：叮叮当、罪与罚 (with 24 Herbs)、上帝早已预备、信者得爱 (feat.MC仁)、有一种快乐、Forgiveness (with 24 Herbs)、结果、不要惊动爱情、阿门、Forgiveness (with 陈奂仁)、Killing me softly with this song (with 陈奂仁)）
- 何韵诗演唱会2009（10月12日，香港红磡体育馆）（歌曲：星“秀”传说、冰山大火）

#### 2010年代
2010年
- 答案就是…孫燕姿世界巡迴演唱會2010（香港站）（2月6日，香港紅磡體育館）（歌曲：終身美麗（合唱：孫燕姿）、不要驚動愛情、信者得愛（Featuring MC仁））
- apm X 鄭秀文 Love Mi DVD元宵簽唱會（2月28日，香港觀塘apm）（歌曲：信者得愛 (Featuring MC仁)、不要驚動愛情、阿門）
- Big 4世界巡迴演唱會-香港站（3月11日，香港紅磡體育館）（歌曲：信者得愛（Featuring Big 4））
- Johnnie Walker 2010中國之旅上海站（4月16日）（歌曲：叮叮噹、煞科、值得、終身美麗、出界、信者得愛（Featuring Big 4））
- 2010舞法舞天3D WORLD LIVE世界巡迴演唱會（5月15日，台北小巨蛋）（歌曲：眉飛色舞（合唱：羅志祥）、出界）
- 北京音樂滙（5月26日，北京首都體育館）（歌曲：值得、終身美麗、出界、信者得愛（國語版）（Featuring MC Hotdog））
- 《信者得愛》搶聽會（6月13日，台北Sugar Brown）（歌曲：信者得愛（國語版，Featuring MC Hotdog）、罪與罰（國語版）、一步一步愛、不要驚動愛情（國語版））
- 綜藝大哥大（6月15日，台北）（歌曲：值得、明明白白我的心、不要驚動愛情（國語版））
- 百萬大歌星（6月15日，台北）（歌曲：出界、值得、眉飛色舞）
- 娛樂百分百（6月16日，台北）（歌曲：信者得愛（國語版）、一步一步愛）
- 康熙來了（6月16日，台北）（歌曲：值得）
- 太陽計劃 2010會考放榜打氣大會（7月28日，馬灣公園挪亞方舟）（歌曲：一步一步愛）
- 富通保險Ageas新品牌成立慶祝晚會（8月28日，香港會展）（歌曲：Dance Medley：I'll Survive、終身美麗、信者得愛（Featuring：農夫））
- 軒尼詩炫音之樂演唱會（9月4日，北京國家體育館）（歌曲：叮叮噹、眉飛色舞／煞科、Dance Medley：I'll Survive、終身美麗、信者得愛（國語版）、熱情的沙漠（合唱：哈林））
- 東亞飛揚演唱會（10月23日 上海虹口足球場）（歌曲：一步一步愛、信者得愛（國語版）、眉飛色舞）
- 軒尼詩炫音之樂2010（10月26日，邵氏影城）（歌曲：Dance Medley：I'll Survive、信者得愛、終身美麗、值得）
- 魅力攀枝花大型明星演唱會（10月27日，四川攀枝花體育場）（歌曲：信者得愛（國語版，Featuring Hanjin）、出界、值得）
- City of Dreams Li Ying Club Gala Dinner（11月20日，澳門City of Dreams）（歌曲：信者得愛（Featuring Hanjin））
- 荃加福祿壽宇宙最長演唱會（12月4日，香港會展）（歌曲：信者得愛、迷人Pink Lady）
- 台灣簡單生活音樂節（12月5日，台北華山藝文特區）（歌曲：眉飛色舞、被遺忘的時光、Crying）
- 劉德華Unforgettable演唱會2010（12月30日，香港紅磡體育館）（歌曲：明星）
- 湖南衛視給力2011跨年演唱會（12月13日，廣州國際體育演藝中心）（歌曲：信者得愛（國語版，Featuring MC仁）、值得）

2011年
- 梁詠琪巡迴演唱會香港G夜（2月26日，香港紅磡體育館）（歌曲：不要驚動愛情、落錯車）
- Deep V．25 周慧敏演唱會（3月20日，香港紅磡體育館）（歌曲：不要驚動愛情（周慧敏合唱）、信者得愛（Featuring MC仁））
- IFPI香港唱片銷量大獎頒獎禮2010（3月25日，香港會議展覽中心）（歌曲：不要驚動愛情、信者得愛（Featuring MC仁））
- 第十五屆全球華語榜中榜暨亞洲影響力大典頒獎禮（4月15日，成都）（歌曲：信者得愛（國語，Featuring Hanjin））
- 2011青島國際海洋節開幕式（7月23日，山東省青島天泰體育場）（歌曲：眉飛色舞、值得）
- 基會難德世界巡迴演唱會2011（香港站）（8月12日，國際展貿中心）（歌曲：上帝早已預備、不要驚動愛情）
- 鄭秀文生日會（8月21日，MIRA HOTEL）（歌曲：不要驚動愛情、信者得愛、終身美麗）
- 澳門威尼斯人週年演唱會（8月27日，澳門威尼斯人金光綜藝館）（歌曲：信者得愛（Featuring MC仁）、愛是…、終身美麗、值得）
- 2011非常完美深圳演唱會（9月16日，深圳灣體育中心體育場）（歌曲：眉飛色舞、不要驚動愛情、終身美麗）
- 『蝦仔爹哋』音樂劇（9月23日）（歌曲：信者得愛（Featuring Hanjin））
- 2011老友記群星演唱會（11月12日，山東省濟南市奧體中心）（歌曲：眉飛色舞、值得）
- 深圳衛視跨年演唱會（12月31日，深圳灣體育中心體育場）（歌曲：眉飛色舞、終身美麗、值得）

2012年
- 魅力珠海非凡時代群星演唱會（1月8日，珠海體育中心）（歌曲：眉飛色舞、值得）
- 龍騰御海輝煌夜（1月27-28日，新加坡Santosa Resort）（歌曲：Chotto等等、叮叮噹、唯獨你是不可取替、Forgiveness（Featuring MC Jin）、信者得愛（Featuring MC Jin）、值得）
- 梁漢文2012 Big Man演唱會（1月29日，香港紅磡體育館）（歌曲：火熱動感La La La (With許志安、梁漢文)）
- Concert YY黃偉文作品展（2月9-10日，香港紅磡體育館）（歌曲：親密關係、罪與罰（Featuring MastaMic）、如何掉眼淚）
- 陳奐仁紅館演唱會（2月24日，香港紅磡體育館）（歌曲：罪與罰）
- ELLE半月刊華麗上市慶功盛會暨梅賽德斯-奔馳中國國際時裝周慶祝派對（4月1日，北京時尚設計廣場）（歌曲：信者得愛（Featuring MC仁）、眉飛色舞）
- Fiona Filicious演唱會（7月7日，香港紅磡體育館）（歌曲：煞科）
- 大益嘉年華《摯·愛》群星演唱會（11月17日，廣州大學城體育中心）（歌曲：信者得愛（國語版，Featuring MC仁）、終身美麗）
- 2012上海白色時尚音樂節（11月18日，上海世博公園）（歌曲：信者得愛（國語版，Featuring MC仁）、愛是…、終身美麗）
- 中國皮具時尚盛典（11月30日，廣州海心沙）（歌曲：眉飛色舞、值得）

2013年
- 雷頌德Thank You演唱會（6月22日，香港紅磡體育館）（歌曲：男仕今天你很好、發熱發亮）
- 2013群星輝璀盛世慈溪香港群星演唱會（6月30日，慈溪體育中心體育場）（歌曲：眉飛色舞、值得）
- 港龍之夜 星耀鞍山 港龍群星演唱會（9月27日，中國遼寧鞍山）（歌曲：眉飛色舞、值得）
- 澳門特別行政區政府國慶體藝匯演（10月1日，澳門東亞運動會體育館）（歌曲：眉飛色舞、不要驚動愛情、值得）
- 2013金牡丹之夜”-亞洲群星演唱會暨傑力酒行開業慶典演唱會（10月19日，淮安體校體育場）（歌曲：眉飛色舞、恰似你的溫柔、值得）
- 梅艷芳。10。思念。音樂會（12月30日，香港會展）（歌曲：女人心）
- 鑽石世家1314我們在一起跨年晚會（12月31日，中國廣州海心沙）（歌曲：眉飛色舞、值得、不要驚動愛情）

2014年
- 小鳳姐走過順逆流，依然金光燦爛徐小鳳2014演唱會（2月19日，香港紅磡體育館）（歌曲：隨想曲、終身美麗）
- Victoria Secret Dinner Gala（7月19日，澳門Grand Hyatt）（歌曲：男仕今天你很好）
- Power 8 泰國布吉島商務會議及聯歡晚宴（7月20日，泰國布吉Hilton Hotel）（歌曲：男仕今天你很好、值得）
- 演唱會之父榮耀紅館SHOW（8月30日，香港紅磡體育館）（歌曲：終身美麗）
- 衛蘭 Walking to the future 2014紅館演唱會（11月29日，香港紅磡體育館）（歌曲：默契）

2015年
- 楊千嬅Let's Begin世界巡迴演唱會（1月27日，香港紅磡體育館）（歌曲：終身美麗 (With 楊千嬅)）
- Mass Mutual 20 Annual Dinner（3月31日，香港會展）（歌曲：終身美麗、信者得愛）
- 敬·愛音樂吳國敬30載作品展音樂會（4月5日，香港紅磡體育館）（歌曲：我們的主題曲、親密關係、哭泣遊戲）
- 星潮之夜－我要潮婚活動（4月27日，上海）（歌曲：信者得愛（Featuring MC仁）、眉飛色舞）
- Miracle奇蹟上海演唱會（6月6日，上海梅賽德斯奔馳文化中心）（歌曲：眉飛色舞、信者得愛（Featuring MastaMic））
- 南沙灣·東苑 樣板房開放暨華附音樂盛典（10月1日，中國廣州南沙灣）（歌曲：終身美麗、眉飛色舞）
- H&M 銅鑼灣Fashion Walk開幕派對（10月29日，香港銅鑼灣）（歌曲：眉飛色舞、信者得愛（Featuring MastaMic））
- 瓏山居新品發佈盛典暨登山音樂會（11月22日，江門）（歌曲：終身美麗、值得）
- 男人幫演唱會2015（11月28日，香港紅磡體育館）（歌曲：信者得愛（Featuring男人幫））
- Miracle奇跡深圳演唱會（12月12日，深圳春繭體育場）（歌曲：眉飛色舞、不要驚動愛情、信者得愛（Featuring MastaMic））
- 2016廣州海心沙跨年演唱會（12月31日，廣州海心沙）（歌曲：信者得愛（Featuring MC Jin）、不要驚動愛情、終身美麗)

2016年
- 德晉集團新春晚宴（2月27日，澳門威尼斯人酒店宴會廳）（歌曲：信者得愛（Featuring MastaMic）、不要驚動愛情、終身美麗）
- IFPI 香港唱片銷量大獎頒奬禮2015（3月29日，TVB）（歌曲：不要驚動愛情、衝過去）
- AIA Sales Award Presentation（5月6日，香港會展）（歌曲：信者得愛（Featuring MastaMic）、不要驚動愛情、終身美麗）
- "I Do致青春音為走心"群星演唱會（7月2日，北京工人體育場）（歌曲：眉飛色舞、信者得愛（國語版）（Featuring MastaMic）、值得）
- 2017廣州跨年演唱會（12月31日，廣州海心沙）（歌曲：信者得愛、眉飛色舞、終身美麗）

2017年
- 英國保誠百萬圓桌專屬演唱會（1月4日，亞洲國際博覽館）(歌曲：犀利、星秀傳說、值得、恰似你的溫柔、不要驚動愛情、終身美麗、信者得愛（Featuring MC仁））
- AFU美欖新年腕（2月10日，深圳寶安體育場）（歌曲：值得、眉飛色舞、信者得愛（Featuring MC Jin））
- 太陽城集團「10周年傳奇之夜」（2月22日，澳門新濠Studio City）（歌曲：信者得愛（Featuring MastaMic）、值得、唯獨你是不可取替 (With 許志安)）
- 黎明Leon's Penguins in Live 2017（2月24日，中環海濱活動空間）（歌曲：信者得愛（Featuring MastaMic））
- Bon Bon Land 2017 鼎湖山 音樂節（4月30日，肇慶）（歌曲：值得、不要驚動愛情、終身美麗）
- 鄭秀文「裸」音樂會（5月24日，台北）
- 鄭秀文「裸」音樂會（5月27日，北京）
- 鄭秀文「三米Happy Birthday派對」 第一場（8月20日）（歌曲 : 姨婆（大壽）掉眼淚）
- 鄭秀文「三米Happy Birthday派對」 第三場（8月20日）（歌曲 : 愛的輓歌、唯獨你是不可取替、蕯拉熱窩的羅密歐與茱麗葉）
- 李克勤慶祝成立30週年演唱會（9月3日，香港紅磡體育館）（歌曲：信者得愛（Featuring李克勤）、終身美麗）
- 東莞「天元LOFT」發佈會（9月9日，東莞）（歌曲：終身美麗、值得）
- 生於C AllStar演唱會（10月21日，香港紅磡體育館）（歌曲：最後一次（with C AllStar））
- PCCN 十週年慈善音樂會（11月7日，香港文化中心音樂廳）（歌曲：薩拉熱窩的羅密歐與茱麗葉、高山低谷（with林奕匡））
- 鄭秀文VIP音樂私享會（11月25日，澳門威尼斯人金光綜藝館）（歌曲：Fabulous、螢光粉紅、煞科、值得、理智與感情、演員、裸體早餐、隨他去吧、黑盒子、當你老了、高山低谷（with林奕匡）、上帝早已預備、信者得愛（Featuring MastaMic）、不要驚動愛情、終身美麗、捨不得你）
- 盧巧音"RE:TURN" 演唱會2017（12月21日，香港麥花臣場館）（歌曲：喜歡戀愛（with盧巧音）、不要驚動愛情）
- 2017伊思多爾圣诞狂欢夜群星演唱会（12月23日，亞洲國際博覽館）（歌曲：眉飛色舞、值得、終身美麗）
- 彩色音乐节深圳站（12月31日，深圳體育場）（歌曲：默契、信者得愛（Featuring MastaMic）、終身美麗）
- 四川衛視花開天下跨年演唱會（12月31日，澳門威尼斯人金光綜藝館）（歌曲：煞科、值得、終身美麗）

2018年
- HGC星聲綻放音樂會（1月26日，啟德跑道公園Volvo Ocean Race HGC舞台）（歌曲：眉飛色舞、信者得愛（feat. MastaMic）、愛是…（feat. MastaMic）、天生一半（feat. MastaMic）、不要驚動愛情、終身美麗）
- 鉅星慈善之夜暨團年晚宴（2月5日，澳門金沙城喜來登酒店宴會廳）（歌曲：眉飛色舞、不要驚動愛情、終身美麗）
- 黎瑞恩感恩有你演唱會（4月6日，香港紅磡體育館）（歌曲：信者得愛（With 黎瑞恩）、不要驚動愛情（With 黎瑞恩））
- 那些年讓我們感動的歌演唱會 - 檳城（5月5日，檳城Setia Spice Arena會展中心）（歌曲：眉飛色舞、不要驚動愛情、終身美麗）
- 鄭秀文 Sammi By My Side Birthday Gig（8月19日， 澳門新濠影匯綜藝館）（歌曲：真命天子、心血來潮、艷遇、宿命主義、Creo en Mi、Medley: 808 (國)/至理名言 (國)/半空中 (國)/總算為情認真過、蕭邦寫過的歌、知道的請告訴我 (國)、你愛我愛不起、喜歡憎你、兒童不宜、實不相瞞、快樂不快樂 (國)、苦戀、世界之最（你願意）、總有一個人、顏色...氣味、浮雕、傷、千年如一日、Friends、衝動點唱、Arigatou、愛你是我一生中理想、每天愛你少一些）
- PANDORA 2018 秋季新品发布会（8月29日，上海）（歌曲：終身美麗 (鋼琴版)）
- 皇室堡 X 鄭秀文 Believe in Mi 簽名會（9月8日，香港銅鑼灣皇室堡）（歌曲：千年如一日）
- 上海簡單生活節 Simple Life Festival（10月1日， 上海西岸營地簡單生活公園）（歌曲：隨他去吧、眉飛色舞、值得、Creo en Mi、當你老了、 追光者、出界、捨不得你、終身美麗、信者得愛 (國) (feat. MC HotDog)）
- 廣佛春浪音樂節（10月3日，佛山世紀蓮體育中心）（歌曲：隨他去吧、眉飛色舞、值得、當你老了、追光者、出界、終身美麗、信者得愛 (國) (feat. Serrini)）
- 鄭秀文相信自己 Believe In Mi 音樂派對（11月10日，澳門永利皇宮路氹宴會廳）（歌曲：隨他去吧、眉飛色舞、值得、千年如一日、默契、演員、追光者、我要你、愛是... (feat.MastaMic) 、唯獨你是不可取替、恰似你的溫柔、捨不得你 (With Fans)、眉飛色舞 (With Fans)、信者得愛 (feat. MastaMic)、終身美麗）
- 鍾鎮濤故事繼續演唱會（11月24日， 香港紅磡體育館）（歌曲：問我 (With 鍾鎮濤)、終身美麗）
- 東港城CHERRS TO 2019倒數派對（12月31日，香港將軍澳東港城）（歌曲：信者得愛 (feat.MC 仁)）

2019年
- Queen Plus女王+到汕頭演唱會（1月18日，中國汕頭方特藍水星）（歌曲：信者得愛 (feat. MastaMic)、值得、終身美麗）
- 太陽國際集團 x 帝國集團 太陽帝國 Annual Dinner 2019（1月26日，香港九龍灣國際展貿中心 E-Max Star Hall）（歌曲：信者得愛、不要驚動愛情、終身美麗）
- 太陽國際集團 Annual Dinner 2019（2月20日，澳門）（歌曲：信者得愛、不要驚動愛情、終身美麗）
- 慶祝澳門特別行政區成立20周年體藝匯演（12月20日，澳門奧林匹克體育中心運動場）（歌曲：終身美麗 (#FOLLOWMi Version)、Mi Medley：最後一次/理想對象/不拖不欠/如何掉眼淚/如果你有事/親密關係、愛是... (feat. SHIMICA)、信者得愛 (feat. SHIMICA)、我們都是這樣長大的）

#### 2020年代
2020年
- 2020顏如玉十一週年榮耀盛典暨超級明星演唱會（1月3日，澳門新濠影匯綜藝館）（歌曲：信者得愛 (feat. SHIMICA)、值得、終身美麗 (#FOLLOWMi Version)）
- 音樂無限巨星演唱會（1月4日，佛山世紀蓮體育場）（歌曲：信者得愛 (feat. SHIMICA)、值得、終身美麗）
- 女神駕到湛江演唱會（1月11日，湛江奧林匹克體育中心體育場）（歌曲：信者得愛 (feat. SHIMICA)、值得、終身美麗、默契）
- 太陽國際集團 x 帝國集團 太陽帝國 Annual Dinner 2020（1月18日，香港九龍灣國際展貿中心 E-Max 展貿廳）（歌曲：煞科、值得、我們都是這樣長大的）

2021年
- Leon 黎明 Talk & Sing 2021紅館演唱會（7月11日， 紅磡香港體育館）（歌曲：信者得愛 (feat.黎明) ）
- Sammi Listen To Mi Birthday Gig（8月18日，香港九龍灣國際展貿中心 E-Max Star Hall）（歌曲：我們的主題曲、螢、隔著玻璃、忘記巴黎、愛上一個人、調情、如果你有事、新造的人 (feat. SHIMICA)、哭泣遊戲、上一次流淚、愛（國）、獨家試唱、不要驚動愛情、回來我身邊、喝采、我們都是這樣長大的、萬物有時、交換溫柔、信者得愛 (feat. SHIMICA)、Chotto 等等、煞科、親密關係、愛的輓歌、終身美麗）

2022年
- 關心妍「約」20週年演唱會（6月5日， 紅磡香港體育館）（歌曲：上帝早已預備 (With 關心妍) ）
- 2022年AXA安盛周年頒獎典禮（7月11日，香港會議展覽中心）（歌曲：終身美麗）
- You Are Beautiful to Mi Christmas Party （12月23日，香港九龍灣國際展貿中心 E-Max 展貿廳2）（歌曲：Chotto等等、我們都是這樣長大的、後遺症、心事、信者得愛、千年如一日、When I Fall in Love、Last Christmas ）

2023年
- 新加坡聖淘沙度假村新春晚宴（1月27-28日，新加坡聖淘沙度假村）（歌曲：眉飛色舞、千年如一日、值得、愛是…（feat. SHIMICA）、信者得愛（feat. SHIMICA）、默契、唯獨你是不可取替（Piano Version）、終身美麗）
- 紅聯聲動巨星演唱會（2月18日，澳門金光綜藝館）（歌曲：眉飛色舞、信者得愛（feat. SHIMICA）、愛是…（feat. SHIMICA）、終身美麗）
- 梁詠琪時間遇上我們演唱會（2月19日，紅磡香港體育館）（歌曲：蕩失 (With 梁詠琪)、我們都是這樣長大的 (With 梁詠琪)）
- 新加坡紅星大獎2023（4月9日，新加坡濱海灣金沙劇院）（歌曲：恰似你的溫柔）
- 第41屆香港電影金像獎（4月16日，香港文化中心大劇院）（歌曲：我這樣活了一天）

2024年
- 譚嘉儀 Be with You 演唱會 2024（10月18日，香港賽馬會演藝劇院）（歌曲：捨不得你 (With 譚嘉儀)）

2025年
- 薛凱琪Let Me Love You巡迴演唱會（4月19日，廣州體育館一號館）（歌曲：終身美麗 (With 薛凱琪)）
- 陳慧琳Season 2 萬人結界演唱會（7月11日，紅磡香港體育館）（歌曲：我們都是這樣長大的 (With 陳慧琳)、終身美麗）
- White Summer 林家謙演唱會（8月19日，紅磡香港體育館）（歌曲：下一位前度 (With 林家謙)、Chotto等等 (With 林家謙)）

## 演出作品

### 電影
| 上映年份 | 中文片名                      | 導演            | 角色             | 票房（港元）                                              | 合作演員／備註 |
| 1992     | 飛虎精英之人間有情            | 邱禮濤          | Heidi            | $6,422,069                                                | 張學友、吳孟達、秦沛、吳家麗 - 提名：第12屆香港電影金像獎 - 最佳新演員 |
| 1996     | 百分百感覺                    | 馬偉豪          | Cherrie          | $20,815,272                                               | 鄭伊健、葛民輝、梁詠琪 - 1996年全年十大最賣座香港影片（第9位） |
| 1996     | 百分百啱Feel                  | 馬偉豪          | 阿Yen            | $15,887,030                                               | 鄭伊健、葛民輝、梁詠琪、邱淑貞、許志安 - 提名：第16屆香港電影金像獎 - 最佳原創電影歌曲（默契） |
| 1997     | 愛你愛到殺死你                | 李力持          | 朱金梅 Cindy     | $15,881,265                                               | 黎明、吳君如、黃偉文、谷德昭、黎耀祥 - 入圍：香港電影評論學會大獎最佳女演員 - 1997年全年十大最賣座香港影片（第8位） |
| 1998     | 行運一條龍                    | 李力持          | 葉玉芬 Candy     | $27,730,525                                               | 周星馳、葛民輝、陳曉東、楊恭如、舒淇 - 1998年全年十大最賣座香港影片（季軍） |
| 2000     | 孤男寡女                      | 杜琪峰、韋家輝  | 郭明儀 Kinki     | $35,214,661                                               | 劉德華、黃浩然、梁藝齡、林雪、許紹雄 - 提名：金像獎、金馬獎、金紫荊獎 - 最佳女主角 - 入圍：香港電影評論學會大獎最佳女演員（最後2強） - 獲獎：明報週刊演藝動力大獎 - 2000最突出電影女演員 - 2000年全年十大最賣座香港影片（總冠軍）                                  |
| 2000     | 夏日的麼麼茶                  | 馬楚成          | 顧夏蕙 Summer    | $21,336,647                                               | 任賢齊、沈傲君、陳慶祥、王光良 - 2000年全年十大最賣座香港影片（殿軍） |
| 2001     | 鍾無艷                        | 杜琪峰、韋家輝  | 鍾無艷           | $27,241,696                                               | 梅艷芳、張柏芝、黃浩然、林雪 - 提名：第21届香港电影金像獎 - 最佳女主角 - 獲獎：第8屆香港電影評論學會大獎最佳女演員 - 2001年全年十大最賣座香港影片（殿軍） |
| 2001     | 同居蜜友                      | 馬偉豪          | 霍少棠 Deborah   | $18,229,094                                               | 梁朝偉、周麗淇、李楓、森美 - 提名：第21届香港电影金像獎 - 最佳女主角 - 2001年全年十大最賣座香港影片（第8位） |
| 2001     | 瘦身男女                      | 杜琪峰、韋家輝  | Mini Mo          | $40,435,886                                               | 劉德華、林雪、樋口明日嘉、王天林、蒲進 - 提名：第21屆香港電影金像獎 - 最佳女主角 - 獲獎：第21屆香港電影金像獎最佳原創電影歌曲（終身美麗） - 2001年全年十大最賣座香港影片（亞軍）                                                                                   |
| 2002     | 嫁個有錢人                    | 谷德昭          | 鄭咪咪 阿咪      | $21,688,609                                               | 任賢齊、林海峰、胡楓、盧巧音 - 2002年全年十大最賣座香港影片（亞軍） |
| 2002     | 我左眼見到鬼                  | 杜琪峰、韋家輝  | 何麗珠           | $20,708,935                                               | 劉青雲、應采兒、李珊珊、黃文慧、林雪 - 提名:第39屆金馬獎 - 最佳女主角、最佳電影歌曲(愛上一個人) - 2002年全年十大最賣座香港影片（季軍） |
| 2002     | 無間道                        | 劉偉強          | Mary             | $55,057,176                                               | 劉德華 - 友情演出 - 2002年全年十大最賣座香港影片（總冠軍） |
| 2003     | 百年好合                      | 杜琪峰、韋家輝  | 滅絕             | $24,726,283                                               | 古天樂、李冰冰、韓君婷、林雪 - 2003年全年十大最賣座香港影片（第6位） |
| 2003     | 戀上你的床                    | 梁柏堅、陳慶嘉  | 屈小喬           | $19,952,814                                               | 古天樂、劉青雲、蔡卓妍、吳君如、梁家輝 - 2003年全年十大最賣座香港影片（第8位） |
| 2003     | 無間道Ⅲ：終極無間             | 劉偉強          | Mary             | $30,225,661                                               | 劉德華 - 友情演出 - 2003年全年十大最賣座香港影片（總冠軍） |
| 2004     | 魔幻廚房                      | 李志毅          | 慕容優           | $20,228,159                                               | 言承旭、劉德華、李美琪、黃秋生、張燊悅 - 提名：第24屆香港電影金像獎 - 最佳原創電影歌曲（調情） - 2004年全年十大最賣座香港影片（殿軍） |
| 2004     | 大佬愛美麗                    | 馮德倫          | 酒樓經理         | $10,598,739                                               | 吳彥祖、陳奕迅、羅家英、杜汶澤 - 友情演出 |
| 2004     | 龍鳳鬥                        | 杜琪峰          | 盜太             | $15,477,157                                               | 劉德華、吳嘉龍、胡燕妮 - 提名:第24屆香港電影金像獎 - 最佳原創電影歌曲(如果你有事) - 2004年全年十大最賣座香港影片（第6位） |
| 2005     | 長恨歌                        | 關錦鵬          | 王琦瑤           | $3,016,540                                                | 梁家輝、胡軍、吳彥祖、鄭希怡、黃奕 - 提名：第25屆香港電影金像獎 - 最佳女主角 - 獲獎：明報週刊演藝動力大獎 - 2005最突出電影女演員 |
| 2009     | 大搜查之女                    | 麥兆輝、莊文強  | 司徒慕蓮         | $7,348,966                                                | 陳奕迅、葉璇、徐子珊、杜汶澤、劉浩龍 - 入圍：香港電影評論學會大獎最佳女演員（最後2強） - 入圍：2008騰訊視頻星光大賞 - 港台年度电影女演员 |
| 2012     | 高海拔之戀II                  | 杜琪峰          | 梁慧秀 阿秀      | $8,988,369                                                | 古天樂、高圓圓、王寶強、黄奕、劉浩龍 - 獲獎：《第49屆金馬獎》「最佳原創電影歌曲」﹝Do Re Mi﹞ - 提名：香港電影金像獎、華語電影傳媒大獎 - 最佳女主角 |
| 2013     | 盲探                          | 杜琪峰          | 何家彤           | 香港：$15,653,089 內地： 2.12億人民幣 台灣： 1300萬新台幣 | 劉德華、郭濤、高圓圓、王子義、郎月婷 - 提名：金馬獎、華語電影傳媒大獎 - 最佳女主角 - 提名：華鼎獎- 中國最佳女主角獎、 中國最佳電影音樂獎(不盲不愛) - 提名:第33屆香港電影金像獎- 最佳女主角、 最佳原創電影歌曲(盲愛) - 提名：第八屆FIRST青年電影展 - 最受矚目女演員 |
| 2014     | 失戀急讓 （內地：臨時同居）   | 卓韻芝          | 馮沙律 Charlotte | 香港：$16,525,697 內地： 1億人民幣                        | 張家輝、Angelababy、歐豪、胡杏兒、黃子華 - 獲獎：第11屆廣州大學生電影節 - 最受歡迎女演員 - 2003年全年十大最賣座香港影片（第9位） |
| 2014     | 無涯:杜琪峰的電影世界         | 林澤秋          | 鄭秀文           |                                                           | 杜琪峰、韋家輝、游乃海、劉青雲、劉德華、古天樂、任達華、張艾嘉 |
| 2015     | 衝上雲霄                      | 葉偉信、 鄒凱光 | TM 譚夢          | 香港：$21,634,135 內地： 1.5億人民幣                      | 吳鎮宇、張智霖、古天樂、佘詩曼、郭采潔 - 2015年全年十大最賣座香港影片（第5位） |
| 2016     | 偷天特務 （內地：王牌逗王牌） | 王晶            | 寶爺前妻         |                                                           | 劉德華、黃曉明、王祖藍、胡然、歐陽娜娜、沈騰 - 友情演出 |
| 2017     | 合約男女                      | 劉國楠          | 葉瑾             | 香港：$3,722,021 內地： 5,950萬人民幣                     | 張孝全、馮文娟、金巧巧、林雪 |
| 2018     | 棟篤特工                      | 張家傑          | 鄭秀文           |                                                           | 黃子華、佘詩曼 - 客串 |
| 2019     | 你咪理，我愛你！              | 王祖藍          | 疲勞母親         |                                                           | 梁祖堯 *客串 |
| 2019     | 花椒之味                      | 麥曦茵          | 夏如樹           | 香港：$7,942,964 內地： $184萬人民幣                      | 賴雅妍、李曉峰 - 提名：香港電影金像獎 - 最佳女主角、 最佳原創電影歌曲（好好說） |
| 2020     | 聖荷西謀殺案                  | 潘源良          | 崔巧玲 Ling      | $2,428,571                                                | 蔡卓妍、佟大為、林嘉華 - 改編自同名舞台劇 - 提名:第39屆香港電影金像獎、第十二屆澳門國際電影節 - 最佳女主角 - 提名：第26屆香港電影評論學會大獎最佳女演員 - 獲獎：2020年中美電影節 - 年度最佳女主角                                                                  |
| 2022     | 世間有她                      | 張艾嘉          | 梁靜思           |                                                           | 馮德倫、周迅、易烊千璽 - 領銜主演電影其中一個單元 |
| 2023     | 流水落花                      | 賈勝楓          | 陳天美           | $7,300,000                                                | 陸駿光、談善言 - 獲獎：第29屆香港電影評論學會大獎最佳女演員、 香港電影導演會年度大獎最佳女主角、香港電影金像獎最佳女主角、 香港電影金像獎最佳原創電影歌曲（我這樣活了一天）                                                                                        |
| 2024     | 愛情城事－我是一隻蛇          | 白小姐          | 許承傑           |                                                           | 劉冠廷 |
| 待上映   | 八個女人一台戲                | 關錦鵬          | 袁秀靈           |                                                           | 梁詠琪、白百何、趙雅芝、商天娥 |
| 待上映   | 午夜慢車                      | 戴思杰          | 翁女士           |                                                           | 佟大為 - 改編自小說《釋夢人》 |

### 電視劇
| 首播   | 劇名                   | 角色                |
| 1991年 | 浪族闊少爺             | 施敏（Sammi）       |
| 1992年 | 壹號皇庭               | 方家琪（Josephine） |
| 1993年 | 大頭綠衣鬥殭屍         | 飘雪 飘红           |
| 1993年 | 鎮金女人週記之初戀情人 | Kathy               |
| 1994年 | 親恩情未了             | 张家慧（Helen）     |
| 1995年 | 刑事偵緝檔案II         | 叶子晴（Ivy）       |
| 1999年 | 寵物情緣               | 歐子珊（Susan）     |
| 2002年 | 齊天大聖孫悟空         | 觀音（客串演出）    |

### 節目
| 首播   | 節目名                                       | 備註         |
| 1991年 | 週末任你點                                   | 主持 TVB節目 |
| 1992年 | 歡樂今宵之長江三峽之旅 旅遊特輯              | 主持 TVB節目 |
| 1992年 | 歡樂今宵之HOLA 西班牙熱情熱浪熱之旅 旅遊特輯 | 主持 TVB節目 |
| 1994年 | 鄭秀文音樂特輯之潮流的誘惑                   | 主持 TVB節目 |
| 1997年 | 鄭秀文音樂特輯：97男歡女愛                   | 主持 TVB節目 |
| 2004年 | 鄭秀文看鄭秀文                               | 主持 TVB節目 |
| 2008年 | 助養拯救飢餓孩子                             | 主持 TVB節目 |
| 2008年 | 助養譜出孩子新希望                           | 主持 TVB節目 |
| 2009年 | 助養改寫孩子一生                             | 主持 TVB節目 |
| 2012年 | 助養孩子 照亮你 照亮我                       | 主持 TVB節目 |
| 2013年 | 小母牛．鄭秀文心連心傳愛至雲南               | 主持 TVB節目 |
| 2017年 | 心情約會                                     | 主持 TVB節目 |

### 其他歌手MV出演
- 杜德偉《忘情號》（1988年）
- 劉德華《人辦》（2010年）
- 馬天佑《倒數三秒》（2015年）

## 個人創作／其他出版物品

### 創作
- 《苦戀》（歌曲填詞）（1994年）
- 《環遊世界》（歌曲作曲）（1999年）
- 《輕描淡寫》（專欄）（2005年至2018年7月逢星期六）
- 《流芳怨》（歌曲MV導演）（2007年）
- 《值得》（書籍）（2009年）
- 《衝過去》（歌曲作曲）（2016年）

### 以她為題材的出版物品
- 《鄭秀文的故事》（1993年）

## 廣播劇
| - 《我們都是這樣長大的》（1988-1989年）飾 明珠 - 《向愛情出發》（1994年）飾 陸君莊 - 《香雪海》（1994年） - 《深情舞台》（1994年） - 《百分百感覺》（1996年） - 《滑鼠失蹤記》（1996年） - 《娛樂滿天推理劇》（1996年） - 《曼谷瑪麗亞》（1997年） - 《阿壽正傳》（1997年） - 《非男非女》（1997年） - 《三十三結婚唔結婚》（1998年） | - 《遇上天使的日子》（1998年） - 《娛樂滿天愛情劇》（1999年） - 《孤男寡女》（1999年） - 《三七二十一》（1999年） - 《娛樂滿天愛情劇》（1999年） - 《娛樂滿天愛情劇》（2001年） - 《巴治奧》（2002年） - 《大暴走》（2002年） - 《娛樂滿天愛情劇-GiGi Love So Q》（2003年） - 《龍鳳情長》（2004年） - 《我們都是這樣長大的 2019》（2019年）飾 明珠 |

## 獎項

### 音樂獎項
1980年代
1988年
- 第七屆新秀歌唱大賽：季軍 - 〔乾一杯）

1990年代
1990年
- 香港電台十大中文金曲頒獎禮《最佳新人優異獎》

1992年
- 商業電台《健康形象生力軍》

1993年
- 1993年度勁歌金曲第三季季選得獎歌曲 - 〔Chotto等等〕
- 1993年度勁歌金曲第四季季選得獎歌曲 - 〔愛情傻戀La La La〕
- 1993年度十大勁歌金曲頒獎禮《最受歡迎男女合唱歌曲獎：金獎》 - 〔其實你心裡有沒有我〕
- 新城勁爆流行音樂頒獎禮《勁爆大躍進大獎》

1994年
- 國際音樂特輯大獎 - 〔潮流的誘惑〕
- 1994年度勁歌金曲第一季季選得獎歌曲 - 〔叮噹〕
- 1994年度勁歌金曲第二季季選得獎歌曲 - 〔非一般愛火〕
- 馬來西亞麗的商台第二屆熱辣中文金曲獎《最辣入口薑：女子組》
- 馬來西亞麗的商台第二屆熱辣中文金曲獎《最辣出位形象獎》
- 馬來西亞麗的商台第二屆熱辣中文金曲獎《全年DJ心意金曲獎》
- 多倫多美加華語電台《至愛新進女歌手》
- 紐約美加華語廣播電台十大金曲《最受歡迎女歌手：銅獎》
- 新城勁爆流行音樂頒獎禮《勁爆跳舞音樂歌曲》 - 〔叮噹〕
- 新城勁爆流行音樂頒獎禮《最人氣急升女歌手》
- 1994年度十大勁歌金曲頒獎禮《最受歡迎男女合唱歌曲獎：銀獎》 - 〔非一般愛火〕
- 1994年度十大勁歌金曲頒獎禮《新一代傑出表現獎女歌星：銅獎》

1995年
- 1995年度勁歌金曲第四季季選得獎歌曲 - 〔捨不得你〕
- 新城精選104《十大精選金心情歌》 - 〔捨不得你〕
- 新城精選104《金心女歌手：金獎》
- 新城勁爆流行音樂頒獎禮《香港勁爆廣告歌曲：銅獎》 - 〔捨不得你〕
- 1995年度十大勁歌金曲頒獎禮《十大勁歌金曲》 - 〔捨不得你〕
- 香港電台十大中文金曲頒獎禮《十大中文金曲》 - 〔捨不得你〕
- 香港電台十大中文金曲頒獎禮《十大優秀流行歌手大獎》
- 商業電台叱吒樂壇《專業推介十大歌曲》 - 〔捨不得你〕
- 香港時裝設計師協會《十大傑出衣著人士》
- 第二屆香港唱片設計大賞《最Sharp改頭換面大獎》
- 第二屆香港唱片設計大賞《最出位封面女歌手獎》

1996年
- 1996年度勁歌金曲第一季季選得獎歌曲 - 〔愛的輓歌〕
- 1996年度勁歌金曲第二季季選得獎歌曲 - 〔小心女人〕
- 1996年度勁歌金曲第三季季選得獎歌曲 - 〔放不低〕
- 1996年度勁歌金曲第四季季選得獎歌曲 - 〔默契〕
- 台灣IFPI榜六星期冠軍 - 〔值得〕
- 馬來西亞娛協獎《海外組原創金曲：銀獎》 - 〔不拖不欠〕
- 馬來西亞娛協獎《最受歡迎原創金曲獎》 - 〔不拖不欠〕
- 紐約美加華語廣播電台十大金曲．金榜題名《最佳女歌手：金獎》
- 紐約美加華語廣播電台十大金曲 - 〔值得〕
- Channel V《突出表現女歌手》
- HMV華語最高總銷量女歌手
- 北美至HIT中文歌曲排行榜 - 〔X派對〕
- 台灣MTV最愛秋冬點播 - 點播冠軍 - 〔值得〕
- 新城精選104《金心女歌手：鑽石獎》
- 新城精選104《金心國語歌：銀獎》 - 〔值得〕
- 新城精選104《十大精選金心情歌》 - 〔默契〕
- 新城勁爆流行音樂頒獎禮《勁爆卡拉OK歌曲大獎》 - 〔不拖不欠〕
- 新城勁爆流行音樂頒獎禮《勁爆卡拉OK歌曲大獎》 - 〔愛的輓歌〕
- 新城勁爆流行音樂頒獎禮《勁爆舞台演繹獎：女歌手》
- 新城勁爆流行音樂頒獎禮《勁爆大躍進女歌手》
- 有線YMC至尊榜總選《至尊MTV大獎》
- 有線YMC至尊榜總選《至尊最愛國語歌》 - 〔值得〕
- 有線YMC至尊榜總選《至尊最愛廣東歌》 - 〔不拖不欠〕
- 香港電台十大中文金曲頒獎禮《飛躍大獎：女歌手》
- 香港電台十大中文金曲頒獎禮《全年最高銷量歌手大獎：最後五強》
- 香港電台十大中文金曲頒獎禮《十大優秀流行歌手大獎》
- 香港電台十大中文金曲頒獎禮《十大中文金曲》 - 〔放不低〕
- 1996年度十大勁歌金曲頒獎禮《最受歡迎女歌星》
- 1996年度十大勁歌金曲頒獎禮《十大勁歌金曲》 - 〔默契〕
- 商業電台叱吒樂壇頒獎禮《我最喜愛的九六演唱會：鄭秀文X空間演唱會》
- 商業電台叱吒樂壇頒獎禮《我最喜愛的九六華語電影：百份百感覺》
- 商業電台叱吒樂壇頒獎禮《我最喜愛的女歌手》
- 商業電台叱吒樂壇頒獎禮《叱吒樂壇女歌手：銀獎》

1997年
- 1997年度勁歌金曲第一季季選得獎歌曲 - 〔談情說愛〕
- 1997年度勁歌金曲第二季季選得獎歌曲 - 〔非男非女〕
- 1997年度勁歌金曲第三季季選得獎歌曲 - 〔我們的主題曲〕
- 1997年度勁歌金曲第三季季選得獎歌曲 - 〔親密關係〕
- 新城精選104《本地金心女歌手：鑽石大獎》
- 新城精選104《十大本地金心情歌》 - 〔我們的主題曲〕
- 馬來西亞動感321中文音樂頒獎典禮《金曲獎》 - 〔我們的主題曲〕
- 有線YMC至尊榜總選《至尊最愛國語歌》 - 〔背叛〕
- 有線YMC至尊榜總選《至尊最愛廣東歌》 - 〔我們的主題曲〕
- Channel V《唱片封套設計最佳女歌手形象獎：生活語言》
- Channel V《中文Top20榜中榜'97年歌曲》 - 〔痴痴為你等〕
- 台灣金曲龍虎榜國語榜《十大金曲》 - 〔痴痴為你等〕
- 紐約美加華語廣播電台十大金曲．金榜題名《最佳女歌手：銀獎》
- 紐約美加華語廣播電台十大金曲《全年十大金曲》 - 〔親密關係〕
- 芝加哥美加華語廣播電颱風城至愛中文歌曲流行榜《最佳女歌手：金獎》
- 芝加哥美加華語廣播電颱風城至愛中文歌曲流行榜《十大至愛歌曲》 - 〔非男非女〕
- 1997年度十大勁歌金曲頒獎禮《最受歡迎女歌星》
- 1997年度十大勁歌金曲頒獎禮《十大勁歌金曲》- 〔親密關係〕
- 新城勁爆流行音樂頒獎禮《勁爆跳舞歌曲》 - 〔星秀傳說〕
- 新城勁爆流行音樂頒獎禮《勁爆TowerRecords勁賣大碟 - 女：我們的主題曲》
- 新城勁爆流行音樂頒獎禮《勁爆女歌手》
- 新城勁爆流行音樂頒獎禮《亞洲勁爆女歌手》
- 香港電台十大中文金曲頒獎禮《飛躍大獎女歌手金獎》
- 香港電台十大中文金曲頒獎禮《全年最高銷量歌手大獎：最後五強》
- 香港電台十大中文金曲頒獎禮《十大優秀流行歌手大獎》
- 香港電台十大中文金曲頒獎禮《十大中文金曲》 - 〔我們的主題曲〕
- 商業電台叱吒樂壇頒獎禮《叱吒樂壇女歌手：銀獎》
- 國際唱片業協會《本地金唱片；為你等》
- 國際唱片業協會《本地白金唱片：X空間演唱會》
- 國際唱片業協會《本地白金唱片：生活語言》
- 國際唱片業協會《本地雙白金唱片：濃情》
- 國際唱片業協會《本地雙白金唱片：華納超極品音色系列》
- 國際唱片業協會《本地雙白金唱片：我們的主題曲》

1998年
- 1998年度勁歌金曲第一季季選得獎歌曲 - 〔表演時間〕
- 1998年度勁歌金曲第二季季選得獎歌曲 - 〔理想對象〕
- 1998年度勁歌金曲第三季季選得獎歌曲 - 〔哭泣遊戲〕
- 1998年度勁歌金曲第四季季選得獎歌曲 - 〔祝你快樂〕
- 台灣 Hit-Fm 《年度百首單曲》 - 〔缺席〕第二十位
- 廣州電台新音樂大獎《98至尊女歌手》
- 芝加哥美加華語廣播電颱風城至愛中文歌曲流行榜《最佳女歌手：金獎》
- 芝加哥美加華語廣播電颱風城至愛中文歌曲流行榜《十大至愛歌曲》 - 〔哭泣遊戲〕
- 美國侯斯頓政府《音樂成就獎》
- 馬來西亞娛協獎《海外組原創金曲》 - 〔最後一次〕
- TVB8頻道金曲榜《金曲獎》 - 〔缺席〕
- 香港電台十大中文金曲頒獎禮《全年最高銷量優異大獎：最後五強》
- 香港電台十大中文金曲頒獎禮《十大優秀流行歌手大獎》
- 香港電台十大中文金曲頒獎禮《十大中文金曲》 - 〔親密關係〕
- 1998年度十大勁歌金曲頒獎禮《十大勁歌金曲》 - 〔祝你快樂〕
- 新城勁爆流行音樂頒獎禮《勁爆歌曲十大》 - 〔理想對象〕
- 新城勁爆流行音樂頒獎禮《勁爆卡拉OK歌曲》 - 〔理想對象〕
- 新城勁爆流行音樂頒獎禮《勁爆女歌手》
- 全港卡拉OK點唱龍虎榜《勁唱女歌手》
- 國際唱片業協會《本地金唱片：鄭秀文97演唱會Live》

1999年
- 1999年度勁歌金曲第一季季選得獎歌曲 - 〔寵物〕
- 1999年度勁歌金曲第二季季選得獎歌曲 - 〔缺席〕
- 1999年度勁歌金曲第三季季選得獎歌曲 - 〔發熱發亮〕
- 1999年度勁歌金曲第四季季選得獎歌曲 - 〔插曲〕
- MTV MusicTelevision《香港地區最佳女歌手》
- 紐約美加華語廣播電台十大金曲．金榜題名《最佳女歌手：金獎》[356]
- 紐約美加華語廣播電台十大金曲《全年最佳國語歌曲獎》 - 〔缺席〕
- 紐約美加華語廣播電台十大金曲《全年十大金曲》 - 〔寵物〕
- 芝加哥美加華語廣播電颱風城至愛中文歌曲流行榜《最佳女歌手：金獎》
- 芝加哥美加華語廣播電颱風城至愛中文歌曲流行榜《十大至愛歌曲》 - 〔插曲〕
- 台灣金曲龍虎榜國語榜《十大金曲》 - 〔我應該得到〕
- 香港電台十大中文金曲頒獎禮《最受歡迎卡拉OK歌曲獎》 - 〔插曲〕
- 香港電台十大中文金曲頒獎禮《全年最高銷量歌手大獎：銀獎》
- 香港電台十大中文金曲頒獎禮《十大中文金曲》 - 〔插曲〕
- 香港電台十大中文金曲頒獎禮《十大優秀流行歌手大獎》
- 1999年度十大勁歌金曲頒獎禮《十大勁歌金曲》
- 1999年度十大勁歌金曲頒獎禮《金曲金獎》 - 〔插曲〕
- 商業電台叱吒樂壇頒獎禮《叱吒樂壇女歌手：銅獎》
- 新城勁爆流行音樂頒獎禮《勁爆女歌手》
- 新城勁爆流行音樂頒獎禮《勁爆歌曲十大》 - 〔插曲〕
- 新城勁爆流行音樂頒獎禮《最具衣着魅力獎》
- 香港樂壇評議會頒典禮《最受歡迎女歌手獎銅獎》
- 香港樂壇評議會頒典禮《最受歡迎金曲獎》 - 〔插曲〕

2000年代
2000年
- 2000年度勁歌金曲第一季季選得獎歌曲 - 〔Arigatou〕
- 2000年度勁歌金曲第三季季選得獎歌曲 - 〔感情線上〕
- 2000年度勁歌金曲第四季季選得獎歌曲 - 〔煞科〕
- 台灣中國時報2000娛樂週報年度十大《十大華語專輯唱片：去愛吧》
- 台灣中國時報2000娛樂週報年度十大《最受歡迎女歌手》
- 台灣樂評《台灣國語十大專輯：眉飛色舞》
- 台灣 Hit-Fm 《年度百首單曲》 - 〔至理名言〕第七十三位
- 新加坡93.3醉心金曲龍虎榜金曲獎《最受歡迎女歌手》
- 新加坡93.3醉心金曲龍虎榜金曲獎《十大華語專輯：去愛吧》
- 新加坡金曲獎《最受歡迎女歌手》
- 馬來西亞亞洲中文金曲《十大歌曲獎》 - 〔感情線上〕
- 雪碧·我的選擇·中國原創音樂流行榜《最受歡迎女歌手：香港區》
- 雪碧·我的選擇·中國原創音樂流行榜《最受歡迎Karaoke歌曲獎：女歌手》 - 〔感情線上〕
- 中央電視台CCTV-MTV音乐盛典《香港地區最佳女歌手》
- 百視達娛樂大獎《港台最受歡迎女演員》
- 多倫多星島CHIN中文電台《最受歡迎女歌手》
- 多倫多星島CHIN中文電台《至激金曲》 - 〔感情線上〕
- 芝加哥美加華語廣播電颱風城至愛中文歌曲流行榜《最佳女歌手：銀獎》
- 芝加哥美加華語廣播電颱風城至愛中文歌曲流行榜《十大至愛歌曲》 - 〔感情線上〕
- 香港電台十大中文金曲頒獎禮《最受歡迎Karaoke歌曲獎：女歌手》 - 〔感情線上〕
- 香港電台十大中文金曲頒獎禮《全球華人至尊金曲》
- 香港電台十大中文金曲頒獎禮《十大中文金曲》 - 〔感情線上〕
- 香港電台十大中文金曲頒獎禮《十大優秀流行歌手大獎》
- 香港電台十大中文金曲頒獎禮《最高播放率：女歌手》
- 香港電台第二台娛樂滿天星千禧十大紅人選舉《千禧年十大紅人獎》
- 2000年度十大勁歌金曲頒獎禮《十大勁歌金曲》 - 〔感情線上〕
- 商業電台叱吒樂壇《我最喜愛的女歌手》
- 新城勁爆流行音樂頒獎禮《勁爆年度歌曲》
- 新城勁爆流行音樂頒獎禮《勁爆歌曲十大》 - 〔感情線上〕
- 新城勁爆流行音樂頒獎禮《勁爆女歌手》
- 新城精選104好友音樂頒獎禮《台灣最受歡迎香港歌手》
- 明報週刊《演藝動力大獎：最突出女歌手》 - 〔感情線上〕

2001年
- 2001年度勁歌金曲第一季季選得獎歌曲 - 〔獨家試唱〕
- 2001年度勁歌金曲第三季季選網上金曲獎 - 〔終身美麗〕
- 2001年度勁歌金曲第四季季選得獎歌曲 - 〔交換溫柔〕
- 香港電影評論學會大獎《最佳女演員：鍾無艷》
- 第一屆全球華語歌曲排行榜頒獎音樂會《二千年度華語流行金曲》 - 〔獨家試唱〕
- 中央電視台CCTV-MTV音乐盛典《香港地區最佳女歌手》
- 新加坡金曲獎《最受歡迎女歌手》
- 新加坡93.3醉心金曲龍虎榜金曲獎《十大金曲》 - 〔如果我是你〕
- 台灣卡拉OK連鎖店《錢櫃點播排行榜年度冠軍》 - 〔眉飛色舞〕
- 台灣卡拉OK連鎖店《好樂迪點播排行榜年度冠軍》 - 〔眉飛色舞〕
- 台灣 Hit-Fm 《年度百首單曲》 - 〔完整〕第六十七位
- 馬來西亞紅人金曲獎《最受歡迎合唱歌曲》 - 〔愛是…〕
- 馬來西亞紅人金曲獎《十大紅人獎》
- 馬來西亞紅人金曲獎《十大金曲獎》 - 〔終身美麗〕
- 馬來西亞紅人金曲獎《最受歡迎女歌手》
- 紐約美加華語廣播電台十大金曲．金榜題名《最佳女歌手：金獎》
- 紐約美加華語廣播電台十大金曲 - 〔終身美麗〕
- 英國倫敦國際廣播電台《至尊金曲流行榜》 - 〔愛是…〕
- 英國倫敦國際廣播電台《最受歡迎女歌手》
- 加拿大FM947中文歌曲《我最喜愛女歌手》
- 加拿大FM947中文歌曲《我最喜愛全年至尊歌曲大獎》 - 〔終身美麗〕
- 加拿大FM947中文歌曲《我最喜愛十大歌曲》 - 〔終身美麗〕
- 亞洲聯播網亞洲最紅藝人《香港最紅藝人》
- 百視達娛樂大獎《港台最受歡迎女演員》
- 廣州中國原創音樂流行榜總選《香港區最受歡迎女歌手》
- 香港 1834997.com Online 點唱榜《五大點唱歌曲 》 - 〔終身美麗〕
- 香港流行音樂共和榜《五大歌曲 》 - 〔愛是…〕
- 香港流行音樂共和榜《五大歌曲 》 - 〔終身美麗〕
- 香港有線電視娛樂台至尊歌曲榜《十大至尊歌曲》 - 〔愛是...〕
- 新城勁爆流行音樂頒獎禮《勁爆歌曲》 - 〔愛是…〕
- 新城勁爆流行音樂頒獎禮《勁爆歌曲》 - 〔終身美麗〕
- 新城勁爆流行音樂頒獎禮《勁爆女歌手》
- 新城勁爆流行音樂頒獎禮《全球勁爆歌手》
- 新城勁爆流行音樂頒獎禮《點正娛樂終極娛樂版霸》
- 商業電台叱吒樂壇頒獎禮《我最喜愛的女歌手》
- 商業電台叱吒樂壇頒獎禮《女歌手：金獎》
- 商業電台叱吒樂壇頒獎禮《專業推介叱吒十大(第九位)》 - 〔終身美麗〕
- 2001年度十大勁歌金曲頒獎禮《十大勁歌金曲》 - 〔終身美麗〕
- 2001年度十大勁歌金曲頒獎禮《最受歡迎女歌星》
- 香港電台十大中文金曲頒獎禮《全國最受歡迎女歌手獎：銀獎》
- 香港電台十大中文金曲頒獎禮《最受歡迎Karaoke歌曲獎：合唱》 - 〔愛是…〕
- 香港電台十大中文金曲頒獎禮《十大優秀流行歌手大獎》
- 香港電台十大中文金曲頒獎禮《十大中文金曲》 - 〔終身美麗〕
- 香港電台十大中文金曲頒獎禮《全年最高銷量歌手大獎：女歌手》
- 國際唱片業協會《十大銷量廣東唱片：Love Is…》
- 國際唱片業協會《十大銷量廣東唱片：Shocking Pink》
- 國際唱片業協會《十大銷量國語唱片：完整》
- 國際唱片業協會《全年最高銷量本地女歌手》
- 香港樂壇評議會《最受歡迎女歌手銀獎》
- 香港樂壇評議會《最受歡迎年度流行金曲銀獎》 - 〔終身美麗〕
- 香港樂壇評議會《我最喜愛的年度大碟銅獎》 - 〔溫柔〕
- 第二十一屆香港電影金像獎《最佳原創電影歌曲》〔終身美麗〕

2002年
- 2002年度勁歌金曲第一季季選得獎歌曲 - 〔跳傘〕
- 2002年度勁歌金曲第四季季選得獎歌曲 - 〔相信自己〕
- MTV Asia Music Award《香港區最受歡迎歌手獎》
- 中央電視台CCTV-MTV音乐盛典《香港地區最佳女歌手》
- 新加坡UFM1003優秀流行榜《十大女歌手》
- 新加坡93.3醉心金曲龍虎榜金曲獎《十大金曲》 - 〔玻璃鞋〕
- 新加坡93.3醉心金曲龍虎榜金曲獎《十大金曲》 - 〔捨得〕
- 新加坡93.3醉心金曲龍虎榜金曲獎《十大最受歡迎女歌手》
- 華語音樂傳媒大獎《十大華語歌曲》 - 〔終身美麗〕
- 香港電台十大中文金曲頒獎禮《全年最高銷量歌手大獎：女歌手》
- 香港電台十大中文金曲頒獎禮《十大優秀流行歌手大獎》
- 新城勁爆流行音樂頒獎禮《勁爆歌曲》 - 〔上一次流淚〕
- 新城勁爆國語力頒獎禮《新城國語力歌曲》 - 〔說清楚〕
- Cash金帆音樂獎《最佳流行歌曲旋律》 - 〔終身美麗〕
- 香港電影金像獎《最佳原創電影歌曲》 - 〔終身美麗〕
- 國際唱片業協會《十大銷量廣東唱片：溫柔》
- 國際唱片業協會《十大銷量廣東唱片：Shocking Colors Live 2001》
- 國際唱片業協會《十大銷量廣東唱片：Becoming Sammi》
- 國際唱片業協會《全年最高銷量本地女歌手》

2003年
- MTV Asia Music Award《香港區最受歡迎歌手獎》
- 香港電台十大中文金曲頒獎禮《全年最高銷量歌手大獎：女歌手》
- Yahoo搜尋人氣大獎：歌手組別
- 國際唱片業協會《十大銷量廣東唱片》 - 〔完全擁有〕
- 台灣 Hit-Fm 《年度百首單曲》 - 〔美麗的誤會〕第四十四位
- Cash金帆音樂獎《最廣泛演出獎-粤语流行作品》 - 〔終身美麗〕

2004年
- MTV Asia Music Award《香港區最受歡迎歌手獎》
- 新加坡93.3FM醉心金曲龍虎榜《十大最受欢迎歌手》
- 台北之音FM107.7 《我的107包厢-台北之音百首經典K歌》 - 〔值得〕

2006年
- 國際唱片業協會《十大銷量廣東唱片：Sammi Ultimate Collection》

2007年
- Elle Style Awards《最具風格女歌手》
- 中央電視台CCTV-MTV音樂盛典《香港最具風格女歌手獎》
- 候選第十九屆電視欣賞指數調查《評審團大獎》 - 《主播會客室 - 鄭秀文篇》
- 國際唱片業協會《最高銷量廣東唱片》
- 國際唱片業協會《十大銷量廣東唱片：Show Mi鄭秀文2007演唱會》[357]
- 國際唱片業協會《十大銷量本地歌手》
- 國際唱片業協會《全年最高銷量本地女歌手》
- 第二十七屆香港金像流光異彩時尚潮人獎《中性風貌大獎》

2008年
- 新加坡Y.E.S. 93.3FM金曲權威25《25位最具代表的歌手》

2009年
- Yahoo搜尋人氣大獎：香港最具號召力女藝人
- 第10屆華語音樂傳媒大獎《最佳粵語女歌手》
- 國際唱片業協會《最暢銷本地現場錄製音像出品：東亞華星演唱會》

2010年代
2010年
- 明報演藝動力大獎2010《愛心動力大獎》
- 香港演藝人2010傑出表現獎《音樂傑出女歌手獎》
- 2010年度TVB8金曲榜頒獎典禮《TVB8金曲榜最佳音樂錄影帶演繹獎》 - 〔Water Of Love〕
- 華語音樂傳媒大獎《最佳粵語女歌手》 - 〔Faith信〕
- 香港電台十大中文金曲頒獎禮 《傳媒推薦大獎：女歌手》
- 香港電台十大中文金曲頒獎禮《全年最高銷量歌手大獎》
- 香港電台十大中文金曲頒獎禮《十大中文金曲》 - 〔不要驚動愛情〕
- 加拿大至HIT中文歌曲排行榜—《全北美推崇女歌手》
- 湖南衞視·百度娛樂沸點2010年度盤點《最熱門港台十大金曲》 - 〔一步一步愛〕
- 2010年商務印書館暢銷書排行榜(文學類)冠軍:《值得》鄭秀文
- 國際唱片業協會《全年最高銷量影音：Love Mi 鄭秀文世界巡迴演唱會香港站DVD》
- 國際唱片業協會《全年最高銷量唱片：信 Faith》
- 國際唱片業協會《十大銷量廣東唱片：信 Faith》
- 國際唱片業協會《十大銷量國語唱片：—信者得愛》
- 國際唱片業協會《全年最高銷量女歌手》
- 國際唱片業協會《十大銷量歌手》
- 第15屆華語榜中榜《港台最佳女歌手》
- 香港數碼音樂頒獎禮《十大最高次數點播歌曲》 - 〔不要驚動愛情〕
- 香港數碼音樂頒獎禮《十大最高次數下載歌曲》 - 〔不要驚動愛情〕
- 香港數碼音樂頒獎禮《全年最高次數下載歌曲》 - 〔不要驚動愛情〕
- 香港數碼音樂頒獎禮《十大最高網上銷量歌手》
- 香港數碼音樂頒獎禮《十大最高KTV點播次數》 - 〔Chotto等等〕
- 香港數碼音樂頒獎禮《十大最高KTV點播次數》 - 〔叮叮噹〕
- 香港數碼音樂頒獎禮《十大最高KTV點播次數》 - 〔不要驚動愛情〕
- 香港數碼音樂頒獎禮《十大最高KTV點播次數》 - 〔信者得愛〕
- 香港數碼音樂頒獎禮《十大最高KTV點播次數》 - 〔上帝早已預備〕
- 香港數碼音樂頒獎禮《十大最高KTV點播次數》 - 〔愛〕
- 香港數碼音樂頒獎禮《十大最高KTV點播次數》 - 〔默契〕
- 香港數碼音樂頒獎禮《十大最高KTV點播次數》 - 〔罪與罰〕
- 香港數碼音樂頒獎禮《十大最高KTV點播次數》 - 〔不來的季節〕
- 香港數碼音樂頒獎禮《十大最高KTV點播次數》 - 〔Medley: 獨家試唱+星「秀」傳說+煞科+叮噹〕
- 香港數碼音樂頒獎禮《十大最高MV下載》 - 〔信者得愛〕

2011年
- 新城勁爆流行音樂頒獎禮《新城勁爆最傑出至尊女歌手》
- 國際唱片業協會《十大數碼暢銷歌曲》 - 〔不要驚動愛情〕
- 第八屆中國金唱片獎《流行類演員獎》

2012年
- 2012福布斯中國名人榜 - 79位
- 第49屆金馬獎《最佳原創電影歌曲》 –〔Do Re Mi〕
- HK樂壇流行榜頒獎典禮《年度我最喜愛亞太區女歌手》

2013年
- 入圍2013第10屆華鼎獎中國最佳女歌唱演員

2014年
- YesAsia《年度唱片銷量榜第六位：Love is Love》
- 國際唱片業協會《十大銷量廣東唱片：Love is Love》
- 國際唱片業協會《全年最高銷量廣東唱片：Love is Love》

2015-2016年
- 新城勁爆流行音樂頒獎禮《勁爆卡拉OK歌曲》 – 〔時間之光〕
- YesAsia 華語音樂銷售榜2015《十大華語演唱會第一位：Touch Mi World Tour》
- YesAsia 華語音樂銷售榜2015《十大暢銷歌手第六位》
- 國際唱片業協會《2015十大銷量廣東唱片：Miracle Best Collection》
- 國際唱片業協會《2015全年最高銷量廣東唱片：Miracle Best Collection》
- 國際唱片業協會《2015全年最高銷量女歌手》
- 國際唱片業協會《2015十大銷量歌手》
- 國際唱片業協會《2015最暢銷本地現場錄製音像出品：Touch Mi Sammi World Tour》
- 國際唱片業協會《2015全年最高銷量本地現場錄製音像出品：Touch Mi Sammi World Tour》

2017年
- YesAsia 華語音樂銷售榜2017《十大華語演唱會第一位：Touch Mi 2 World Tour》
- YesAsia 華語音樂銷售榜2017《十大暢銷歌手第一位》
- YesAsia 華語音樂銷售榜2017《十大華語專輯第四位：裸》
- 國際唱片業協會《2016十大銷量廣東唱片：Fabulous》
- 國際唱片業協會《2016十大銷量歌手》

2018年
- MOOV Music Awards 2018《年度十大廣東歌》第九位：〔千年如一日〕
- YesAsia 華語音樂銷售榜2018《十大華語專輯第五位：Believe in Mi》
- YesAsia 華語音樂銷售榜2018《十大暢銷歌手第五位》
- 中國公告牌2018《年度粵語十大金曲》 第六位 Creo en Mi [358]

2019年
- 商業電台叱吒樂壇頒獎禮《叱咤樂壇至尊歌曲大獎》 - 〔我們都是這樣長大的〕
- 新城勁爆流行音樂頒獎禮《勁爆播放指數歌曲》 - 〔我們都是這樣長大的〕
- 十大中文金曲《十大中文金曲》-〔我們都是這樣長大的〕
- 十大中文金曲《全球華人至尊金曲獎》-〔我們都是這樣長大的〕
- 2019全球華語歌曲排行榜《年度二十大金曲獎》-〔我們都是這樣長大的〕
- 2019全球華語歌曲排行榜《最佳作曲獎》-〔我們都是這樣長大的〕
- 2019全球華語歌曲排行榜《最受歡迎對唱歌曲獎》-〔Creo en Mi〕
- JOOX 2019最高播放率單曲 -〔我們都是這樣長大的〕
- 加拿大至HIT中文歌曲排行榜2019年度總選 - 全國推崇十大歌曲（粵語）〔我們都是這樣長大的〕
- CASH金帆音樂獎《CASH最佳歌曲大奬》- 〔我們都是這樣長大的〕
- CASH金帆音樂獎《最佳女歌手演繹》-〔我們都是這樣長大的〕
- 2019年度iTunes音樂精選（香港區）《年度最佳歌曲》 - 〔我們都是這樣長大的〕
- YouTube香港2019十大熱門本地音樂影片 - 第五位〔我們都是這樣長大的〕
- KKBOX 2019《本地單曲年度榜》第一位 - 〔我們都是這樣長大的〕
- YesAsia 華語音樂銷售榜2019《十大華語專輯第九位：我們都是這樣長大的》
- YesAsia 華語音樂銷售榜2019《十大暢銷歌手第一位》
- YesAsia 華語音樂銷售榜2019《十大華語演唱會第一位：Sammi By My Side Birthday Gig》
- YesAsia 華語音樂銷售榜2019《十大華語演唱會第四位：#FOLLOWMi 鄭秀文世界巡迴演唱會》

2020年
- 第二屆KKBOX香港風雲榜《年度風雲歌手》
- YesAsia 華語音樂銷售榜2020《十大華語演唱會第一位：#FOLLOWMi Live Tour》[359]
- YesAsia 華語音樂銷售榜2020《十大華語演唱會第七位：Sammi By My Side Birthday Gig Live》
- YesAsia 華語音樂銷售榜2020《十大暢銷歌手第二位》

2021年
- YesAsia 華語音樂銷售榜2021《十大華語演唱會第四位：#FOLLOWMi Live Tour》[360]
- YesAsia 華語音樂銷售榜2021《十大暢銷歌手第六位》
- YesAsia 華語音樂銷售榜2021《十大華語專輯第八位：Listen To Mi》
- 亞洲流行音樂大獎 2021年 評審團類 年度20專輯[361]

2022年
- YesAsia 華語音樂銷售榜2022《十大華語演唱會第五位：Listen To Mi Birthday Gig》[362]
- YesAsia 華語音樂銷售榜2022《十大暢銷歌手第四位》

2023年
- YesAsia 華語音樂銷售榜2023《十大華語專輯演唱會第四位：DREAM》[363]
- YesAsia 華語音樂銷售榜2023《十大暢銷歌手第七位》
- 騰訊音樂浪潮榜 2023年5月 TOP 20榜單（排名基於百位頂級創作人評選結果）致我們的夢想 排第18位 得分7.90 [364]
- 騰訊音樂浪潮榜 2023年7月 TOP 20榜單（排名基於百位頂級創作人評選結果）吃掉悲傷 排第8位 得分8.07 [365]
- 亞洲流行音樂大獎 2023年 評審團類 年度20專輯[366]

2024年
- 商業電台叱吒樂壇《我最喜愛的女歌手》
- 騰訊音樂浪潮榜 2024年7月 TOP 20榜單（排名基於百位頂級創作人評選結果）BRIGHTER DAY 排第5位 得分8.18 [367]
- 騰訊音樂浪潮榜 2024年7月 TOP 20榜單（排名基於百位頂級創作人評選結果）盲盒 排第11位 得分7.98 [368]
- 988精彩聲勢排行榜【 2024 Best of The Best 聽眾票選Top 20】 盲盒 排第13位 [369]
- 新鮮音樂流行歌曲榜【2024年度評選·年度歌曲】盲盒 排第4位[370]

### 影視獎項
| 年份 | 頒獎典禮                          | 獎項               | 作品                           | 結果 |
| ---- | --------------------------------- | ------------------ | ------------------------------ | ---- |
| 1993 | 第12屆香港電影金像獎              | 最佳新演員         | Heidi《飛虎精英之人間有情》    | 提名 |
| 1996 | 第33届金马奖                      | 最佳电影歌曲       | 〈不拖不欠〉                   | 提名 |
| 1997 | 第16屆香港電影金像獎              | 最佳原创电影歌曲   | 〈默契〉                       | 提名 |
| 1998 | 第4屆香港電影評論學會大獎         | 最佳女演員         | 朱金梅《愛你愛到殺死你》       | 提名 |
| 2000 | 明報周刊第1屆演藝動力大獎         | 最突出電影女演員   | 郭明儀《孤男寡女》             | 獲獎 |
| 2000 | 第37屆金馬獎                      | 最佳女主角         | 郭明儀《孤男寡女》             | 提名 |
| 2001 | 第6屆香港電影金紫荊獎             | 最佳女主角         | 郭明儀《孤男寡女》             | 提名 |
| 2001 | 第7屆香港电影评论学会大奖         | 最佳女演員         | 郭明儀《孤男寡女》             | 提名 |
| 2001 | 第20屆香港電影金像奬              | 最佳女主角         | 郭明儀《孤男寡女》             | 提名 |
| 2001 | 第20屆香港電影金像奬              | 最佳原创电影歌曲   | 〈感情線上〉                   | 提名 |
| 2001 | 百視達娛樂大獎                    | 港台最受歡迎女演員 | 不適用                         | 獲獎 |
| 2002 | 第7屆香港電影金紫荊獎             | 最佳女主角         | Mini Mo《瘦身男女》            | 提名 |
| 2002 | 第21屆香港电影金像奖              | 最佳女主角         | Mini Mo《瘦身男女》            | 提名 |
| 2002 | 第21屆香港电影金像奖              | 最佳女主角         | 霍少棠《同居蜜友》             | 提名 |
| 2002 | 第21屆香港电影金像奖              | 最佳女主角         | 鍾無艷《鍾無艷》               | 提名 |
| 2002 | 第21屆香港电影金像奖              | 最佳原创电影歌曲   | 〈終身美麗〉                   | 獲獎 |
| 2002 | 第8屆香港电影评论学会大奖         | 最佳女演員         | 鍾無艷《鍾無艷》               | 獲獎 |
| 2002 | 第2屆华语电影传媒大奖             | 港台最佳女演員     | 鍾無艷《鍾無艷》               | 提名 |
| 2002 | 第39屆金馬獎                      | 最佳女主角         | 何麗珠《我左眼見到鬼》         | 提名 |
| 2002 | 第39屆金馬獎                      | 最佳電影歌曲       | 〈愛上一個人〉                 | 提名 |
| 2005 | 第24屆香港电影金像奖              | 最佳原创电影歌曲   | 〈如果你有事〉                 | 提名 |
| 2005 | 第24屆香港电影金像奖              | 最佳原创电影歌曲   | 〈調情〉                       | 提名 |
| 2005 | 明報周刊第6屆演藝動力大獎         | 最突出電影女演員   | 王琦瑤《長恨歌》               | 獲獎 |
| 2006 | 第25屆香港电影金像奖              | 最佳女主角         | 王琦瑤《長恨歌》               | 提名 |
| 2009 | 第16屆香港电影评论学会大奖        | 最佳女演員         | 司徒慕莲《大搜查之女》         | 決選 |
| 2012 | 第49屆金馬獎                      | 最佳原創電影歌曲   | 〈Do Re Mi〉                   | 獲獎 |
| 2013 | 第32届香港电影金像奖              | 最佳原创电影歌曲   | 〈Do Re Mi〉                   | 提名 |
| 2013 | 第32届香港电影金像奖              | 最佳女主角         | 梁慧秀《高海拔之戀II》         | 提名 |
| 2013 | 第十三屆華語電影傳媒大獎          | 最佳女主角         | 梁慧秀《高海拔之戀II》         | 提名 |
| 2013 | 第50屆金馬獎                      | 最佳女主角         | 何家彤《盲探》                 | 提名 |
| 2013 | 第12屆華鼎獎                      | 中國最佳女主角獎   | 何家彤《盲探》                 | 提名 |
| 2013 | 第12屆華鼎獎                      | 中國最佳電影音樂獎 | 〈不盲不愛〉                   | 提名 |
| 2014 | 第33屆香港電影金像獎              | 最佳原创电影歌曲   | 〈盲愛〉                       | 提名 |
| 2014 | 第33屆香港電影金像獎              | 最佳女主角         | 何家彤《盲探》                 | 提名 |
| 2014 | 第十四屆華語電影傳媒大獎          | 最佳女主角         | 何家彤《盲探》                 | 提名 |
| 2014 | 第20屆香港電影評論學會大獎        | 最佳女演員         | 何家彤《盲探》                 | 提名 |
| 2015 | 第11屆廣州大學生電影節            | 最受歡迎女演員     | 沙律《失戀急讓》               | 獲獎 |
| 2017 | 第十一屆亞洲電影大獎              | 卓越亞洲電影人     | 不適用                         | 獲獎 |
| 2020 | 第26屆香港電影評論學會大獎        | 最佳女演員         | 崔巧玲《聖荷西謀殺案》         | 提名 |
| 2020 | 第3屆最港電影大獎                 | 最港女演員         | 崔巧玲《聖荷西謀殺案》         | 提名 |
| 2020 | 第3屆最港電影大獎                 | 最港女演員         | 夏如樹《花椒之味》             | 提名 |
| 2020 | 第39屆香港電影金像獎              | 最佳女主角         | 夏如樹《花椒之味》             | 提名 |
| 2020 | 第39屆香港電影金像獎              | 最佳女主角         | 崔巧玲《聖荷西謀殺案》         | 提名 |
| 2020 | 第39屆香港電影金像獎              | 最佳原創電影歌曲   | 〈好好說〉                     | 提名 |
| 2020 | 香港電影編劇家協會2020            | 年度最佳電影角色獎 | 夏如樹《花椒之味》             | 提名 |
| 2020 | 中美電影節                        | 最佳女主角         | 崔巧玲《聖荷西謀殺案》         | 獲獎 |
| 2020 | 第12屆澳門國際電影節              | 最佳女主角         | 崔巧玲《聖荷西謀殺案》         | 提名 |
| 2023 | 第29屆香港电影评论学会大奖        | 最佳女演員         | 陳天美《流水落花》             | 獲獎 |
| 2023 | 2022年度香港電影導演會年度大獎    | 最佳女主角         | 陳天美《流水落花》             | 獲獎 |
| 2023 | 第一屆香港網絡影評人HIGHLIGHT大獎 | 最HIGHLIGHT女主角  | 陳天美《流水落花》             | 獲獎 |
| 2023 | 第41屆香港電影金像獎              | 最佳女主角         | 陳天美《流水落花》             | 獲獎 |
| 2023 | 第41屆香港電影金像獎              | 最佳原創電影歌曲   | 〈我這樣活了一天〉《流水落花》 | 獲獎 |

### 其他獎項
2000年代
2009年
- Yahoo! 搜尋人氣大獎2009 - 香港最具號召力女藝人

2020年代
2022年
- Yahoo! 搜尋人氣大獎2022 - 頭100位熱搜本地男女藝人或組合

2023年
- 尚流亞洲2023「亞洲最具影響力人士」[371]

2024年
- Golden BROWN Awards 2024 《金光閃閃熊大獎座》[372]

## 外部連結
- 鄭秀文的新浪微博
- 鄭秀文 Sammi Cheng的Facebook專頁
- 鄭秀文的Instagram帳戶
- 鄭秀文在互联网电影资料库（IMDb）上的資料（英文）
- 鄭秀文在香港影庫上的簡介
- 鄭秀文在时光网上的簡介（简体中文）
- 鄭秀文在豆瓣上的资料（简体中文）